# Santi Quattro Coronati

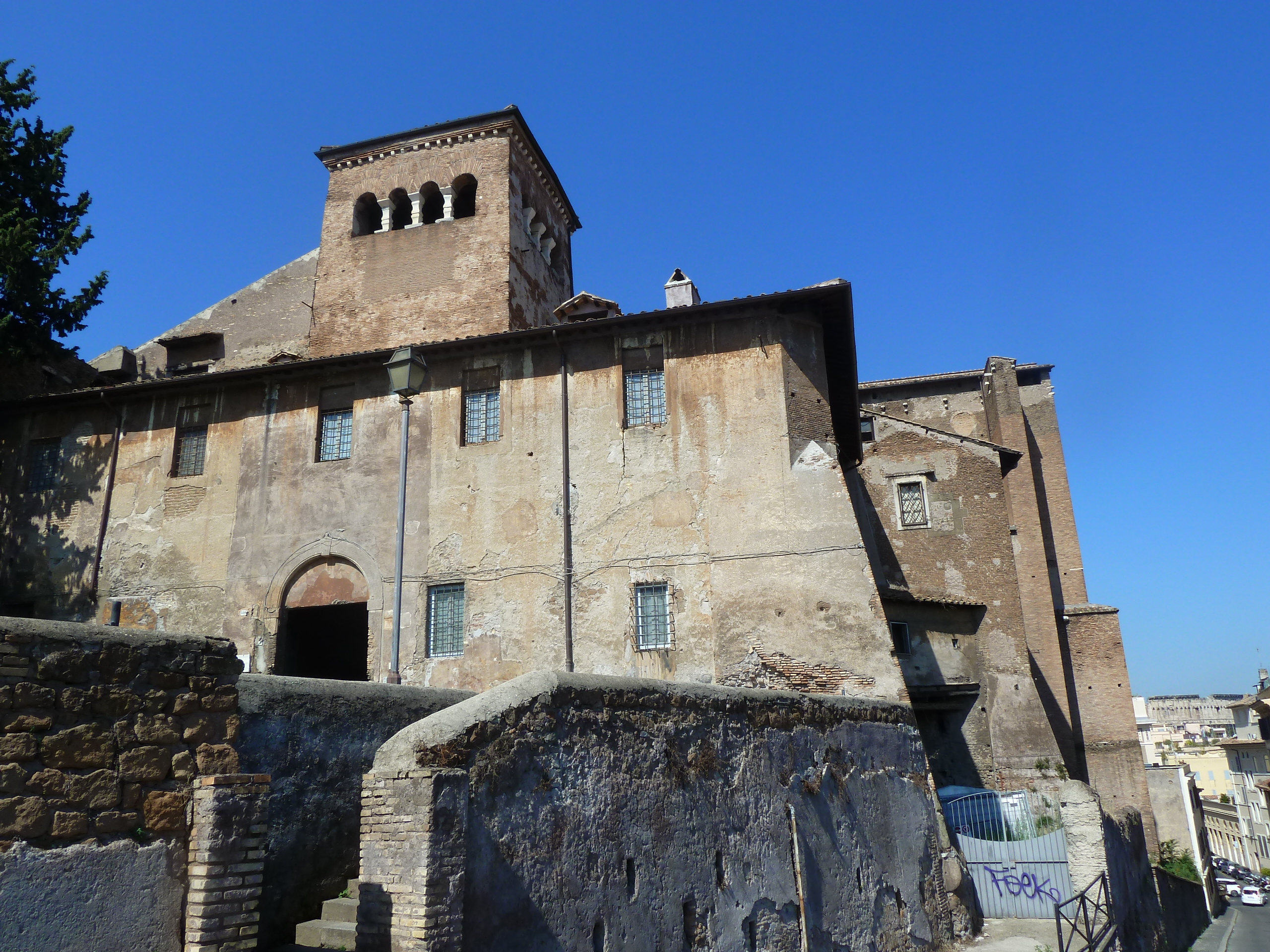
Het geheel gezien vanuit de Via dei Santi Quattro

De Santi Quattro Coronati (Nederlands: Vier Gekroonde Heiligen) is een middeleeuwse basiliek in Rome gelegen aan de Via dei Santi Quattro. Rondom de basiliek groeide doorheen de loop der eeuwen een gans gebouwencomplex, waarvan de Silvesterkapel het bekendste onderdeel is.

## Titelheiligen

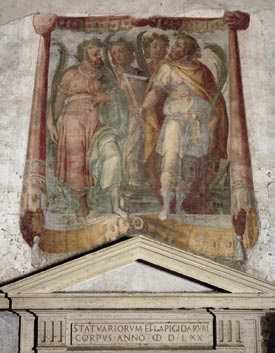
De vroegere ingang van de Silvesterkapel toegekend aan de gilde van beeldhouwers en steenhouwers.

Over de identiteit van de heiligen aan wie de kerk is toegewijd bestaan verschillende versies die opklimmen tot een passio uit de 6de eeuw die later met enige fantasie werd aangevuld. Zeker is wel dat de typering 'gekroond' refereert aan de marteldood die zij stierven: volgens de geijkte iconografie worden martelaars bekroond met een lauwerkrans wanneer zij met hun marteling de dood en het kwaad overwinnen.
Een eerste versie spreekt niet van vier maar van vijf heiligen uit de Romeinse provincie Pannonië (Oost-Europa, ongeveer het huidige Hongarije) die bijzonder getalenteerde steenhouwers waren ten tijde van keizer Diocletianus. In de traditie krijgen zij de namen Claudius, Castorius, Sempronianus, Nicostratus en Simplicius. Ze waren christenen en toen ze van keizer Diocletianus de opdracht kregen om een beeld te maken van de god Aesculapius, weigerden ze dan ook die opdracht uit te voeren. Toen ze ook weigerden het beeld van de zonnegod te aanbidden liet Diocletianus hen samen ter dood brengen. Ze overleefden de eerste foltering met zweepslagen, waarna de keizer beval hen in 5 loden kisten in een rivier te werpen.
Volgens een tweede versie gaat het echter om vier Romeinse soldaten (cornicularii, ordonnansen) met de namen Severus, Severianus, Carpoforus en Vittorinus. Nadat ze hadden geweigerd om de heidense god Aesculapius te vereren in de Thermen van Constantijn werden ze door Diocletianus ter dood veroordeeld door marteling. Hun lichamen werden begraven in een kerkhof nabij de Via Labicana.
In de 9de eeuw heeft paus Leo IV het stoffelijk overschot van de 4 soldaten laten opgraven en in de crypte van de kerk laten bijzetten om zeker te zijn dat de heiligen zouden begraven zijn in de kerk die aan hen is gewijd.
De Vier Gekroonde Martelaren zijn de patroonheiligen van de bouwvakkers en steenhouwers.

## Geschiedenis

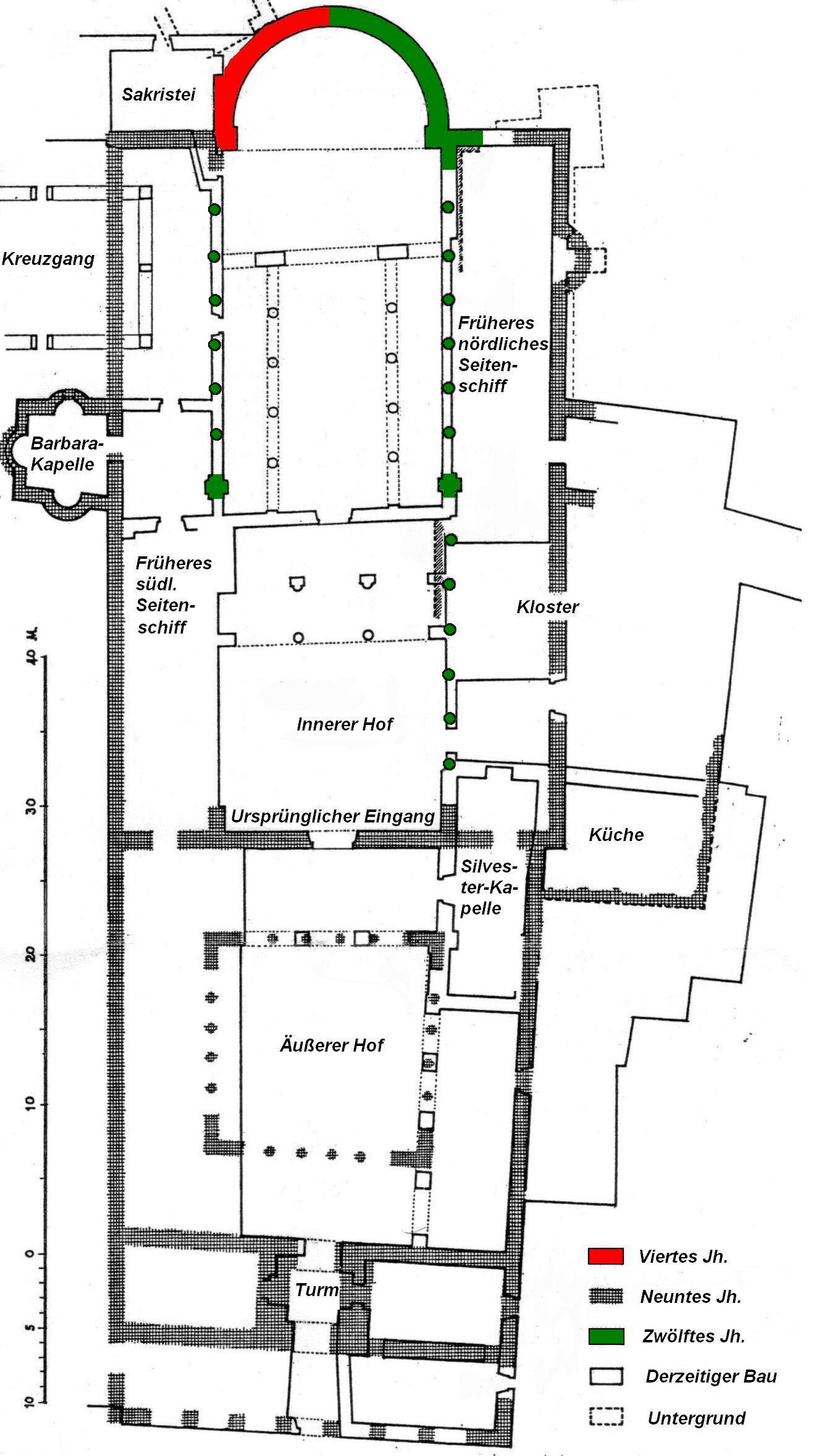
Grondplan van het geheel.

De kerk is gebouwd op fundamenten van antieke gebouwen (1ste tot 4de eeuw n.C.) die nu in de ondergrond van de kerk liggen (niet te bezoeken). Wellicht al in de 4de eeuw werd de ruime en van apsis voorziene ontvangstzaal (42 x 15 meter) van een rijke woning in gebruik genomen als kerk. Opgravingen in het kloosterhof aan de zuidzijde van de basiliek brachten een doopvont aan het licht die al opklimt tot de 5de eeuw; de benaming "Titulus Sanctorum Quattuor Coronatorum" (kerk van de 4 gekroonde heiligen) komt al voor in een tekst van het einde van de 6de eeuw.
In het midden van de 9de eeuw werd het gebouw sterk uitgebreid door Leo IV, de paus die vóór zijn pontificaat kardinaal-titularis van deze basiliek was geweest. Vóór de eigenlijke kerk liet hij een voorhof bouwen met aan de oostzijde een massieve toren met onderin de ingangspoort. Aan de overzijde van dit voorhof gaven drie poorten toegang tot de basiliek, die toen 55 meter lang en 30 meter breed was; de 4de-eeuwse ontvangstzaal werd de fundering voor het middenschip. In de crypte onder de apsis liet hij het stoffelijk overschot van de vier titelheiligen bijzetten. Aan de noordzijde van de basiliek werd een woonhuis voor priesters toegevoegd. Uiterlijk vanaf 975 was ook een klooster verbonden aan de kerk.
In 1084 werd de kerk zwaar beschading door brand tijdens de plundertocht van de Normandiërs onder leiding van Robert Guiscard: het middenschip en een deel van de apsis stortten in. De kerk werd heropgebouwd door Paschalis II (paus van 1099 tot 1118) maar met gereduceerde afmetingen. De lijn van de brede apsis bleef bewaard maar het middenschip van de oude basiliek werd ingekort: het achterste deel ervan kwam buiten het interieur te liggen en werd een tweede voorhof. De kerk werd ook versmald: van de oude basiliek werden de zijschepen dichtgemetseld, en het middenschip ervan werd ingedeeld in het smallere middenschip mét de twee zijschepen van de 12de-eeuwse basiliek. Op de bovenverdieping werd een matroneum aangelegd, een verhoogde galerij voor de vrouwen. Het vroegere rechterzijschip van de 9de-eeuwse basiliek werd toegevoegd aan de priesterwoning, het vroegere linkerzijschip ervan aan het klooster dat aan de zuidzijde van de basiliek werd gebouwd. Deze nieuwe kerk werd ingewijd in 1116, en in 1138 werd het geheel toevertrouwd aan een benedictijnerklooster.
In de 13de eeuw breidde het klooster aan de zuidzijde van de basiliek uit. Aan de noordzijde werd in 1246 een luxueus palazzo gebouwd voorzien van versterkte torens die de paus en zijn kardinalen een veilige controle verschaften over de de straat die het pauselijk paleis van Lateranen verbond met het Vaticaan. Dit gedeelte werd bewoond door kardinalen, en werd later nog uitgebreid. Dit paleis omvatte niet enkel privévertrekken maar tevens ontvangsruimten, een eetzaal, keuken, stallen enz. Tot dit gedeelte behoort ook de Torre Maggiore (grootste toren) die 26 meter boven de huidige Via dei Santi Quattro verrijst. De benedenverdieping van die toren werd ingericht als Silvesterkapel.
In de 14de eeuw kwam het geheel tot verval: enerzijds door de afwezigheid van het pauselijk hof dat van 1309 tot 1377 in Avignon gevestigd was, anderzijds door de zware aardbeving van 1348. In 1423-1431 volgde de noodzakelijke restauratie, waaraan het opschrift in het eerste voorhof op de klokkentoren herinnert. De overplaatsing van het pauselijk paleis van Lateranen naar het Vaticaan leidde er echter toe dat de Santi Quattro Coronati opnieuw tot verval kwam.
In 1564 werd het nogal vervallen gebouwencomplex toegewezen aan de slotorde der augustinessen die er een tehuis voor weesmeisjes in onderbrachten. Het stijgende aantal opgevangen weesmeisjes (begin 17de eeuw waren er meer dan 150) noodzaakte tot uitbreiding van de gebouwen.Uiterlijk vanaf 1570 had ook de "università" (gilde) der marmerbewerkers hier haar zetel: de gemartelde steenhouwers uit Pannonië zijn immers de patroonheiligen van deze gilde.
In 1872 werd het weeshuis gesloten door de Italiaanse staat, die twee jaar voordien de stad Rome had ingelijfd. Het westelijke gedeelte van het gebouwencomplex bleef eigendom van de slotzusters augustinessen die er nog steeds wonen. Het oostelijke gedeelte werd in 1946 opnieuw verworven door het Vaticaan en werd in 1995 toevertrouwd aan de Piccole Sorelle dell'Agnello, een gemeenschap die verbonden is met de orde der predikheren. In de 20ste eeuw werd het gebouwencomplex in verschillende fasen gerestaureerd waarbij het middeleeuwse uitzicht zoveel mogelijk werd hersteld.

## Beschrijving

### Exterieur

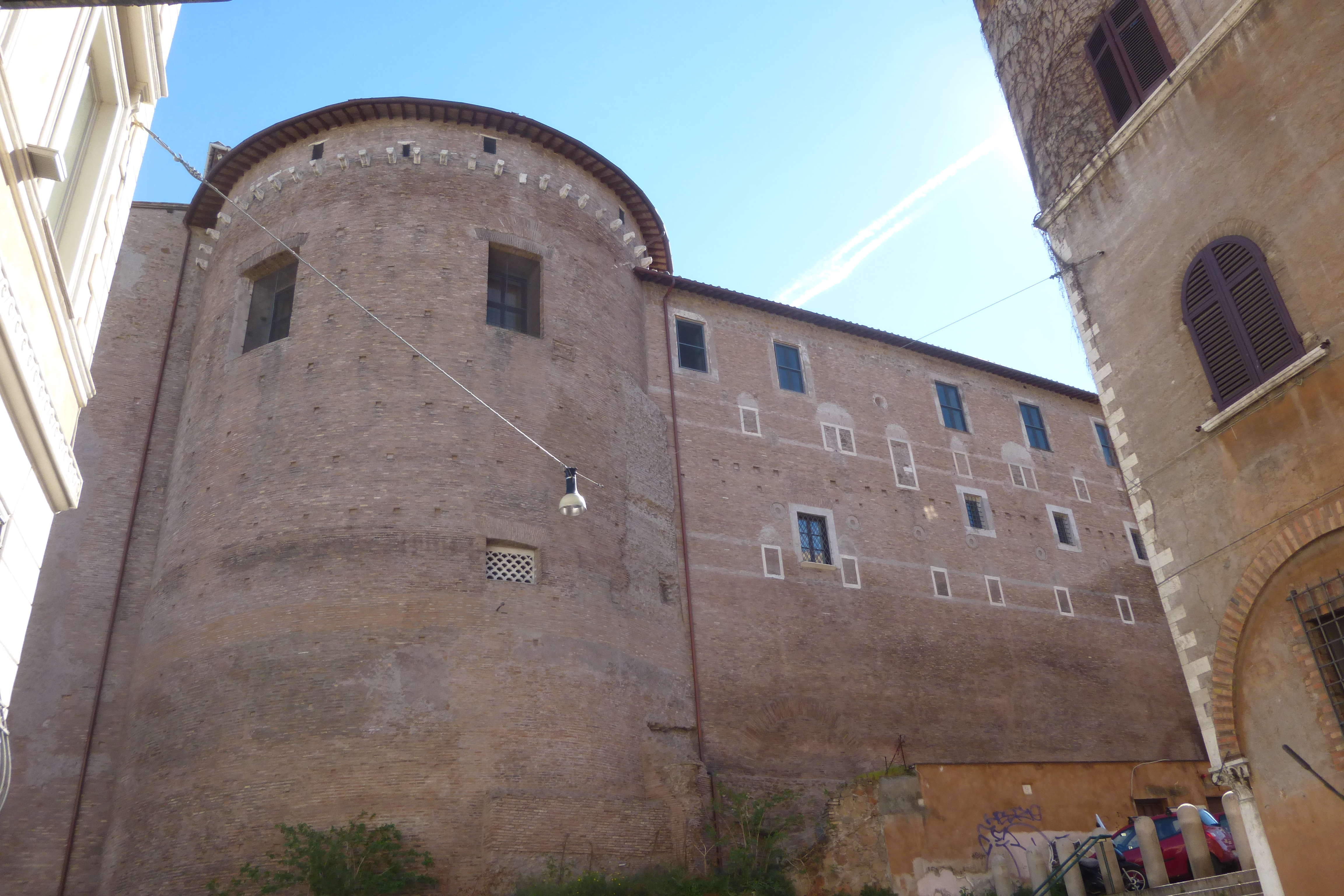
Apsis en zuidelijke vleugel gezien vanuit de Via Capo d'Africa.

Dat dit gebouwencomplex niet enkel een kerk maar aanvankelijk ook een middeleeuwse versterking was, blijkt nog steeds duidelijk uit de aanblik van het exterieur: zowel aan de voorzijde met de kloeke ingangstoren, als aan de noordzijde waar de Torre Maggiore hoog boven de Via dei Santi Quattro verrijst, als aan de achterzijde waar de apsis het kruispunt van de Via Capo d'Africa en de Via dei Querceti domineert. Aan de basis van de apsis zijn nog resten te herkennen van de laatantieke aula waarop de kerk is gebouwd.

### Eerste en tweede voorhof

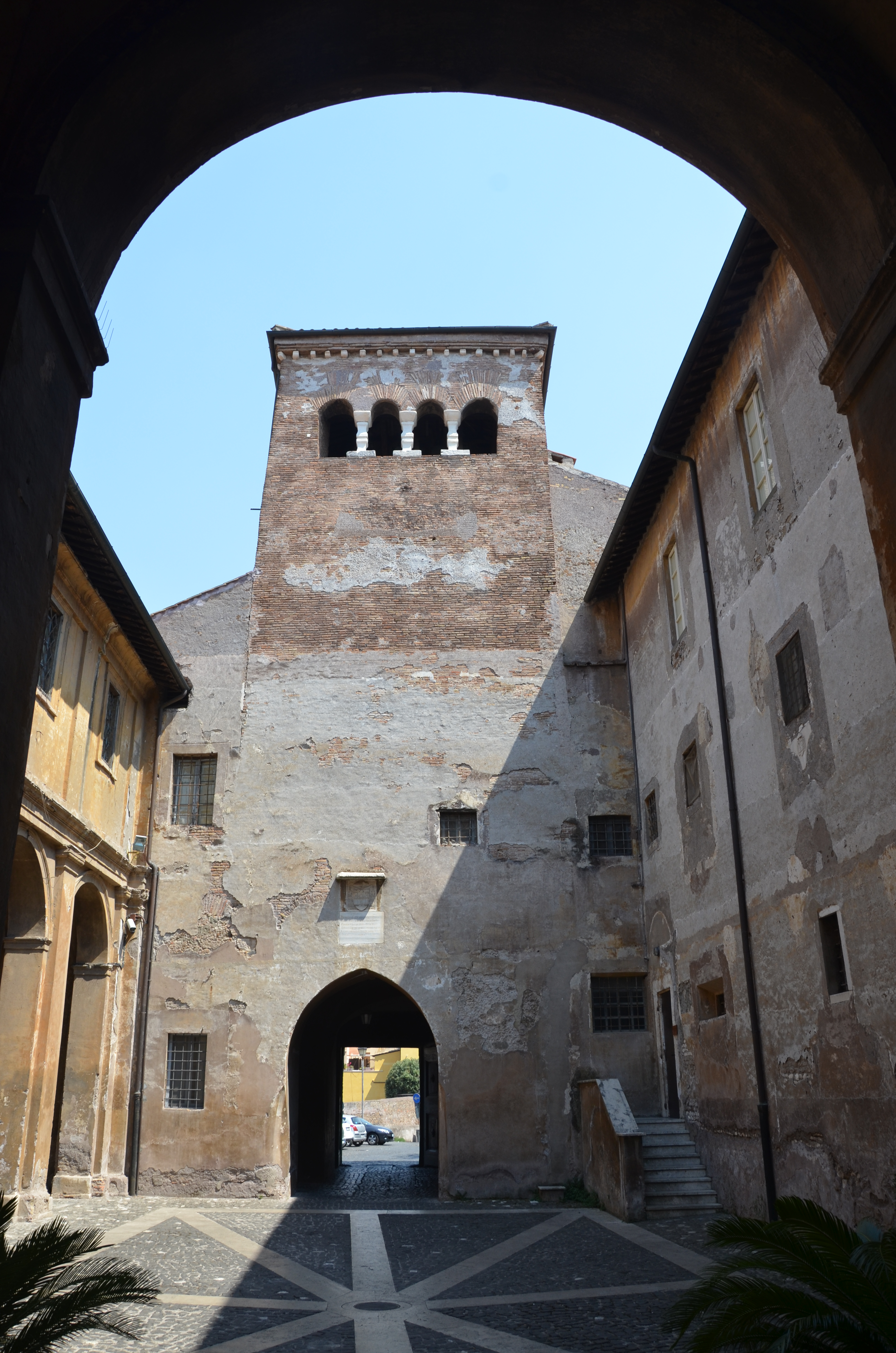
Eerste voorhof.

De ingangspoort is ondergebracht in de massieve 9de-eeuwse versterkingstoren, een combinatie die een unicum is in Rome. De toren is tevens de oudste romaanse toren die in Rome is bewaard. Het is niet geweten of hij reeds initieel ook fungeerde als klokkentoren, maar uiterlijk vanaf de late middeleeuwen was dit wel het geval. Bovenaan is hij opengewerkt met een viervoudig romaans raamwerk. Aan de zijde van het voorhof herinnert een inscriptie in sierlijke gotische letters aan de restauratie van het gebouwencomplex in het begin van de 15de eeuw onder paus Martinus V.
Het eerste voorhof is omgeven door een 16de-eeuwse portiek. Een verhoogde deur aan de zuidzijde geeft toegang tot het vroegere weeshuis, dat nu wordt betrokken door de Piccole Sorelle dell'Agnello, een gemeenschap die verbonden is met de orde der predikheren of dominicanen.
Het tweede voorhof beslaat het achterste gedeelte van de 9de-eeuwse basiliek die na de verwoesting in 1084 met kleinere afmetingen werd herbouwd. Aan de noordzijde van het tweede voorhof zijn in de muur enkele antieke zuilen ingewerkt die in de 9de-eeuwse basiliek het middenschip scheidden van het rechter zijschip. Tussen deze zuilen ligt de ingang van het klooster der augustinessen met de Sala del Calandario en de Silvesterkapel.
De ingang van de basiliek ligt aan de westzijde en wordt voorafgegaan door een portiek. Boven de ingangspoort stelt een 16de-eeuws fresco de zusters augustinessen en de weesmeisjes voor die bidden tot de Vier Gekroonde Heiligen.

### De kerk

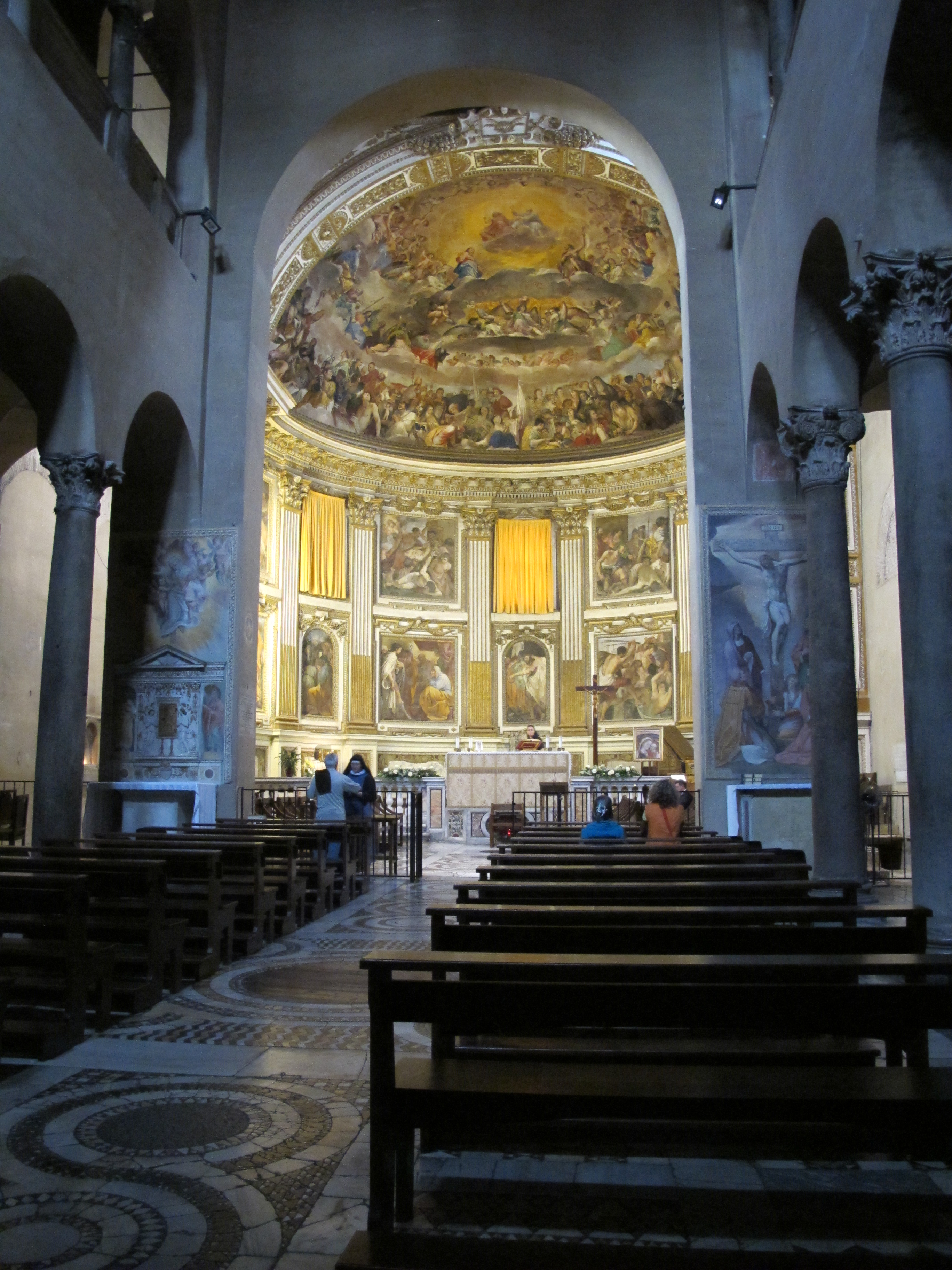
Interieur van de kerk.

Het middenschip is sober en relatief kort. Het is van de twee zijschepen gescheiden door hergebruikte antieke zuilen met korintische en composietkapitelen. Daarboven ligt aan weerszijden een matroneum. De vloer van het middenschip is bedekt met 12de-eeuws cosmatenwerk, en de zoldering is een houten cassenttenplafond uit de tweede helft van de 16de eeuw. In de zijschepen zijn een aantal fresco's bewaard. Aan het zijaltaar in het rechter zijschip is het schilderij "De aanbidding der herders" (Vlaamse School) te zien uit de 16de eeuw. Tegen de pilaster vooraan links is een tabernakel van verguld stucwerk.
De apsis heeft de afmetingen bewaard van de veel grotere 9de-eeuwse kerk en beslaat aldus de volledige breedte van de kerk: niet enkel van het middenschip maar tevens van de zijschepen. Ze werd tussen 1621 en 1624 door Giovanni di San Giovanni beschilderd met fresco's die (twee stroken onderaan onderaan) de marteldood van de Vier Gekroonde heiligen voorstellen en in de concha de Glorie van de heiligen in het paradijs. De kunstenaar heeft de engelen afgebeeld met een vrouwelijk lichaam, vandaar de Italiaanse bijnaam van dit fresco il coro delle angelesse.
In de apsis is aan weerszijden een trap die afdaalt naar de crypte waar paus Leo IV de relikwieën van de Vier Gekroonde Heiligen heeft ondergebracht.

### Het kloosterhof

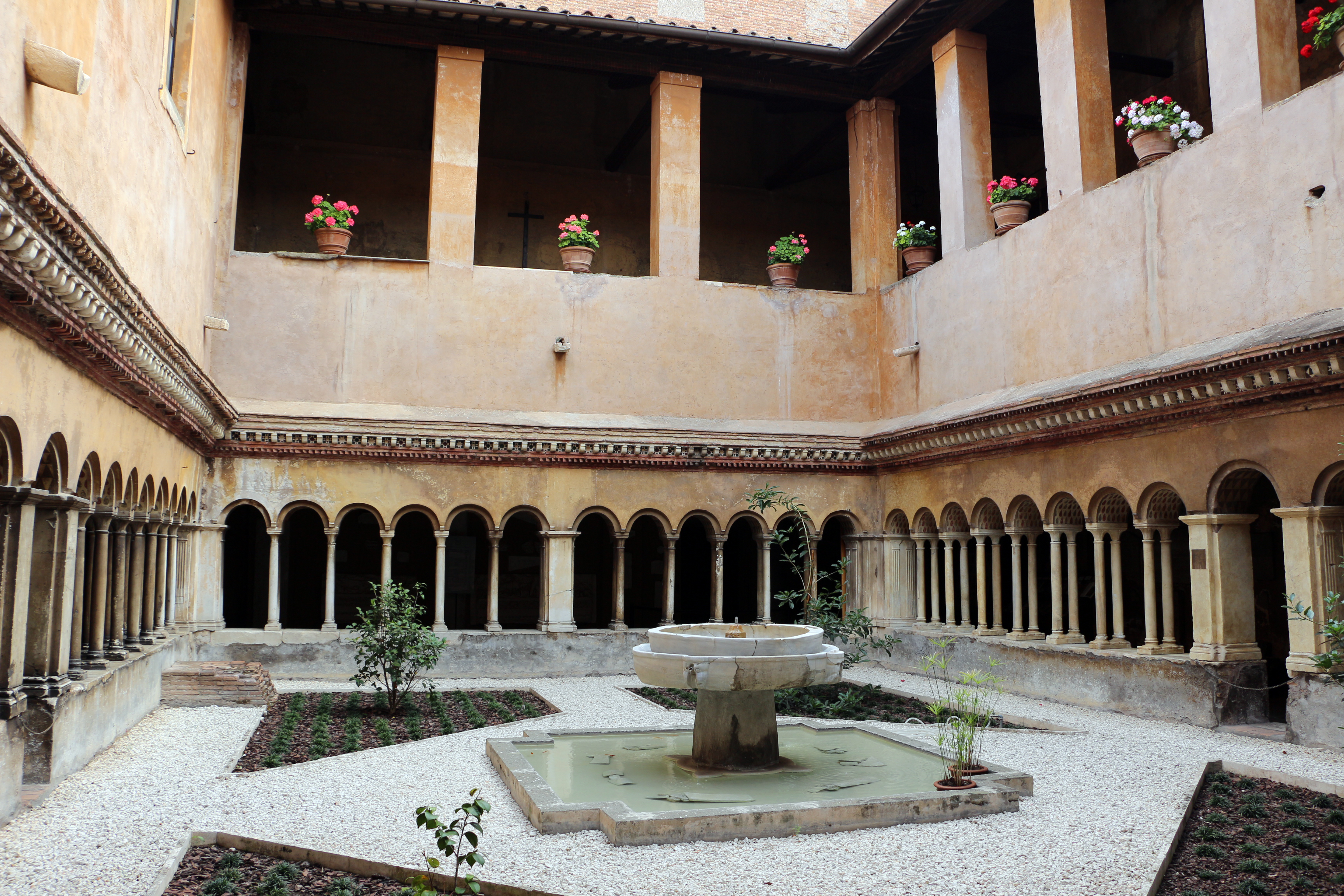
Kloosterhof.

Vanuit het linker zijschip van de kerk kan het verrassend rustige 13de-eeuwse kloosterhof worden bereikt. De vierkante binnentuin wordt aan alle zijden omgeven door bogenrijen die steunen op kleine dubbele zuilen. Zoals in vele kloosterhoven in Rome zijn ook hier de muren bezet met fragmenten van antieke reliëfs en inscripties. De fontein in het midden van de tuin bestaat uit een dubbele schaal die uit één enkel marmerblok is gehouwen, en die oorspronkelijk als wijwatervat was opgesteld in het voorhof van de kerk.
Aan de westzijde van het kloosterhof ligt de kapel die in de 9de eeuw werd gebouwd door Leo IV en is gewijd aan Sint Barbara. Hier werden in 1999 resten blootgelegd van fresco's uit de 12de eeuw die de seizoenen voorstellen samen met de arbeid die dan moest worden verricht.

### Oratorium van San Silvester

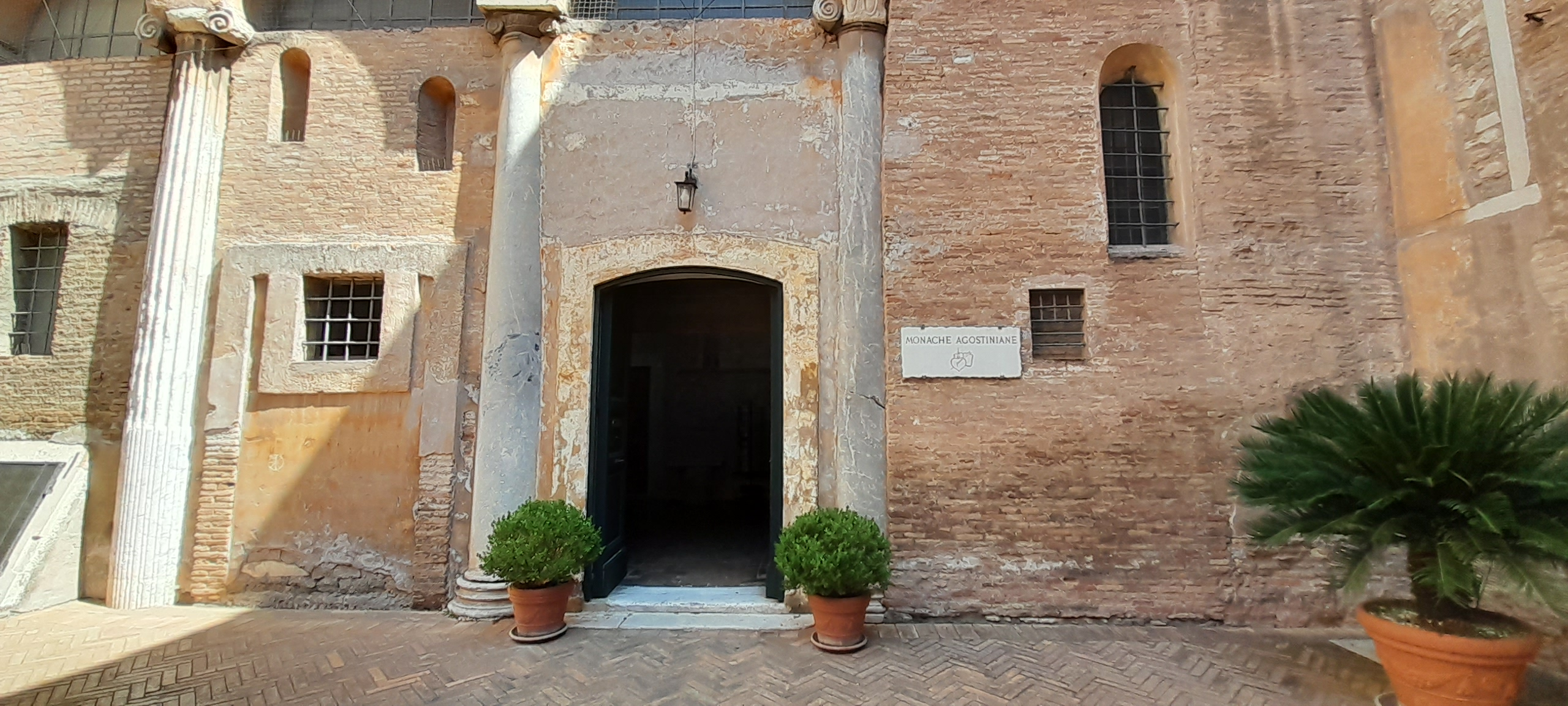
Ingang van het augustinessenklooster op het tweede voorhof.

Een deur aan de noordzijde van het tweede voorhof komt uit op de Sala del Calendario Liturgico. Op de muren daarvan zijn nog gedeelten te zien van een 13de-eeuwse kalender die de verschillende religieuze feesten vermeldt. Aan de linkerzijde is het rooster waarachter de slotzusters bezoekers te woord kunnen staan, en een draaischuif waar destijds vondelingen of (eigen) kinderen aan het weeshuis werden toevertrouwd.
Aan de rechterzijde van de Sala del Calendario is de ingang van het Oratorium van San Silvester, ook wel de Silvesterkapel genaamd.

#### Het geheel

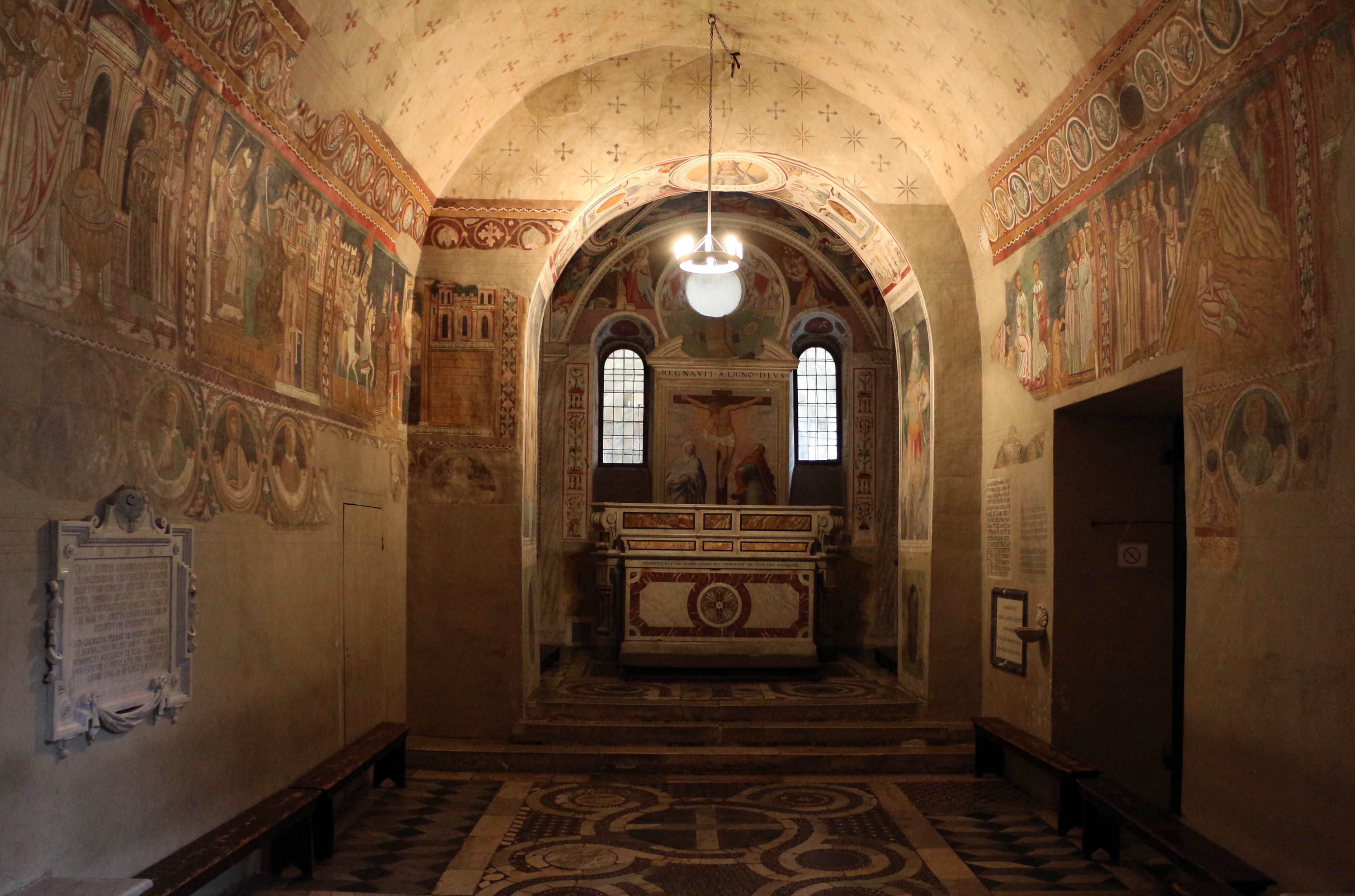
Silvesterkapel.

Deze kapel beslaat de benedenverdieping van de Torre Maggiore. De vloer is bedekt met cosmatenwerk; het tongewelf is bezaaid met sterren en kruisen.
Op de achterste wand is in de spitsboog het Laatste Oordeel voorgesteld: Christus zetelt op de troon tussen Maria en Johannes de Doper, met aan weerszijden zes apostelen. Bovenaan kondigt een engel met een bazuinstoot het Laatste Oordeel aan, terwijl een andere het firmament weer oprolt als een landkaart, om het einde van het universum te beduiden.
Onder het Laatste Oordeel en op de linkerwand van de kapel is de legende van Constantijn en Silvester afgebeeld; op de rechterwand de legende van Helena, de moeder van Constantijn die in Jeruzalem het Ware Kruis zou hebben ontdekt.
Op de wanden rondom het verhoogde priestergedeelte stellen 16de-eeuwse fresco's de marteling voor van (links) de Pannonische steenhouwers en (rechts) de Romeinse soldaten. Het gewelf boven het altaar toont de vier evangelisten, vier engelen en de vier Romeinse soldaten. Op de pilasters op de overgang tussen het priestergedeelte en de gebedsruimte zijn paus Silvester en keizer Constantijn voorgesteld.

#### De frescocyclus van Constantijn

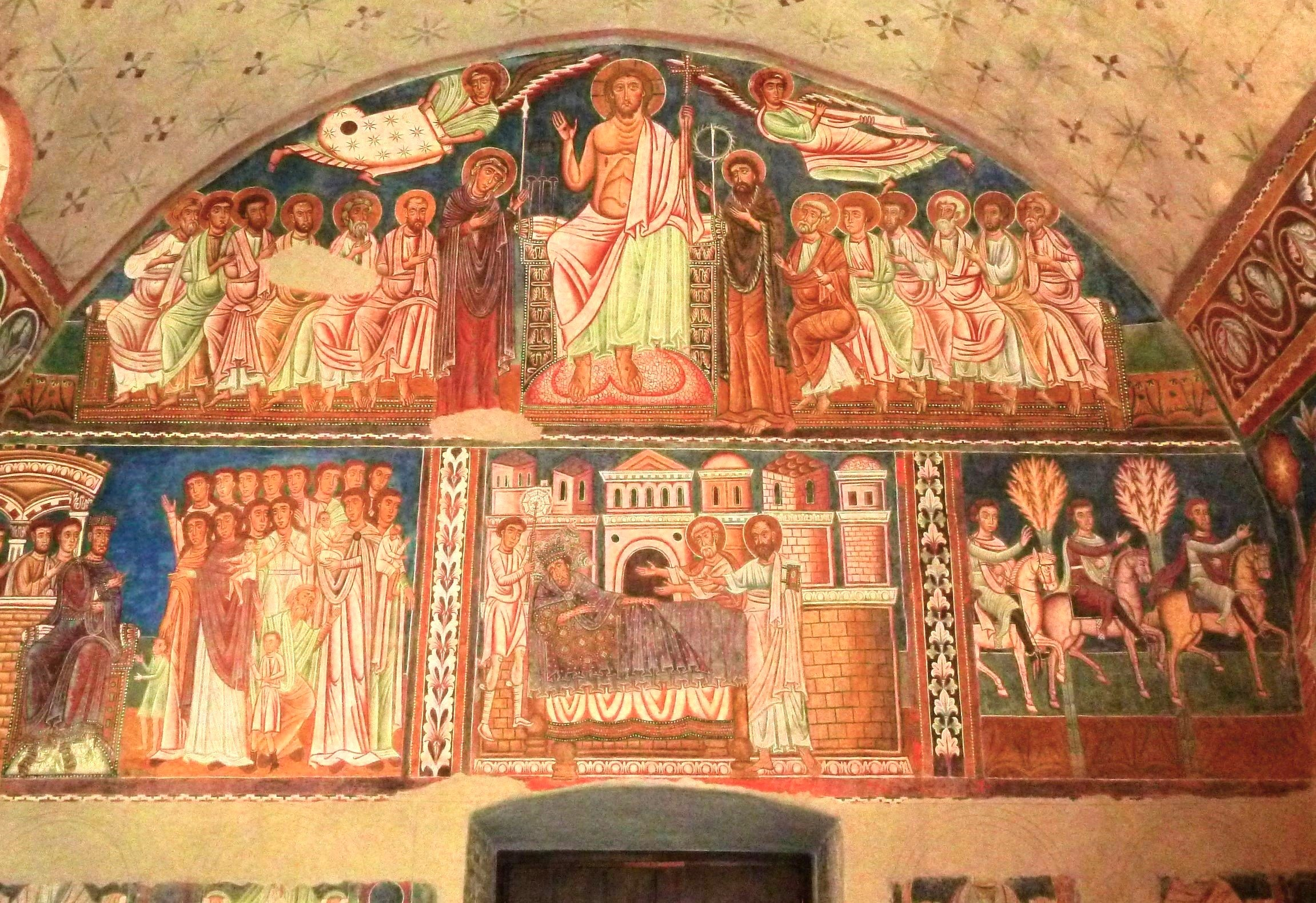
Silvesterkapel: Laatste Oordeel en eerste scènes van de frescocyclus van paus Silvester.

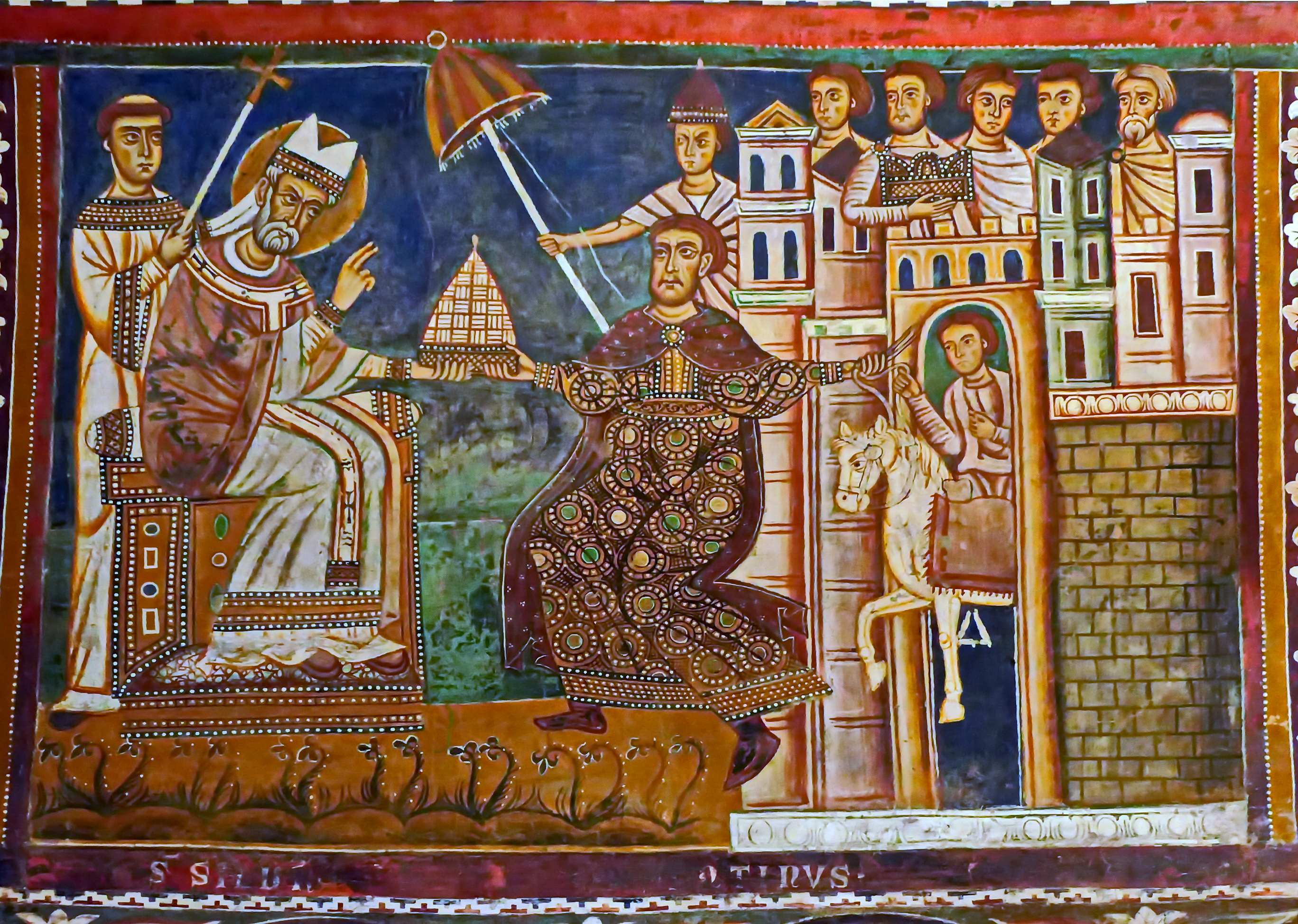
Keizer Constantijn schenkt de tiara en daarmee ook de macht aan paus Silvester.

Op de achterste wand van de kapel onder de voorstelling van het Laatste Oordeel begint de frescocyclus uit 1246 die de bekering van keizer Constantijn en de donatio Constantini uitbeeldt, de "schenking van keizer Constantijn". Die tekst is de oorkonde waarmee Constantijn de hoede over Rome en over het West-Romeinse rijk zou hebben toevertrouwd aan Silvester, waarmee hij tegelijk het gezag van de bisschop van Rome over alle priesters zou hebben gevestigd, en zou erkend hebben dat het pauselijk gezag superieur is aan de keizerlijke macht.
Tot na de middeleeuwen bleef de Donatio Constantini gelden als de juridische basis voor de positie van de paus. Pas in de 15de eeuw werd deze oorkonde, o.a. op basis van taalkundige argumenten, ontmaskerd als zijnde een vervalsing uit de 8ste eeuw. Het zou echter nog tot de 17de eeuw duren eer de onechtheid ervan officieel werd erkend door de Kerk.
Van links naar rechts stellen de verschillende scènes voor:
- Links op de troon zit keizer Constantijn, zwaar getroffen door lepra. Om van die vreselijke ziekte te genezen hadden de heidense priesters (achter hem) hem zelfs aangeraden om in het bloed van kinderen te baden. Hun angstige moeders smeken hem wenend dat niet te doen, en Constantijn stelt hen gerust.
- In zijn droom ziet de zieke Constantijn de verschijning van twee hem onbekende mannen die hem aanraden om paus Silvester te raadplegen.
- Drie dienaren van Constantijn begeven zich op weg om hulp te zoeken voor de keizer.
- Ze bereiken de berg Soracte (Italiaans: Soratte) in Latium, waar Silvester een veilig onderkomen had gezocht om te ontsnappen aan de christenvervolgingen door keizer Diocletianus. De gezanten smeken de paus om de keizer te komen bezoeken.
- Silvester toont aan (de nog zwaar zieke) Constantijn de beeltenissen van de apostelen Petrus en Paulus. Constantijn herkent de twee mannen die hem in de droom waren verschenen, en bekeert zich tot het christendom.
- Constantijn is genezen van de lepra en laat zich dopen door paus Silvester.
- Gezeten op de troon krijgt Silvester de tiara aangereikt door de geknielde keizer die zelfs zijn eigen kroon heeft afgezet. Met de andere hand leidt Constantijn een wit paard tevoorschijn uit het keizerlijk paleis op de Palatijn.
- Nederig leidt Constantijn de paus naar het paleis dat hij hem schenkt bij Lateranen. Dienaren dragen het zwaard en het kruis, symbolen van de wereldlijke macht en het godsdienstig gezag van de paus.

Aula Gotica

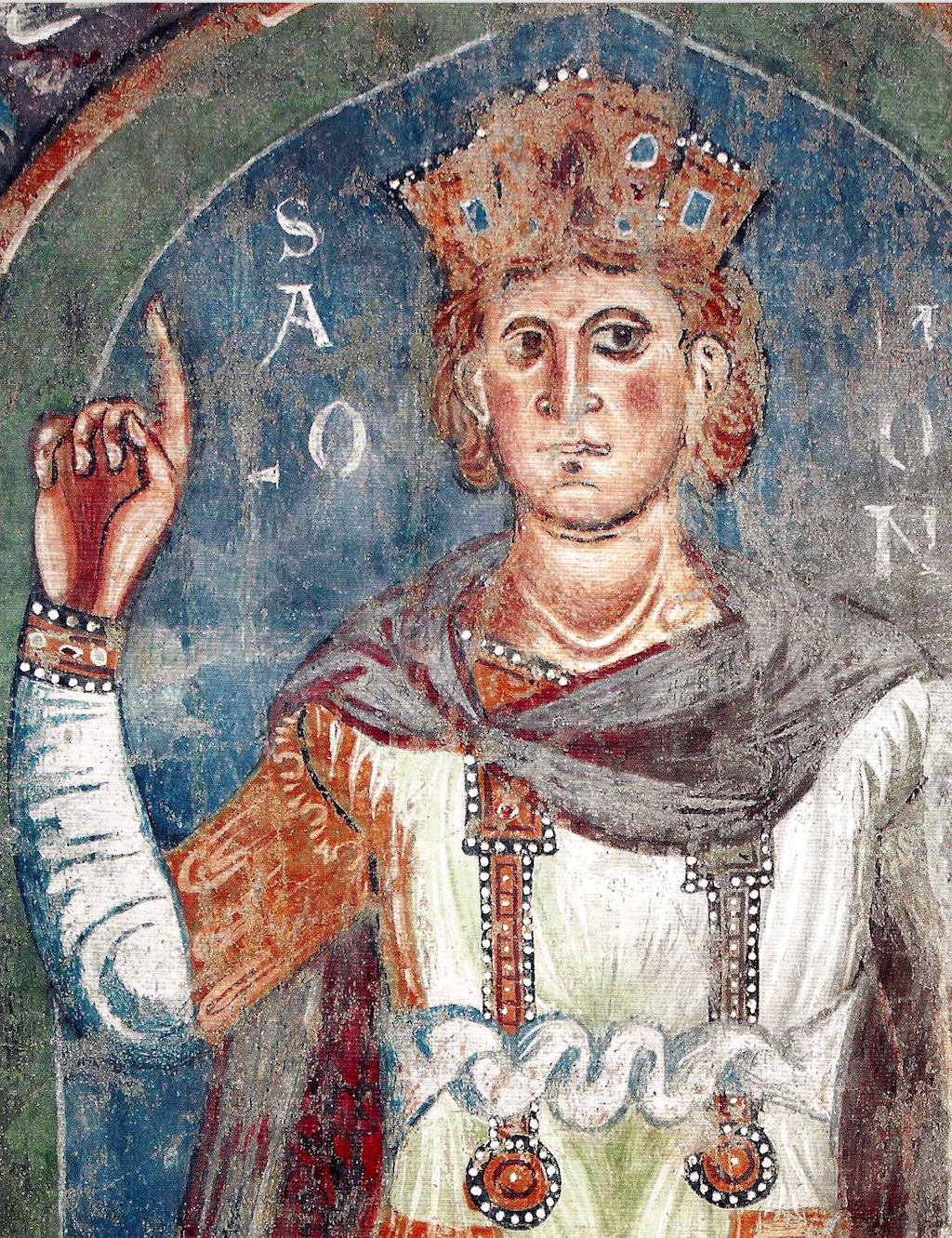
Fresco van koning Salomon in de Aula Gotica

De Aula Gotica bevindt zich op eerste verdieping van het voormalige kardinaalspaleis. De ruimte is gemaakt in 1246 in opdracht van kardinaal Stefano Conti (1190-1254). Zowel de Aula Gotica als het Oratorium bevatten verwijzingen naar de investituurstrijd. Net als het Oratorium van San Silvester, is de Aula Gotica rijkelijk gedecoreerd met fresco's, gemaakt door de Derde Meester van Anagni. Deze kunstenaar werkte als hoofd van zijn werkplaats eerder in de kapel van St. Gregorius in het Monastero del Sacro Speco in Subiaco (1124) en in de crypte van de kathedraal van Anagni (1237-1256).

## Titelkerk
De Santi Quattro Coronati is al sinds de vierde eeuw een titelkerk. De huidige kardinaal-titularis is de Amerikaanse Kardinaal Roger Mahony. Tot de eerdere titularissen behoren paus Leo IV, Hendrik van Portugal en paus Benedictus XV.

## Galerij

### Exterieur en eerste voorhof

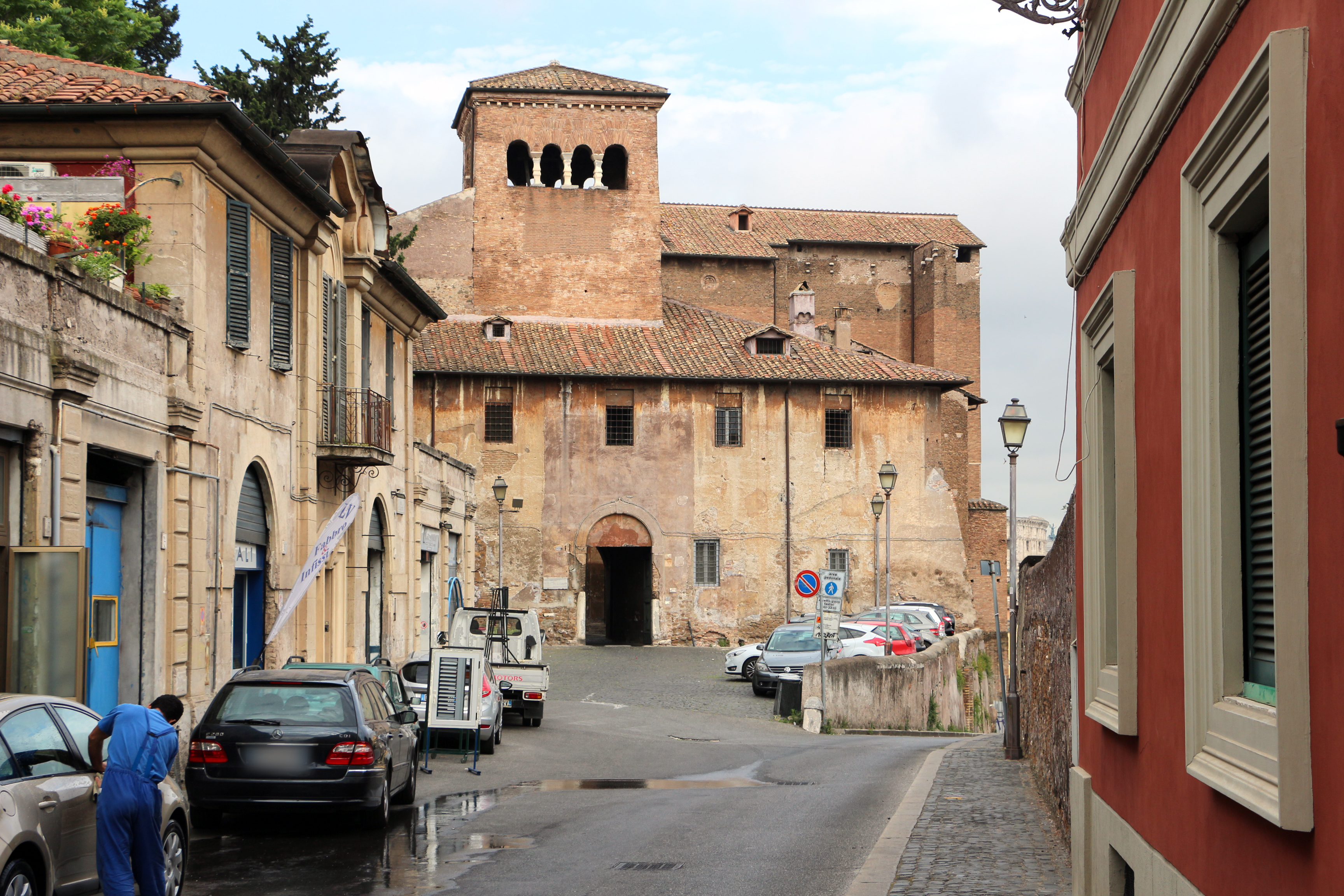
Voorzijde en ingangstoren.
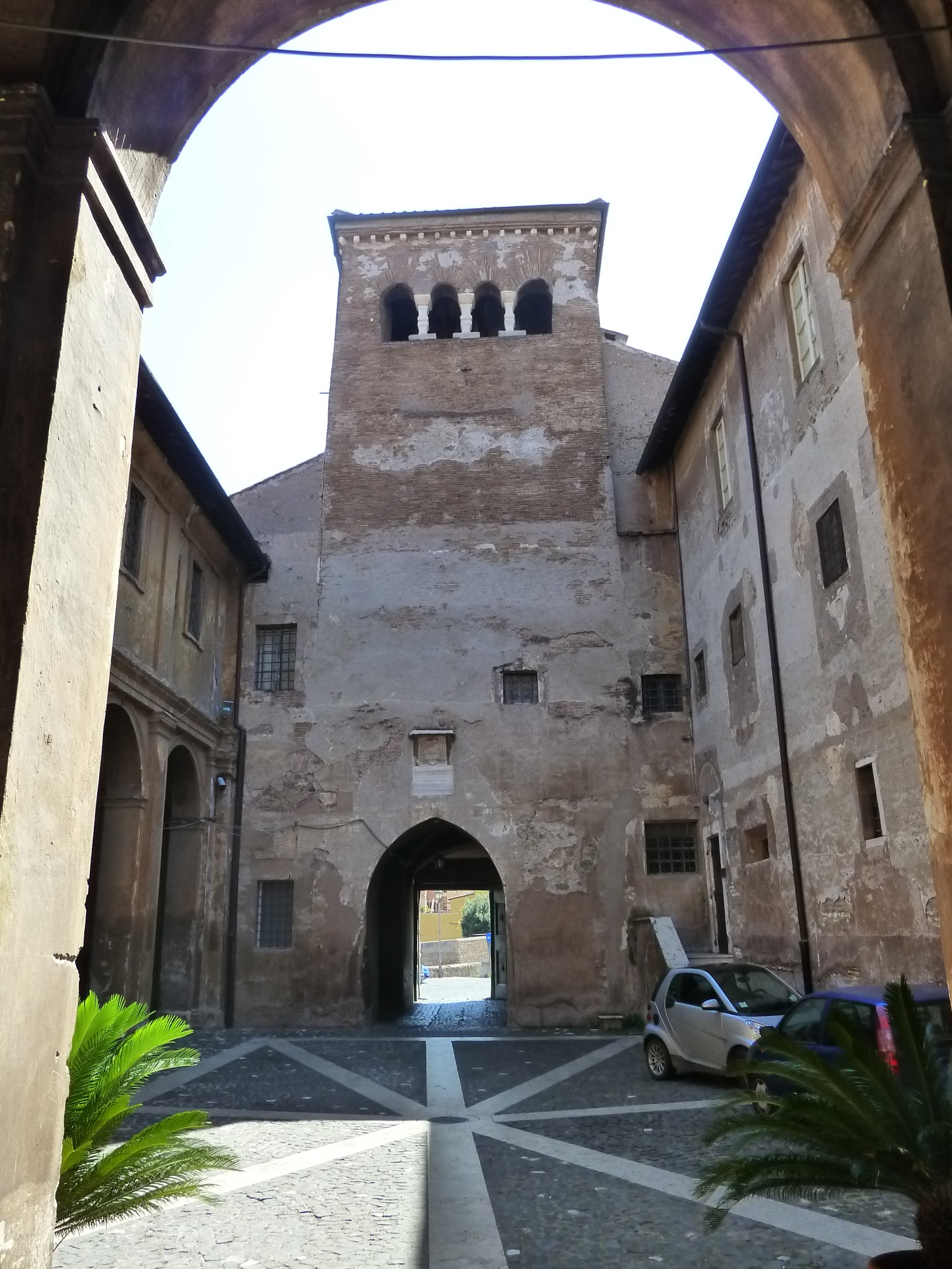
Eerste voorhof en 9de-eeuwse toren.
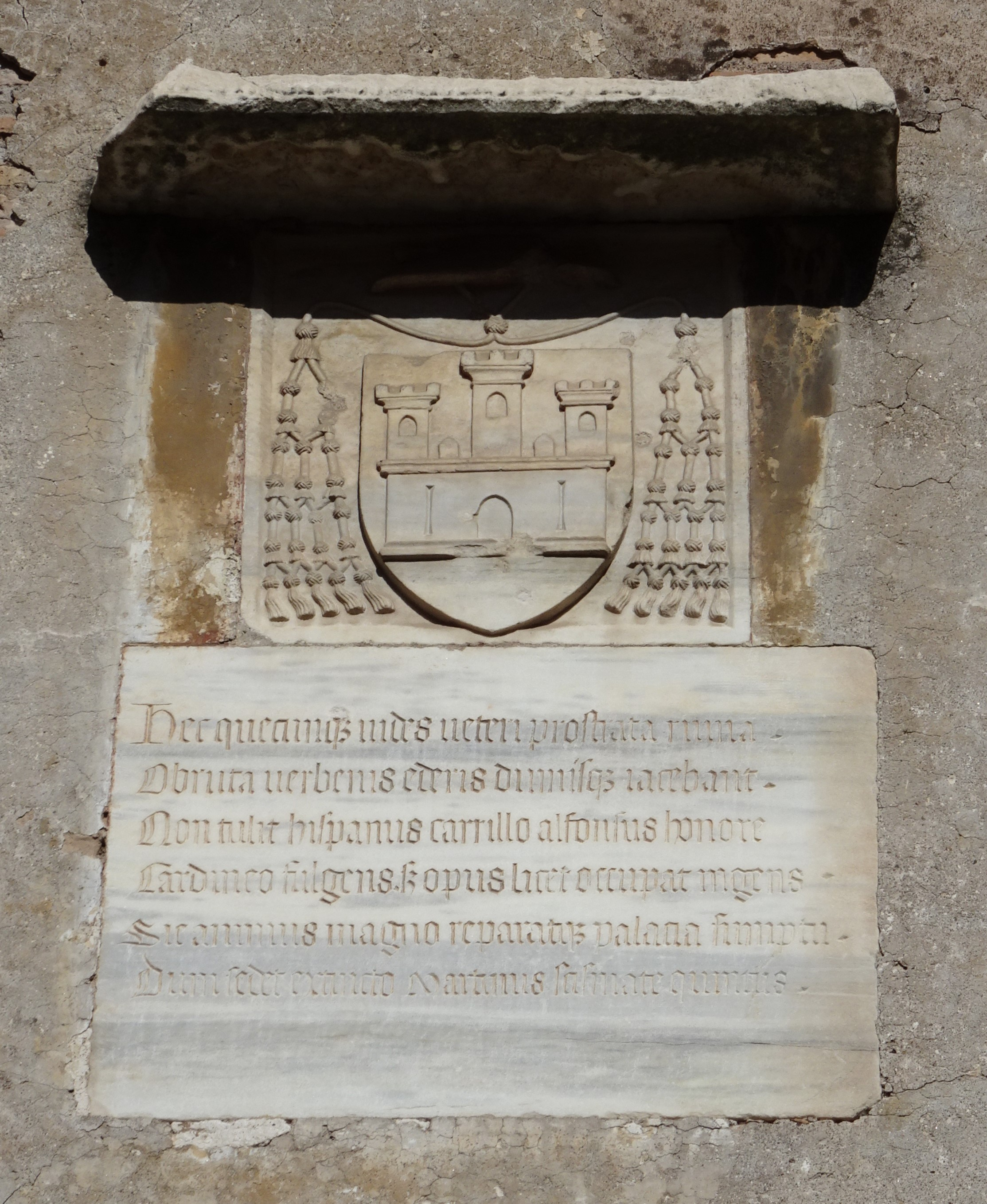
Opschrift dat herinnert aan de restauratie in de 15de eeuw.
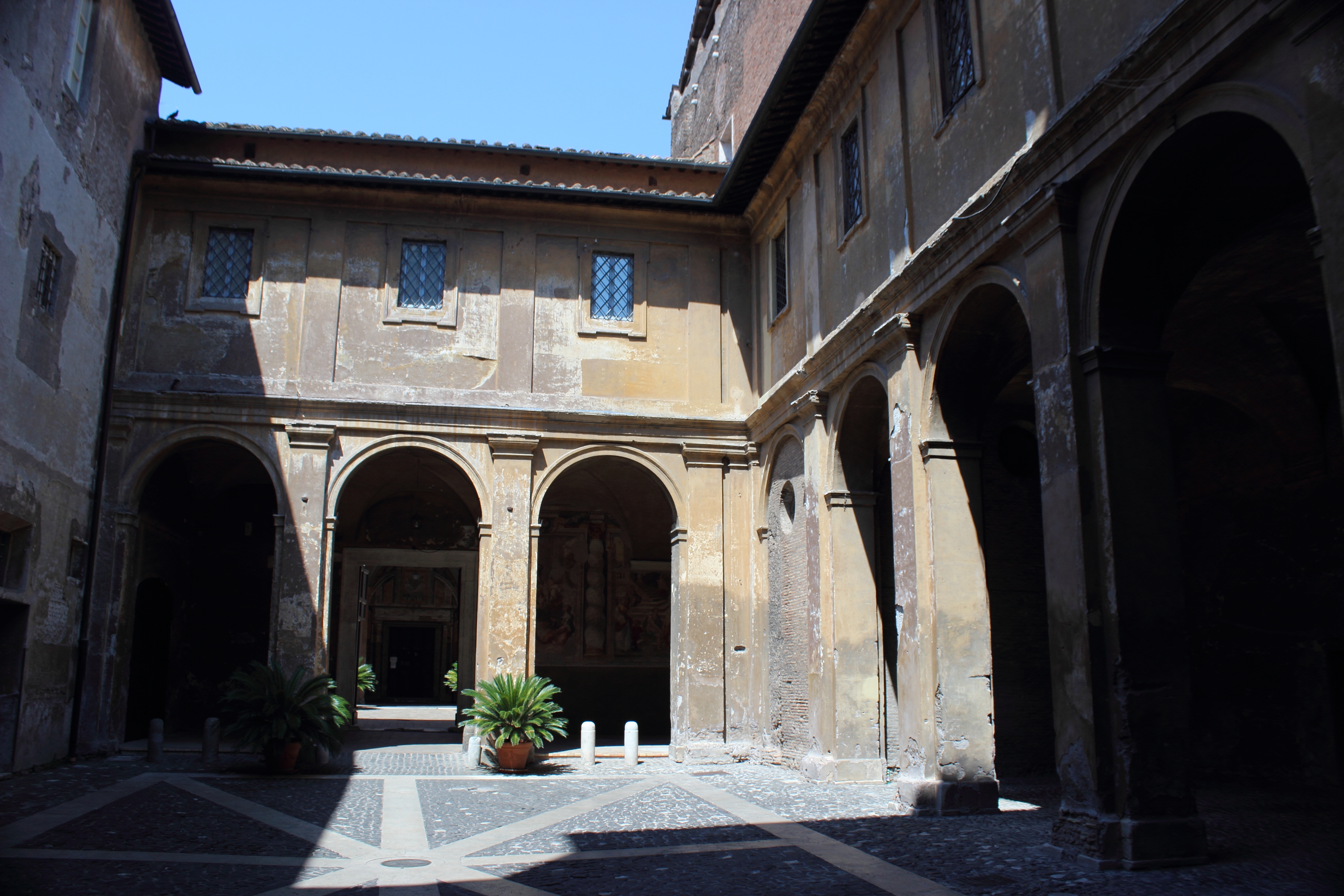
Eerste voorhof.

### Tweede voorhof

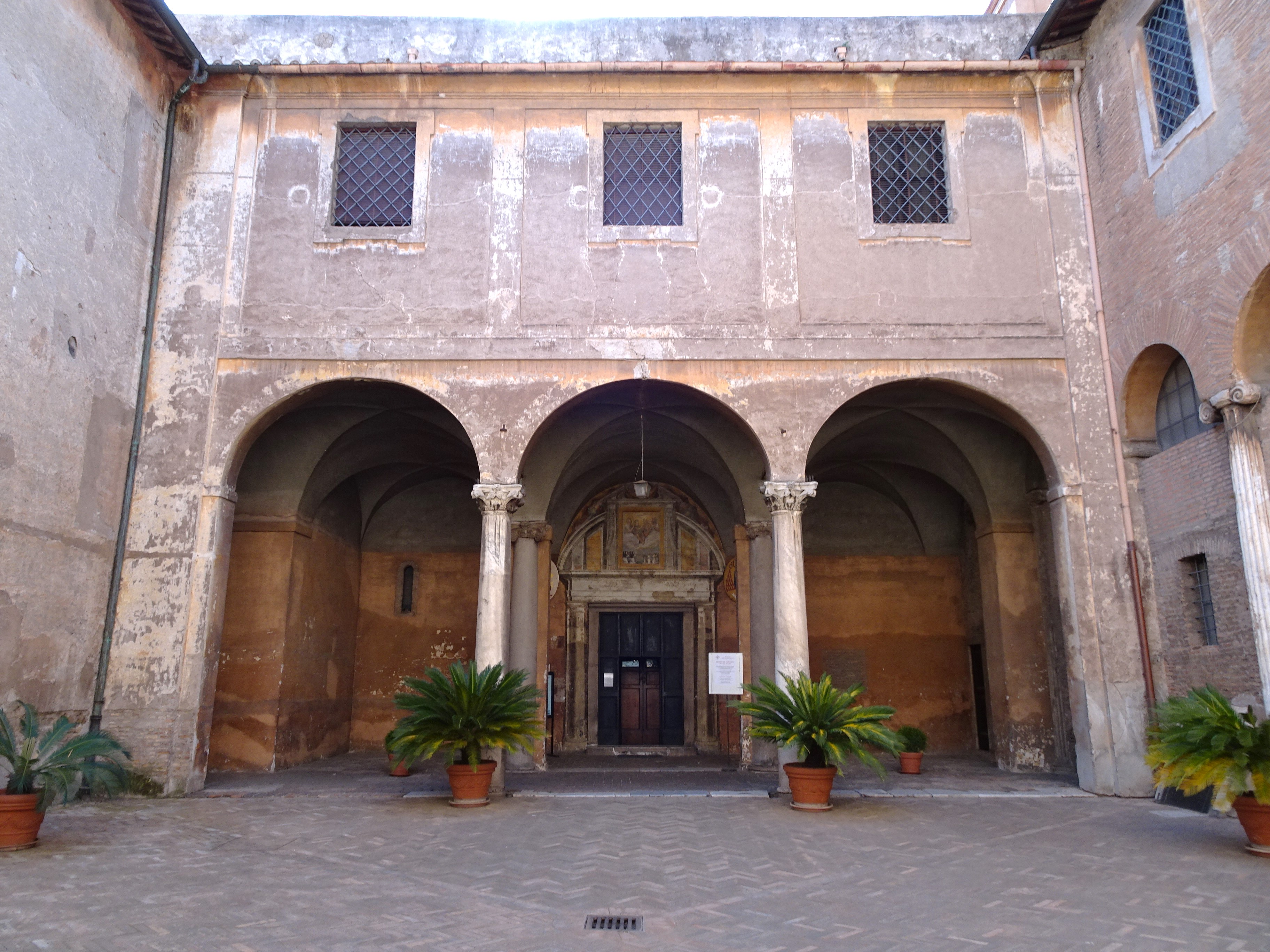
Tweede voorhof: portiek voor de ingang van de kerk.
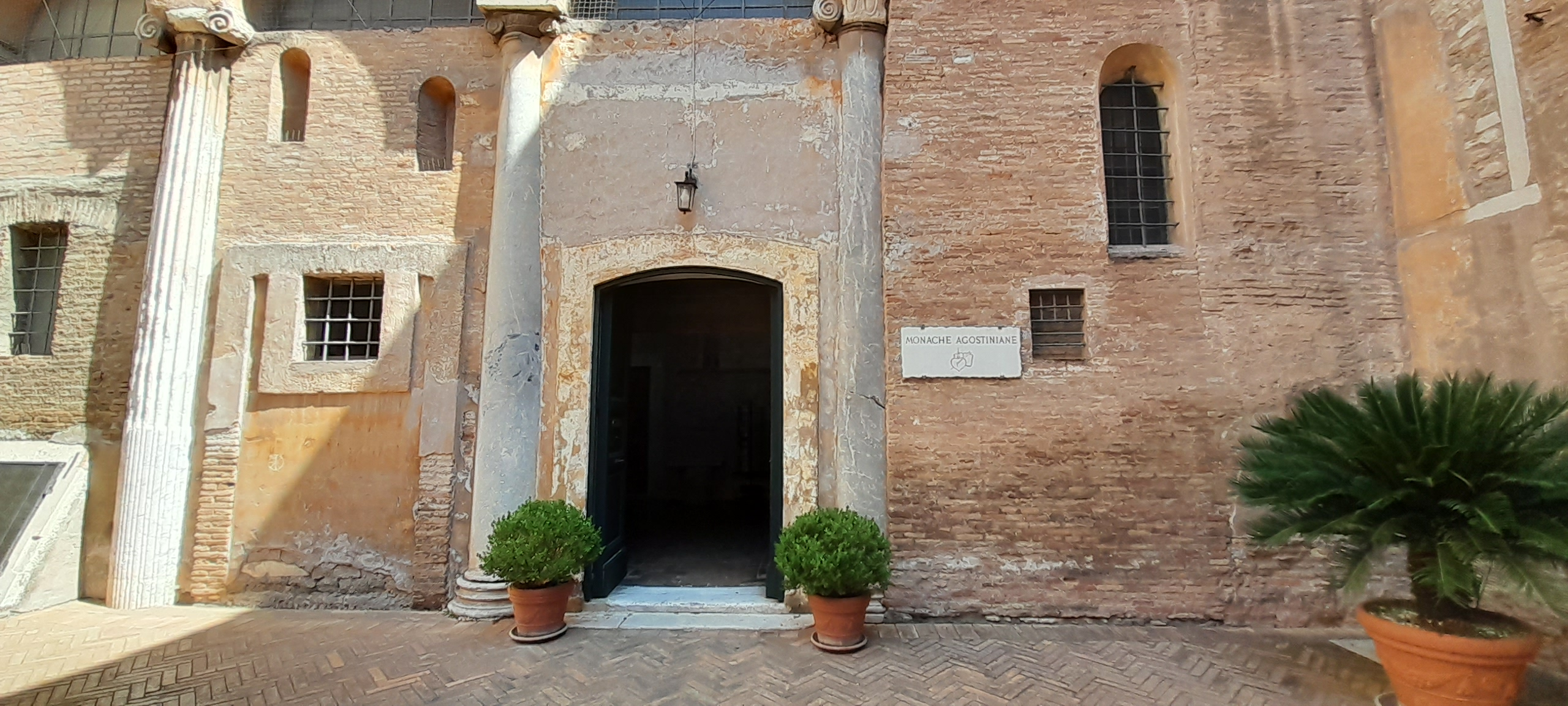
Tweede voorhof: ingang van het augustinessenklooster.
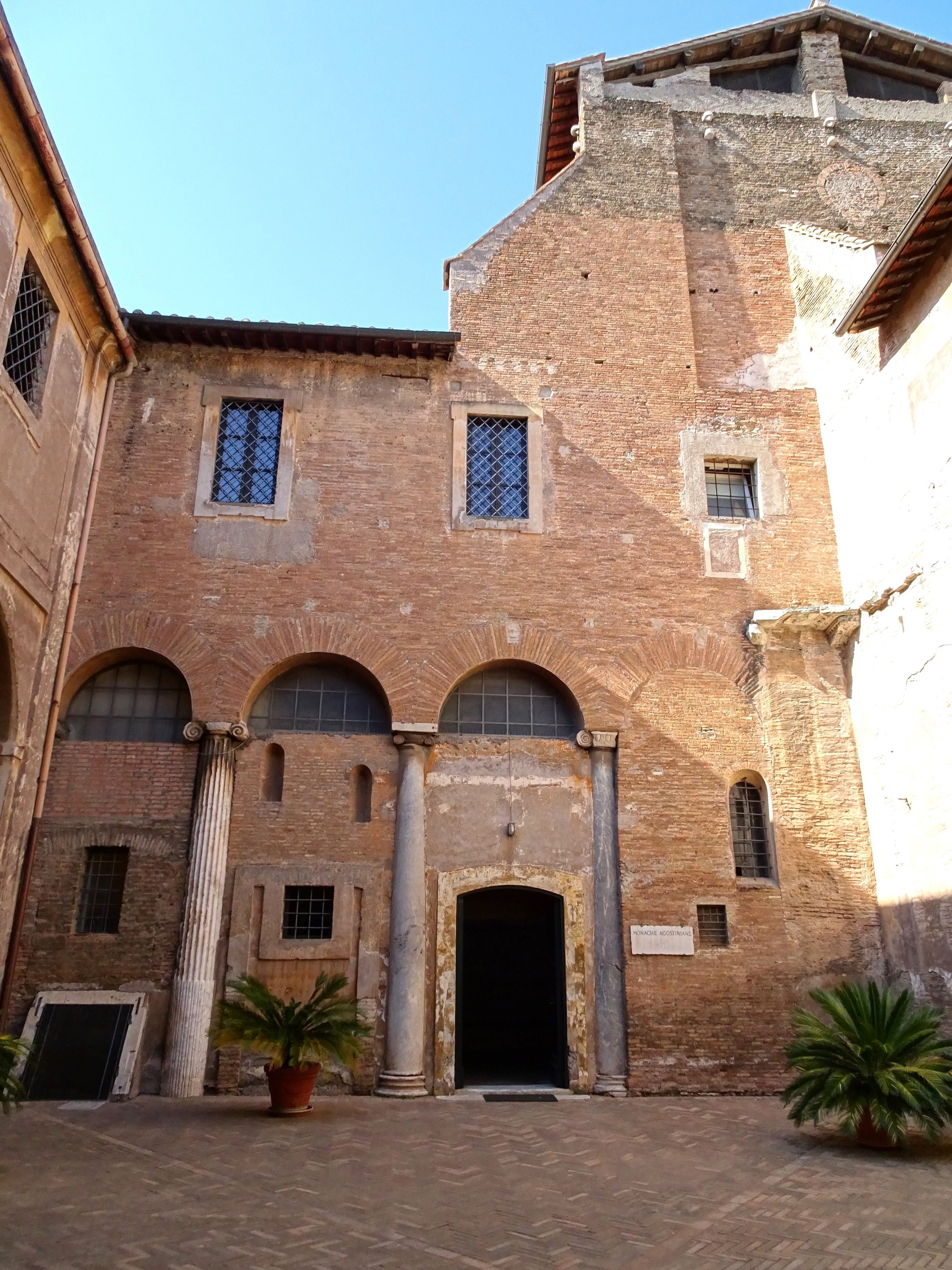
Tweede voorhof: zuilen die in de 9de-eeuwse basiliek het middenschip scheidden van het rechter zijschip. Rechts de Torre Maggiore.
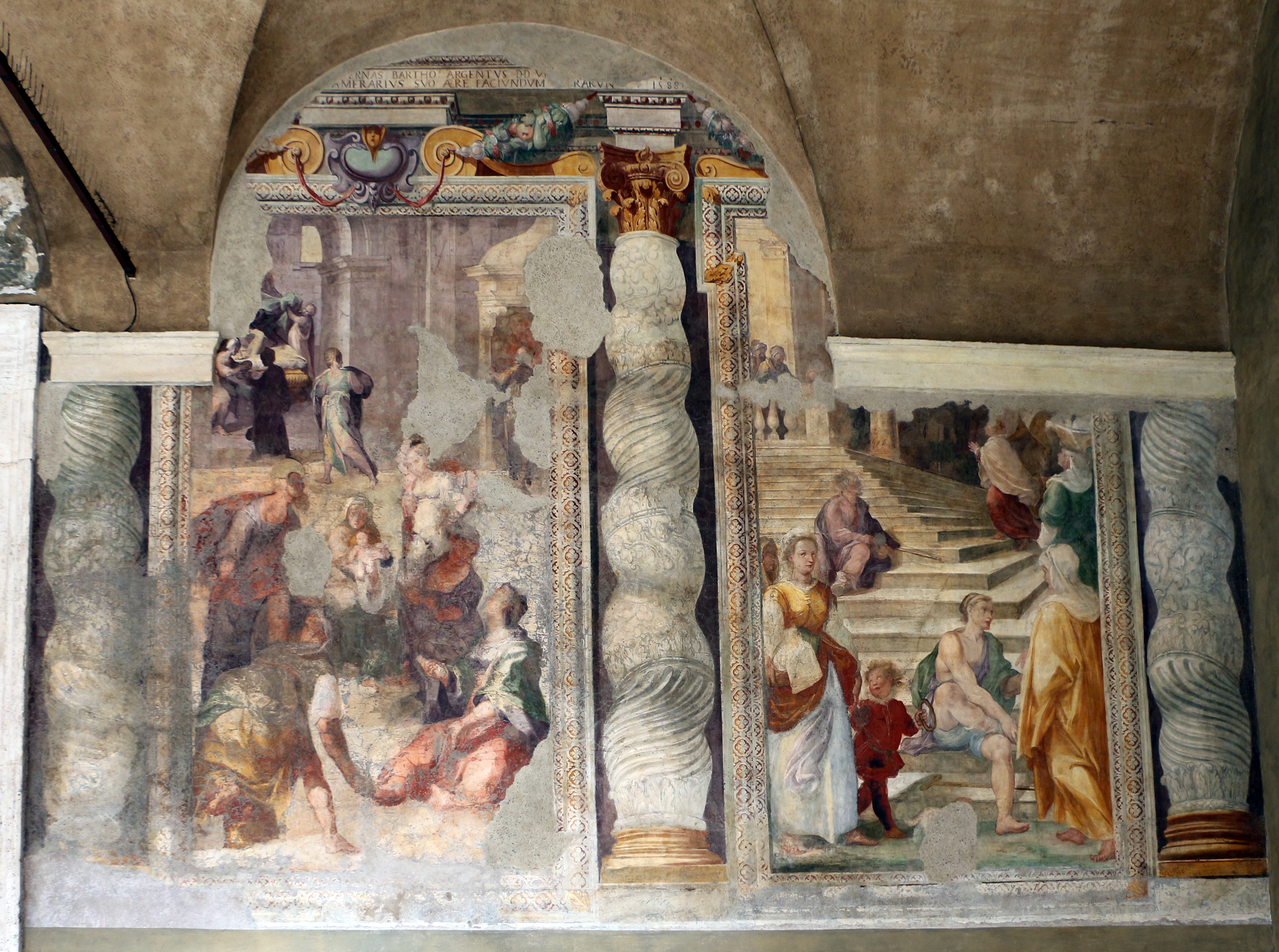
Fresco in het tweede voorhof.

### De kerk

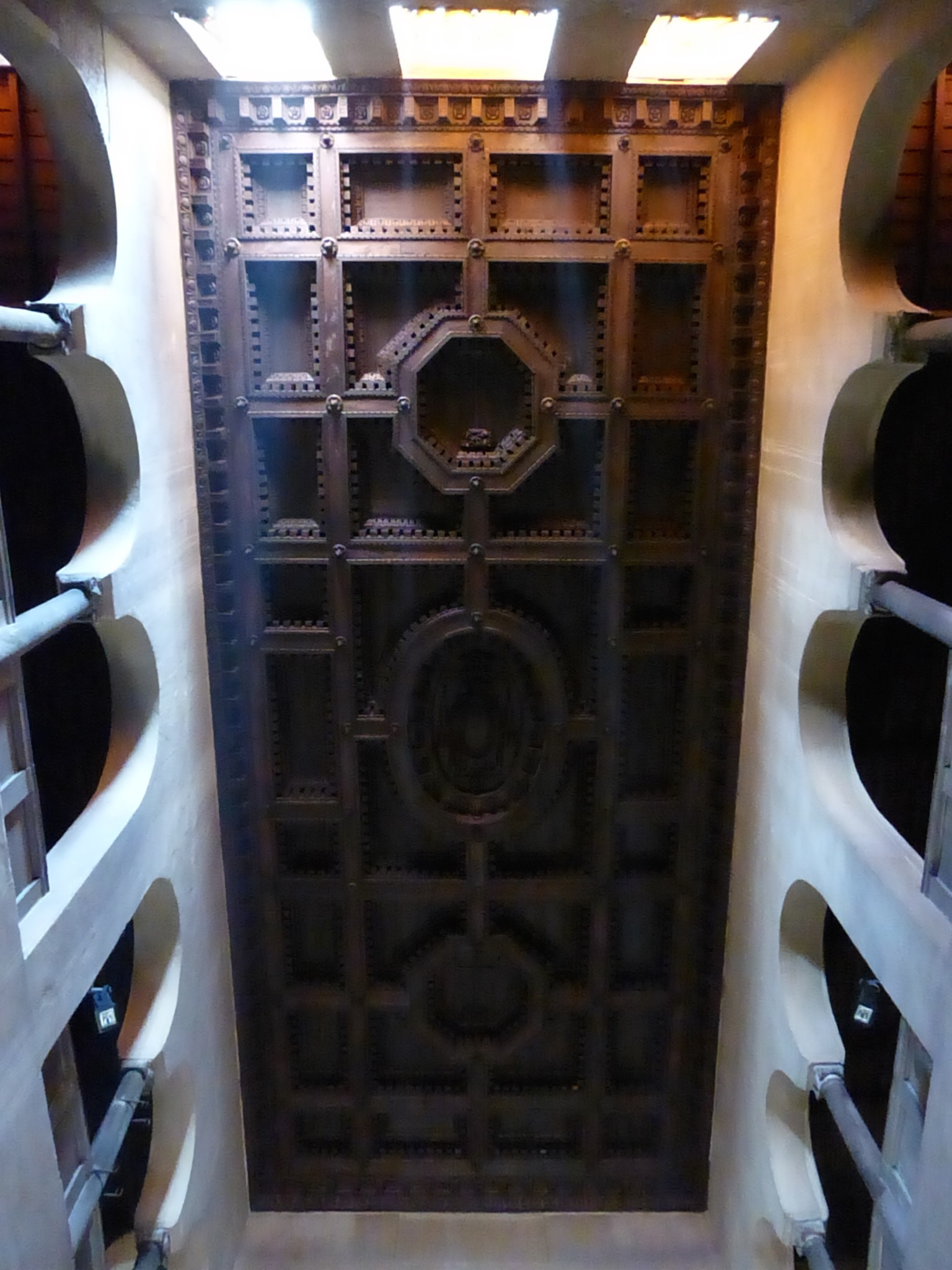
16de-eeuws cassettenplafond.
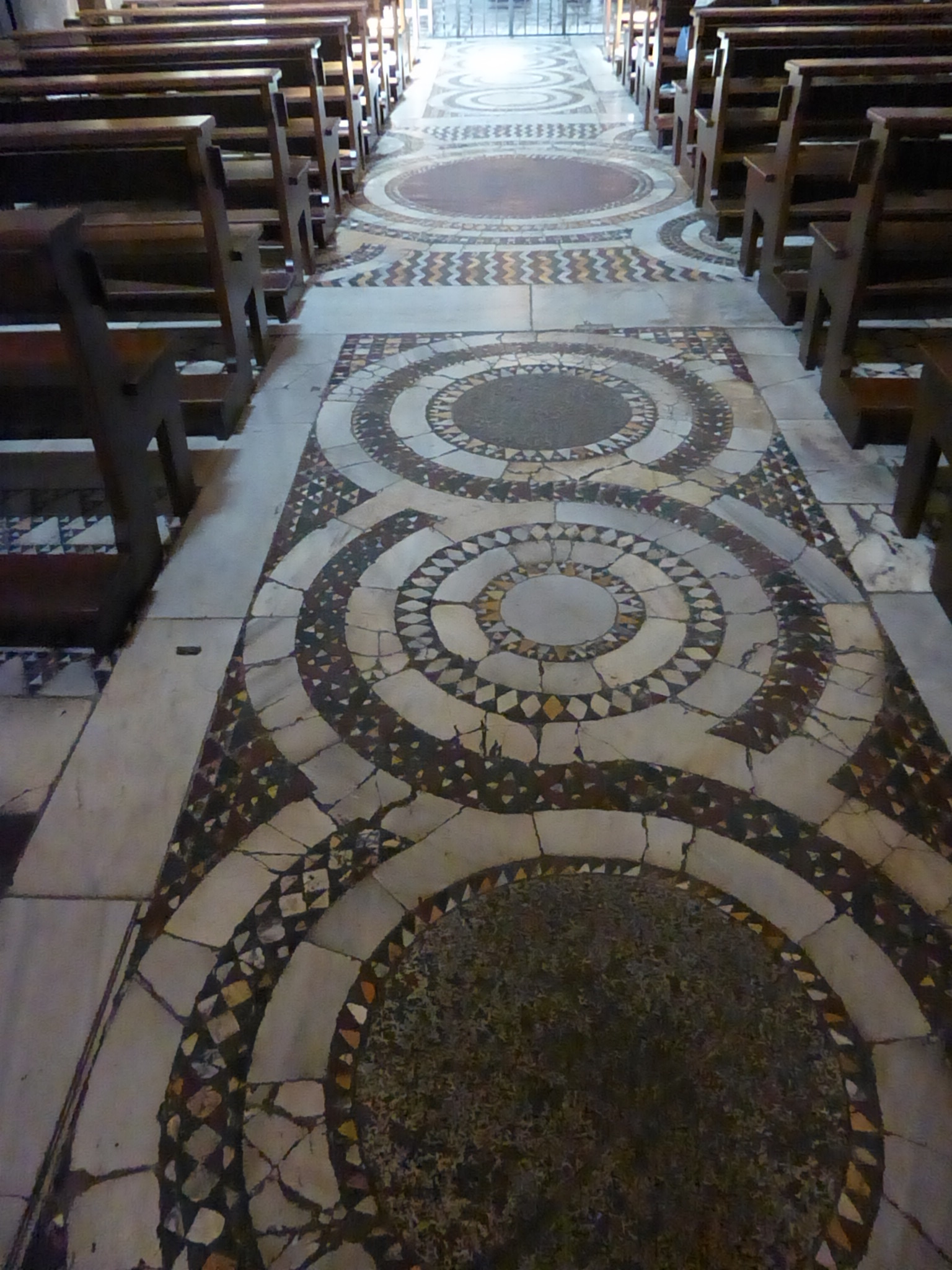
12de-eeuwse cosmatenvloer.
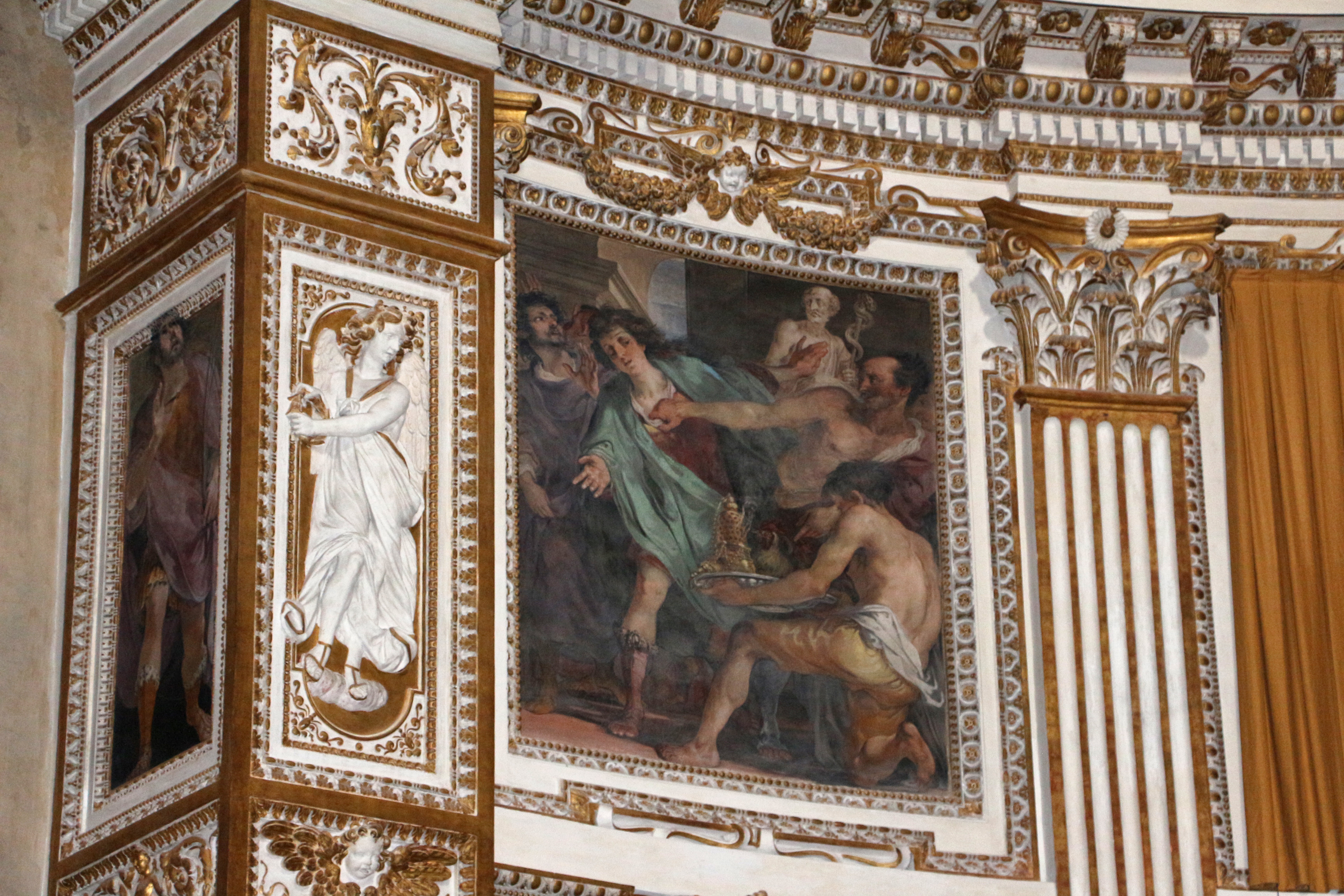
Apsis: fresco's met de foltering van de Vier Gekroonde Heiligen.
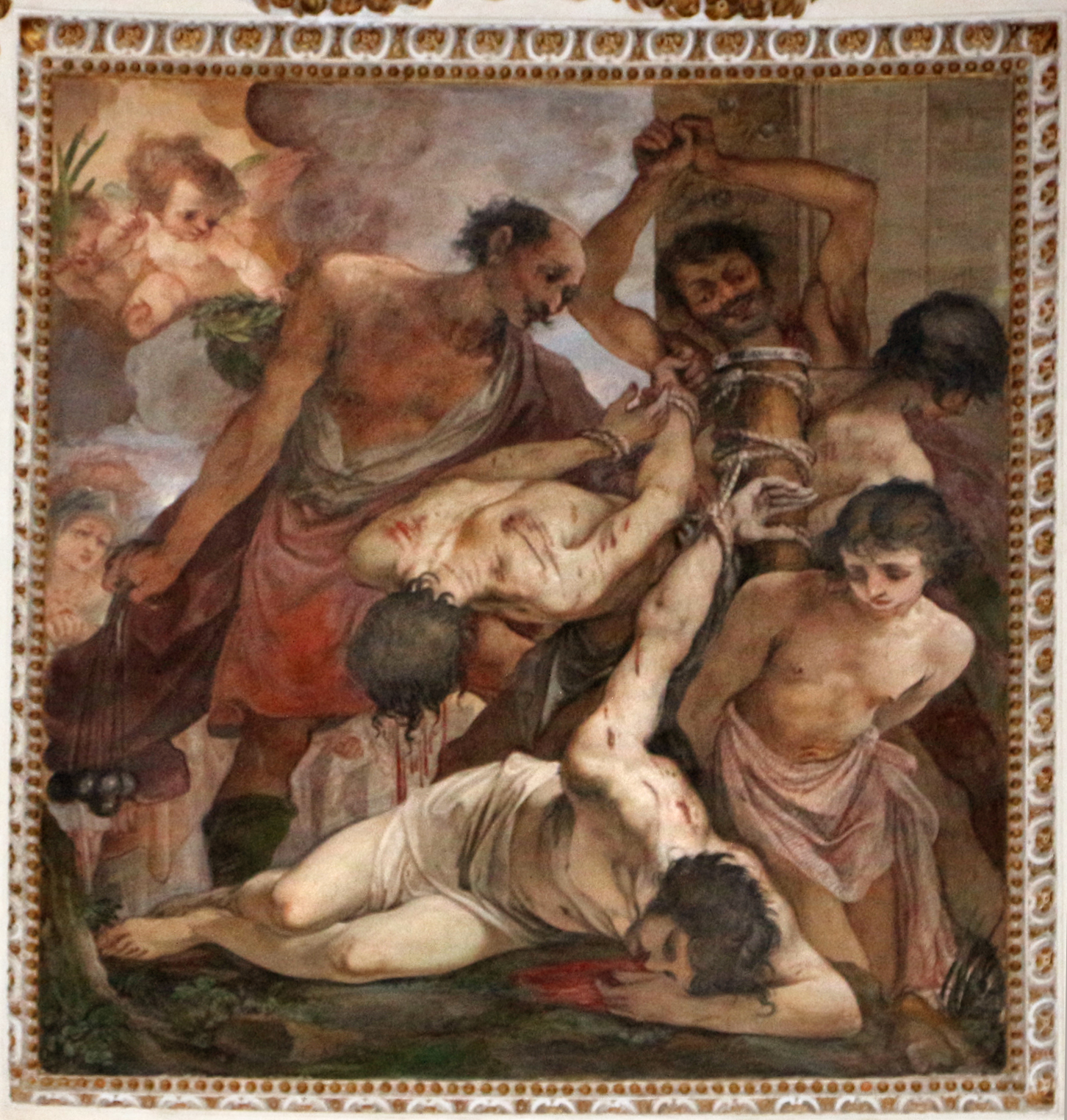
Apsis: fresco's met de foltering van de Vier Gekroonde Heiligen.
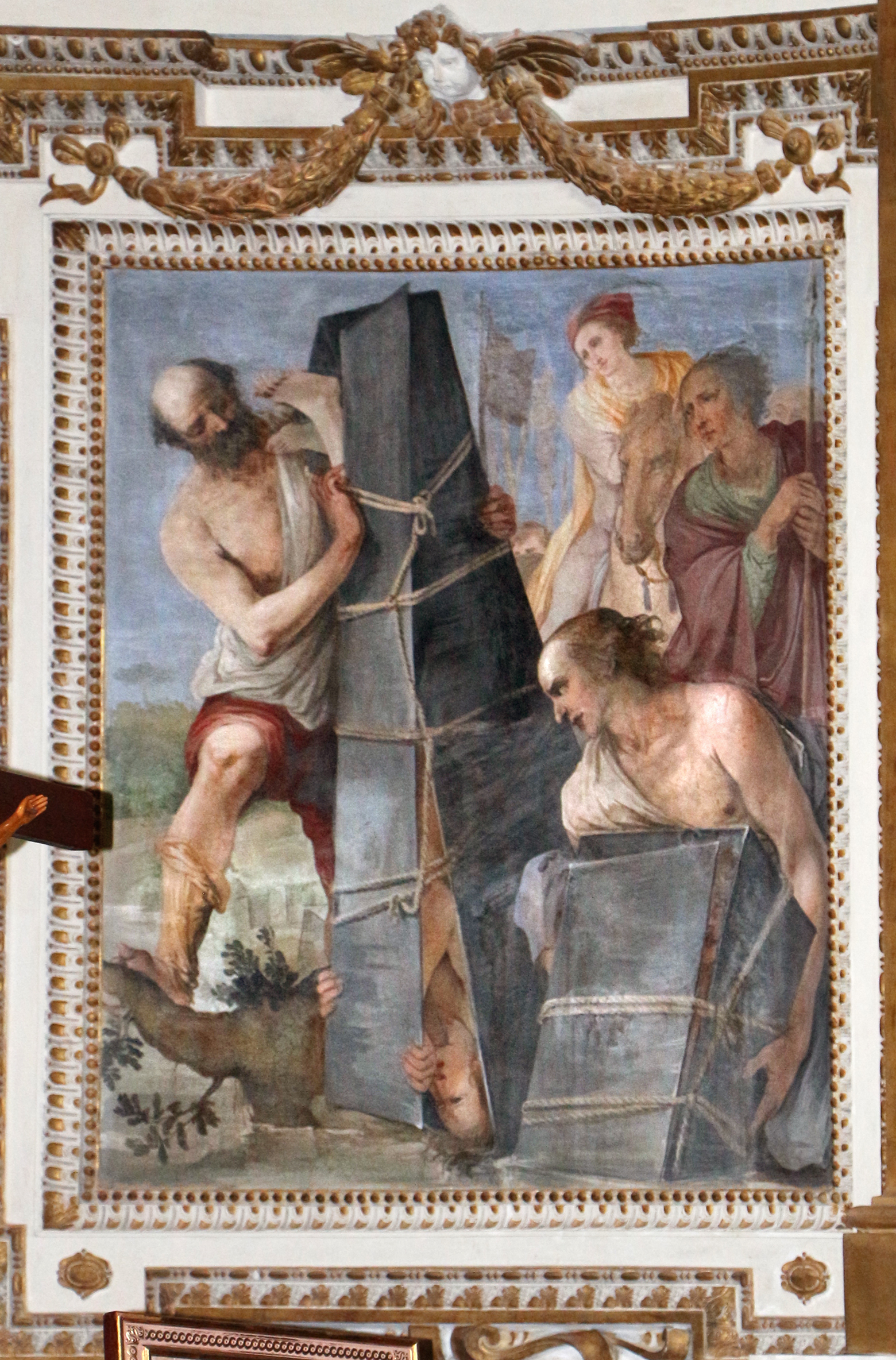
Apsis: fresco's met de foltering van de Vier Gekroonde Heiligen.
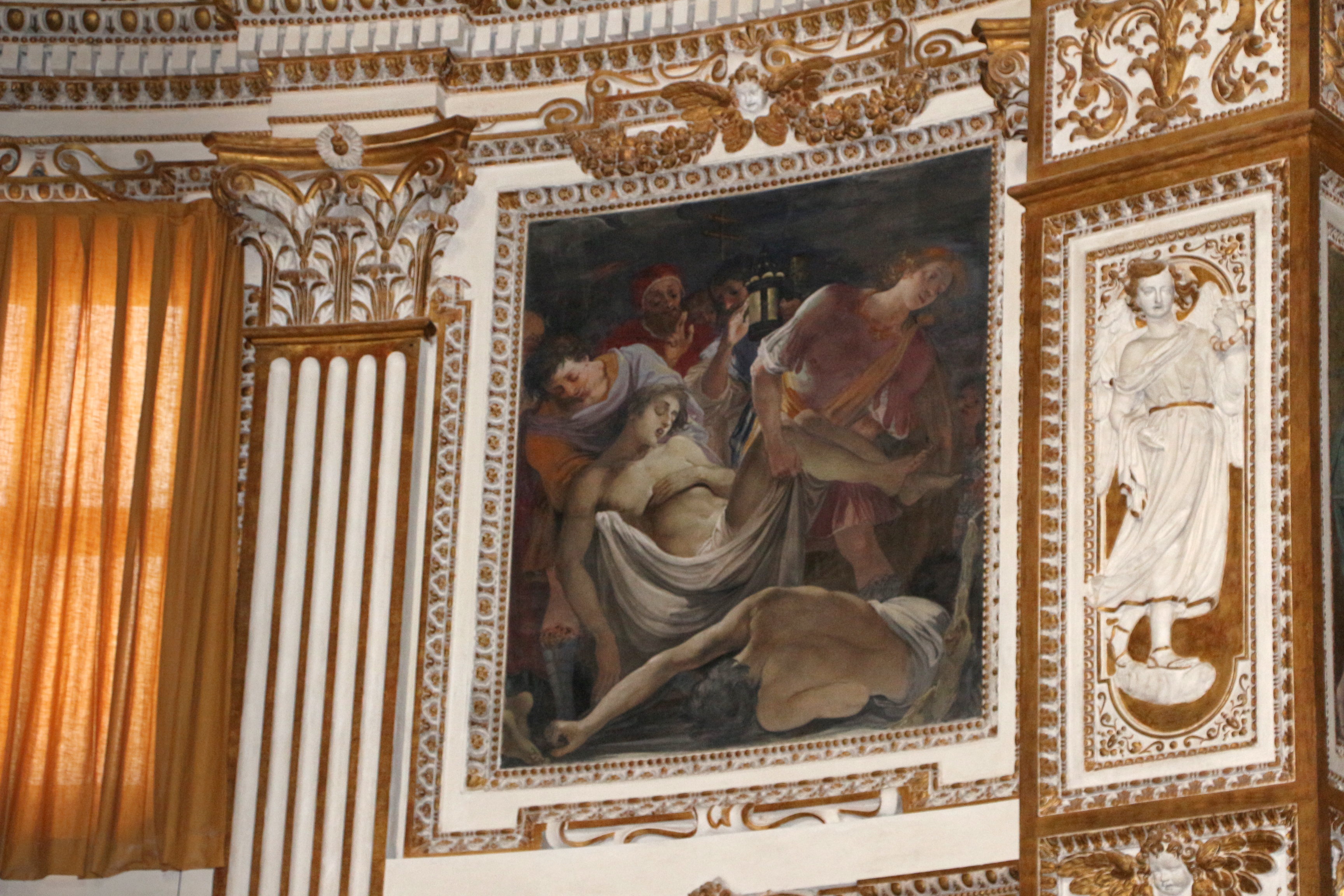
Apsis: fresco's met de foltering van de Vier Gekroonde Heiligen.
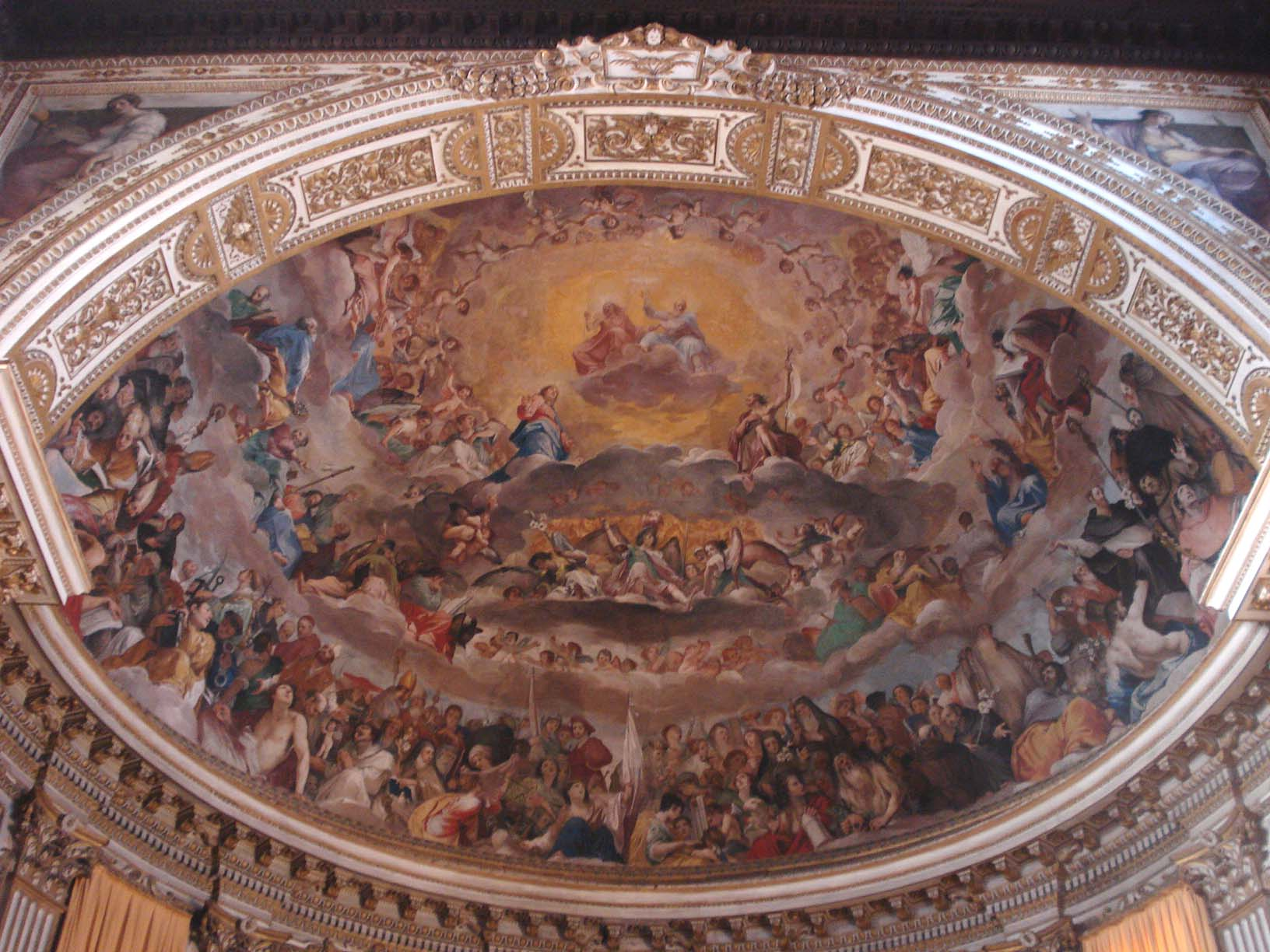
Concha: de heiligen in het paradijs.
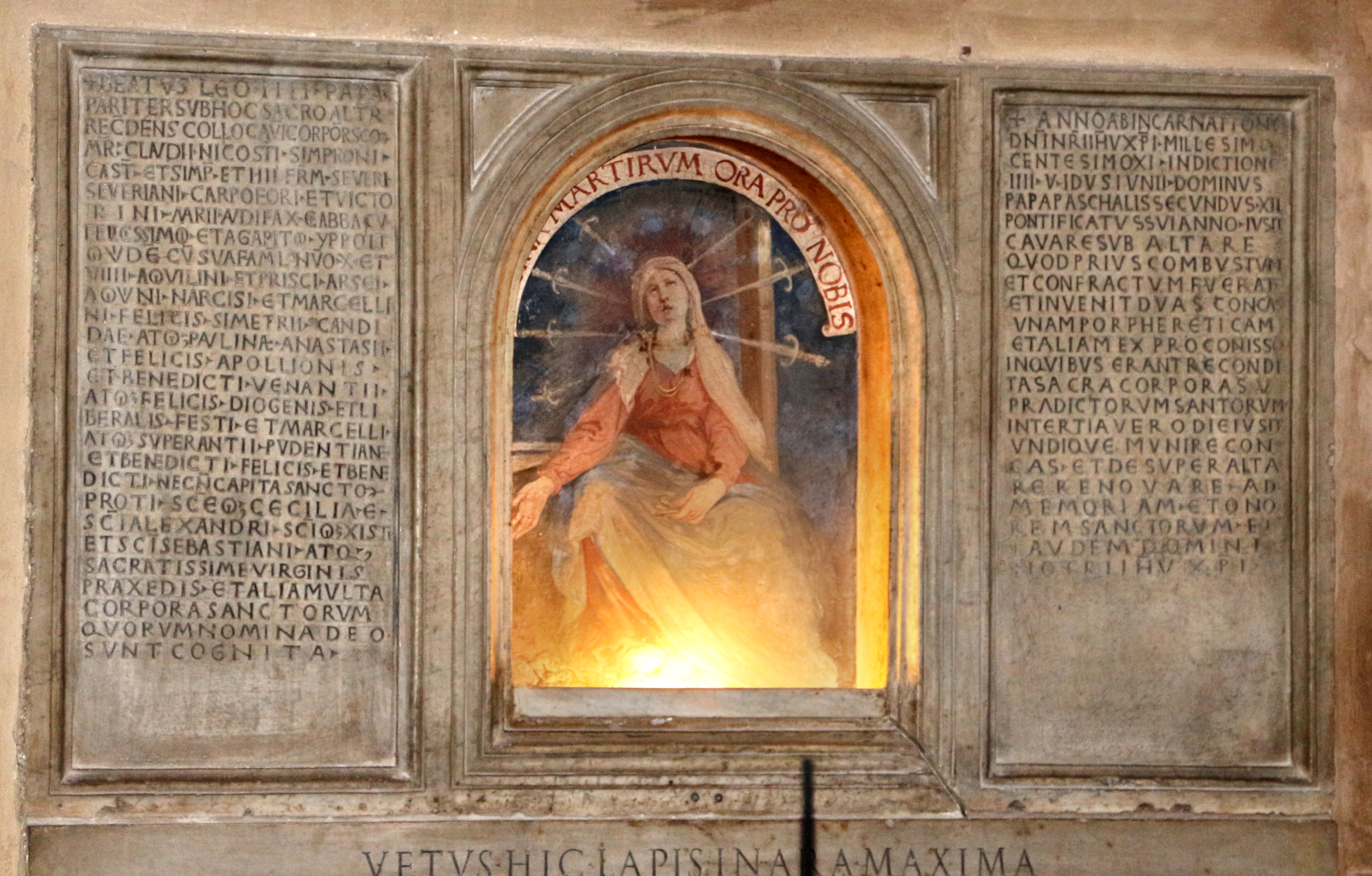
In het rechter zijschip: Onze-Lieve-Vrouw van Smarten.
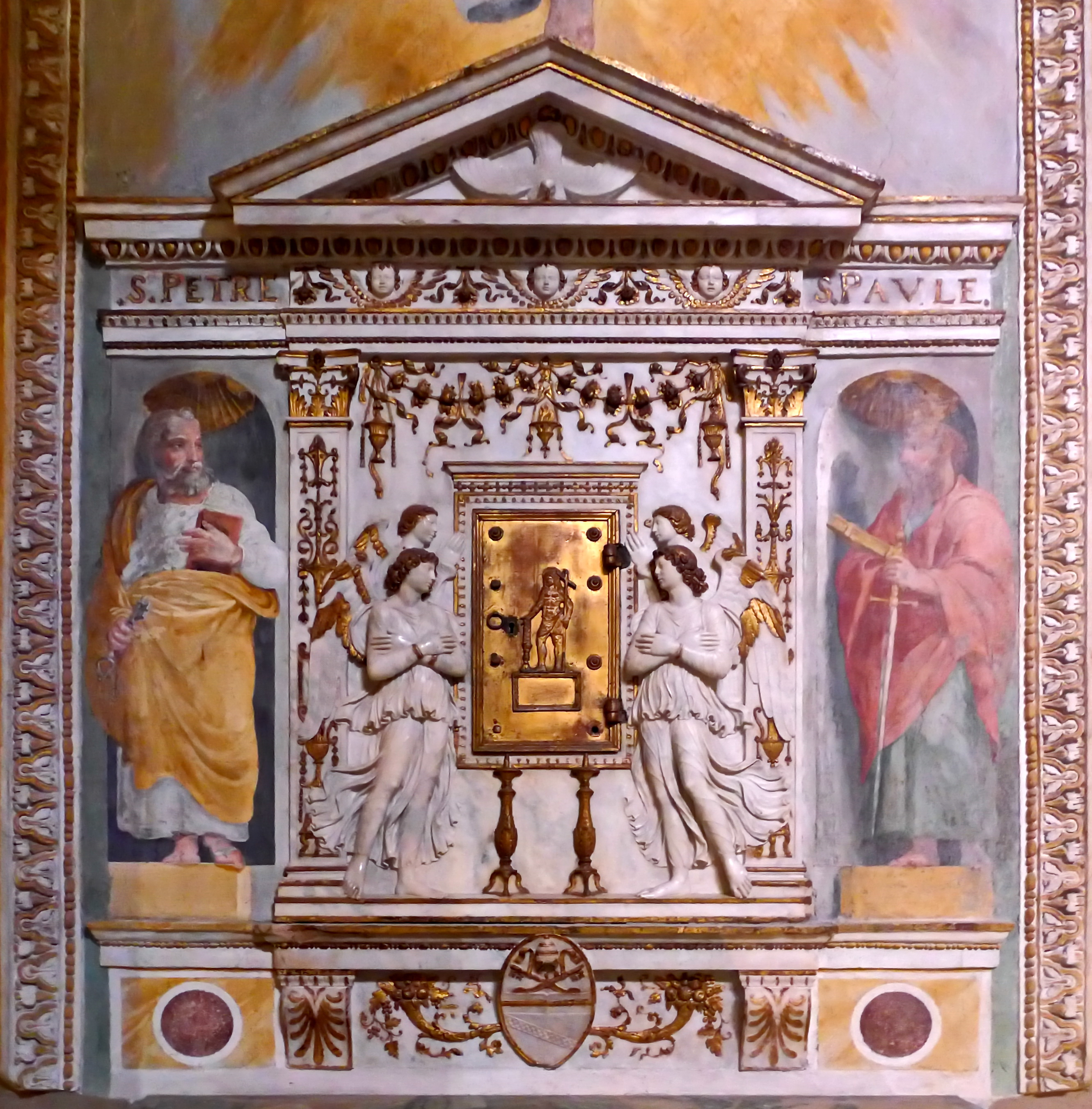
Tabernakel tegen de pilaster links vooraan.
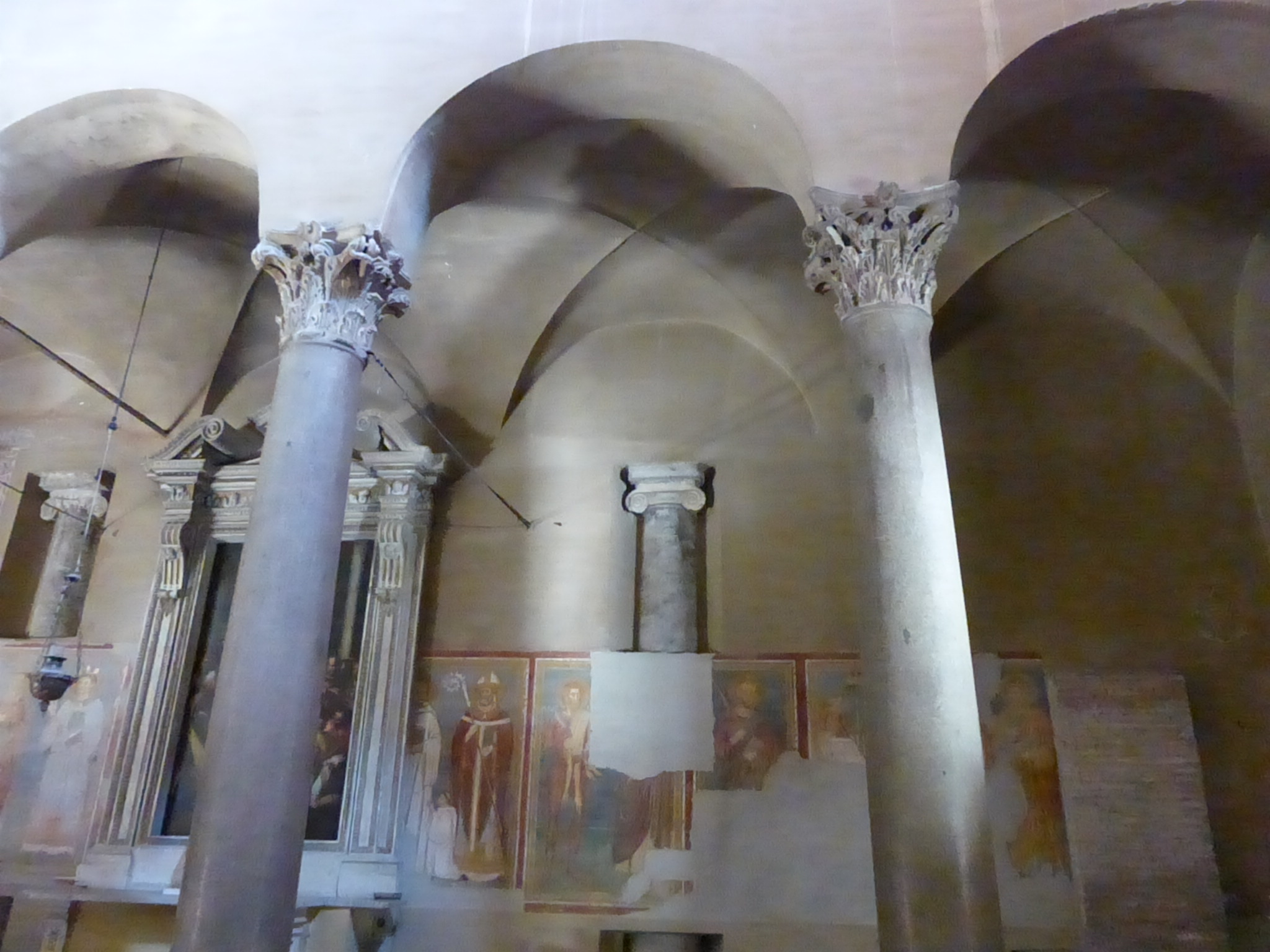
Rechter zijschip. Achteraan de dichtgemetselde 9de-eeuwse zuilenrij.
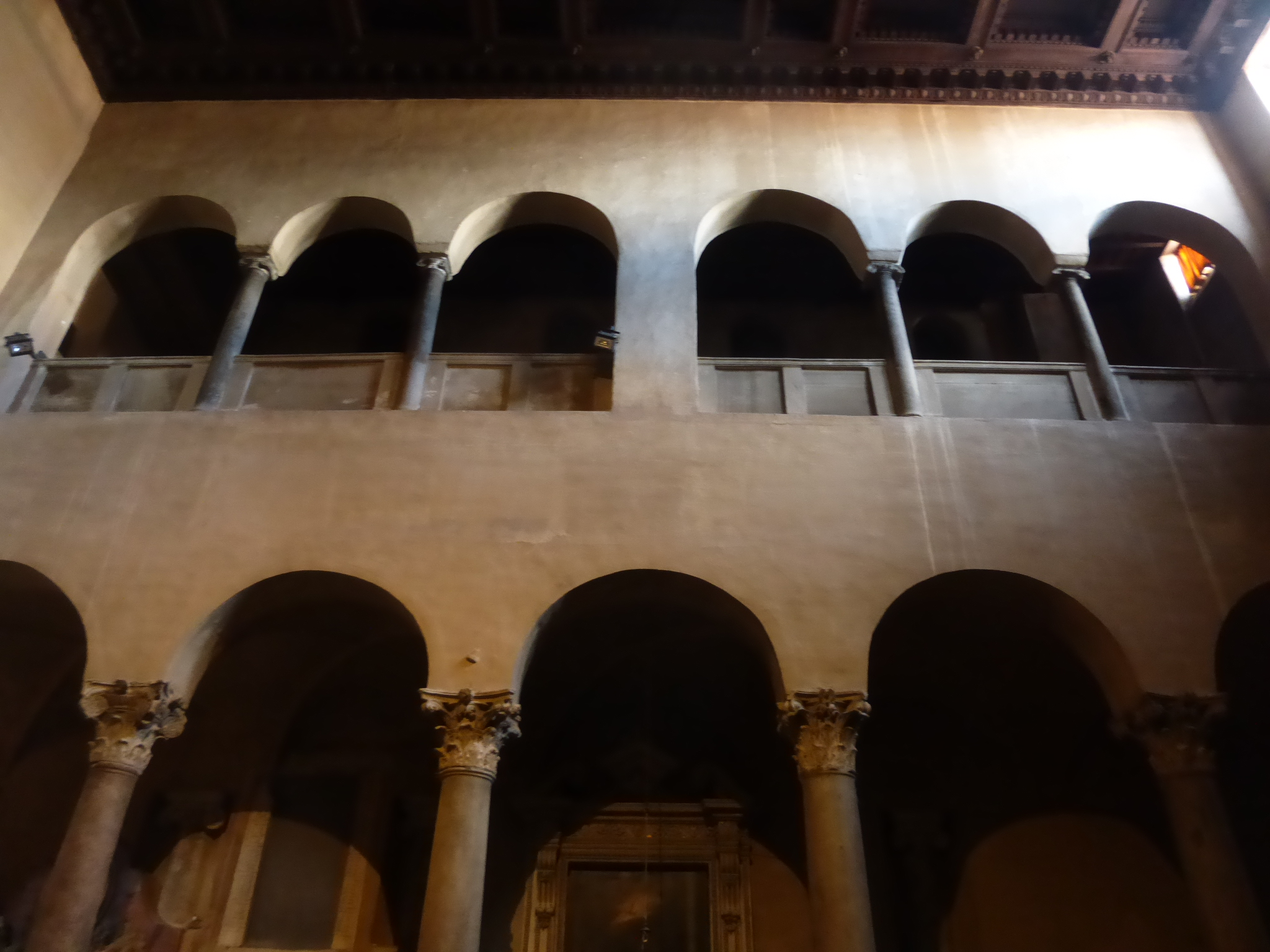
Rechterzijde van het middenschip en matroneum.

### Kloosterhof

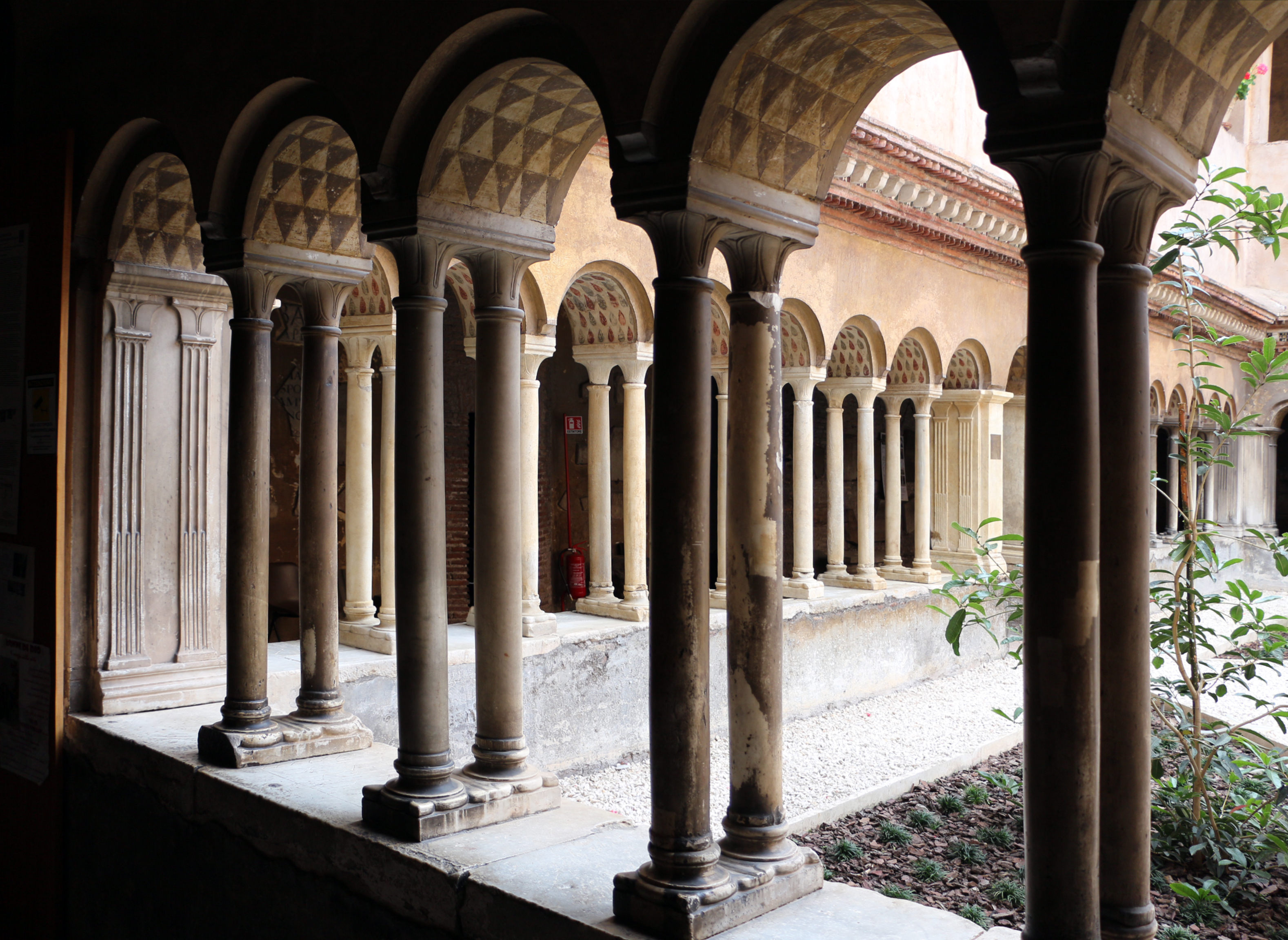
Kloosterhof.
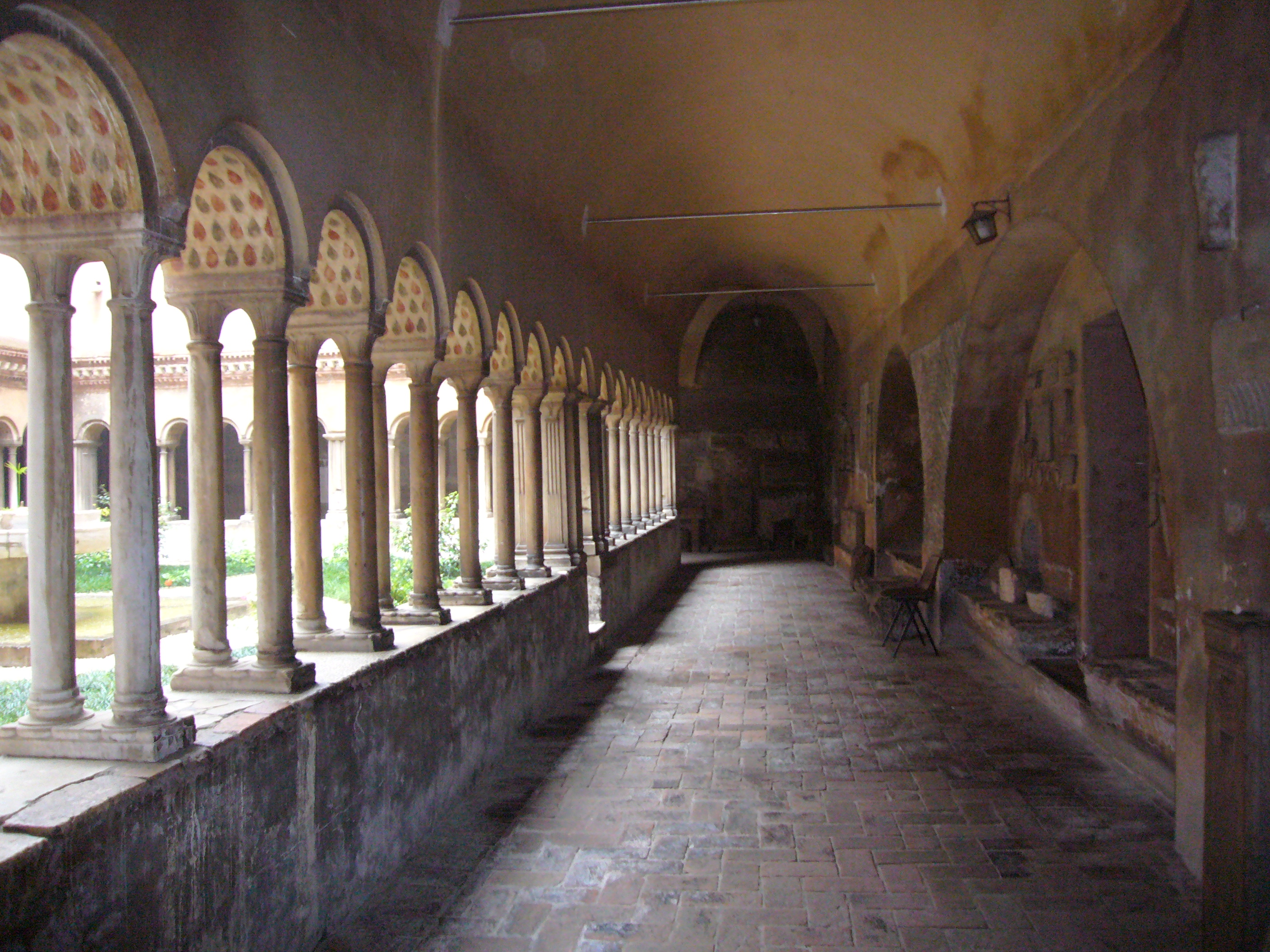
Kloosterhof.
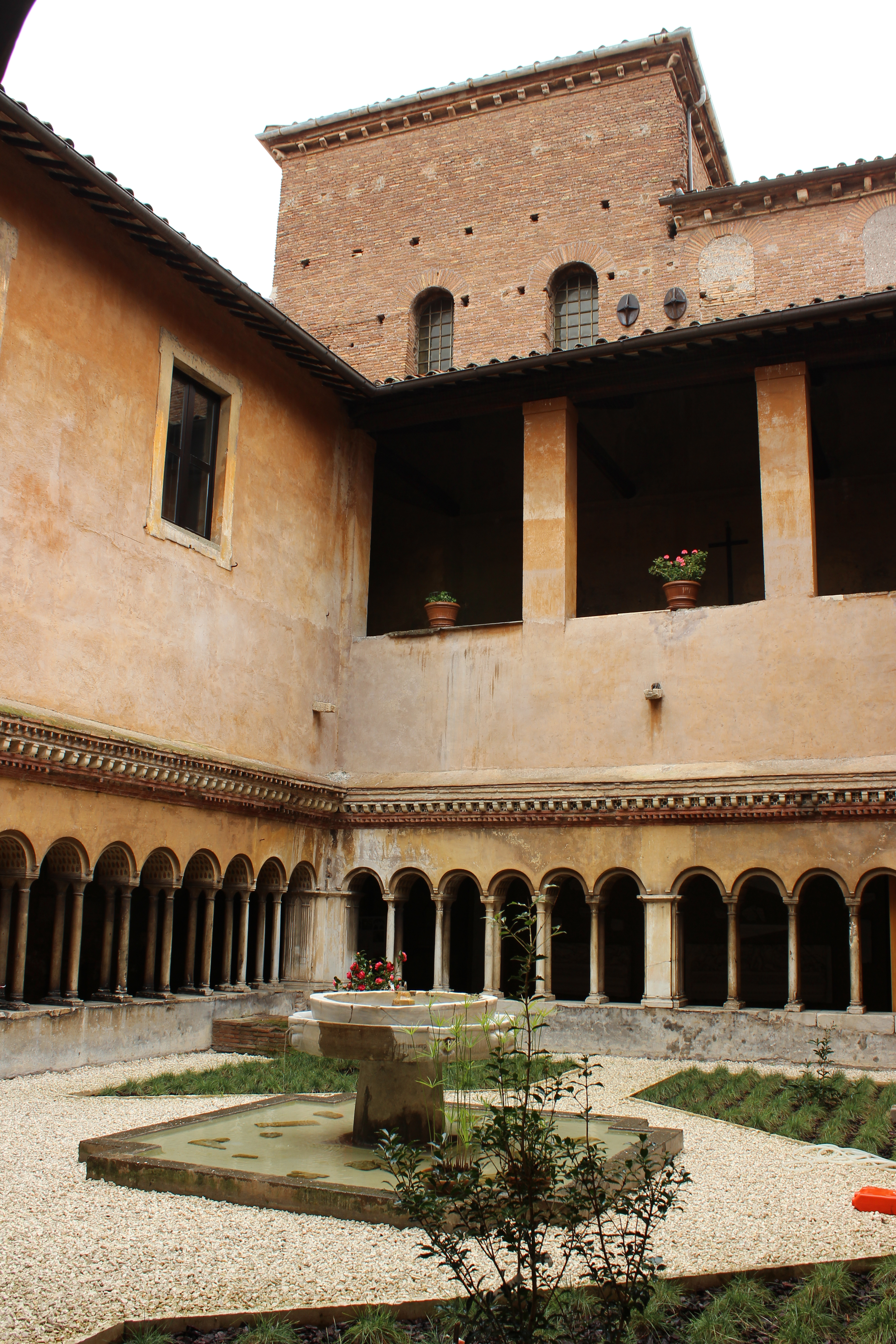
Kloosterhof.
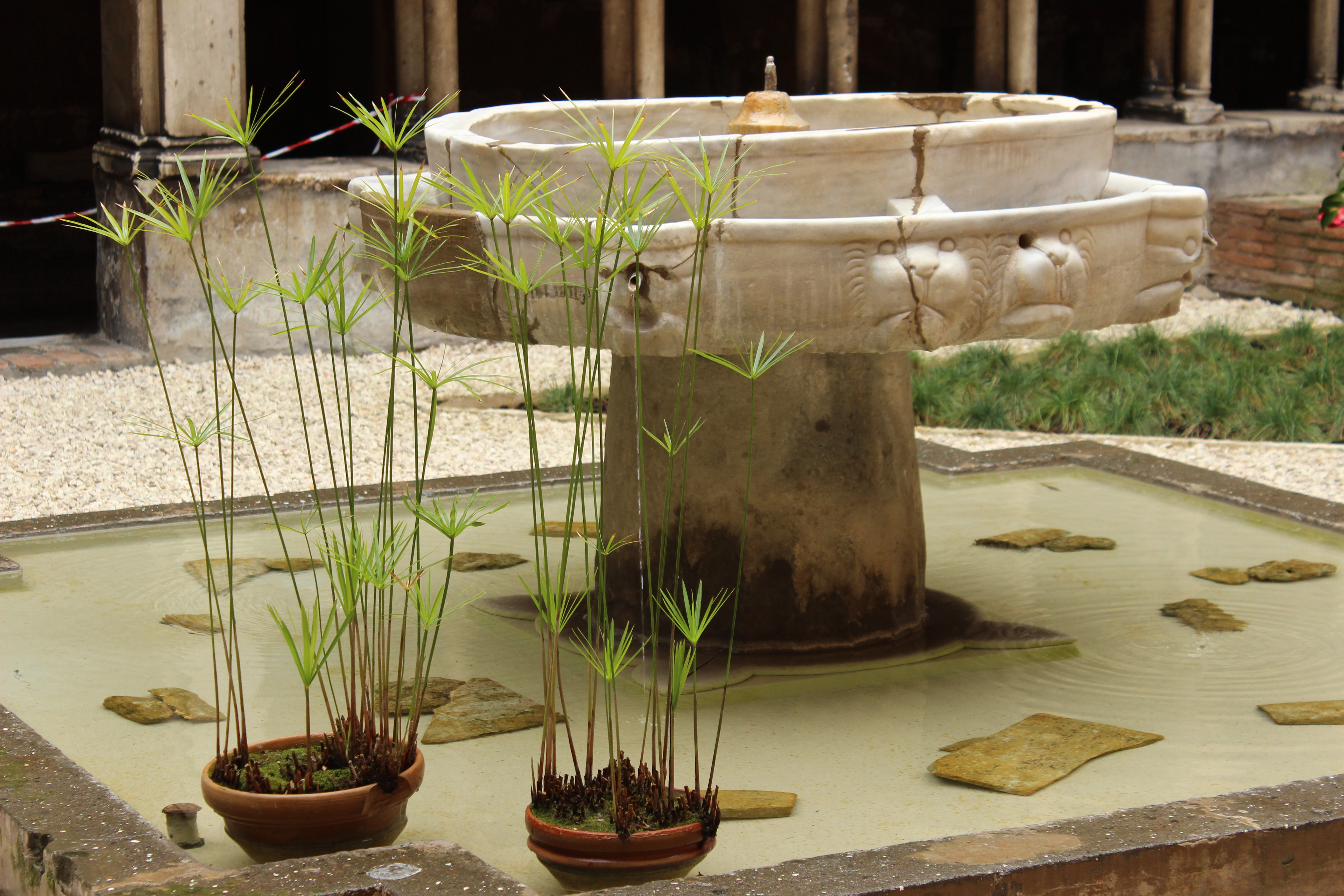
Fontein in het kloosterhof.

### Silvesterkapel

#### Liturgische kalender

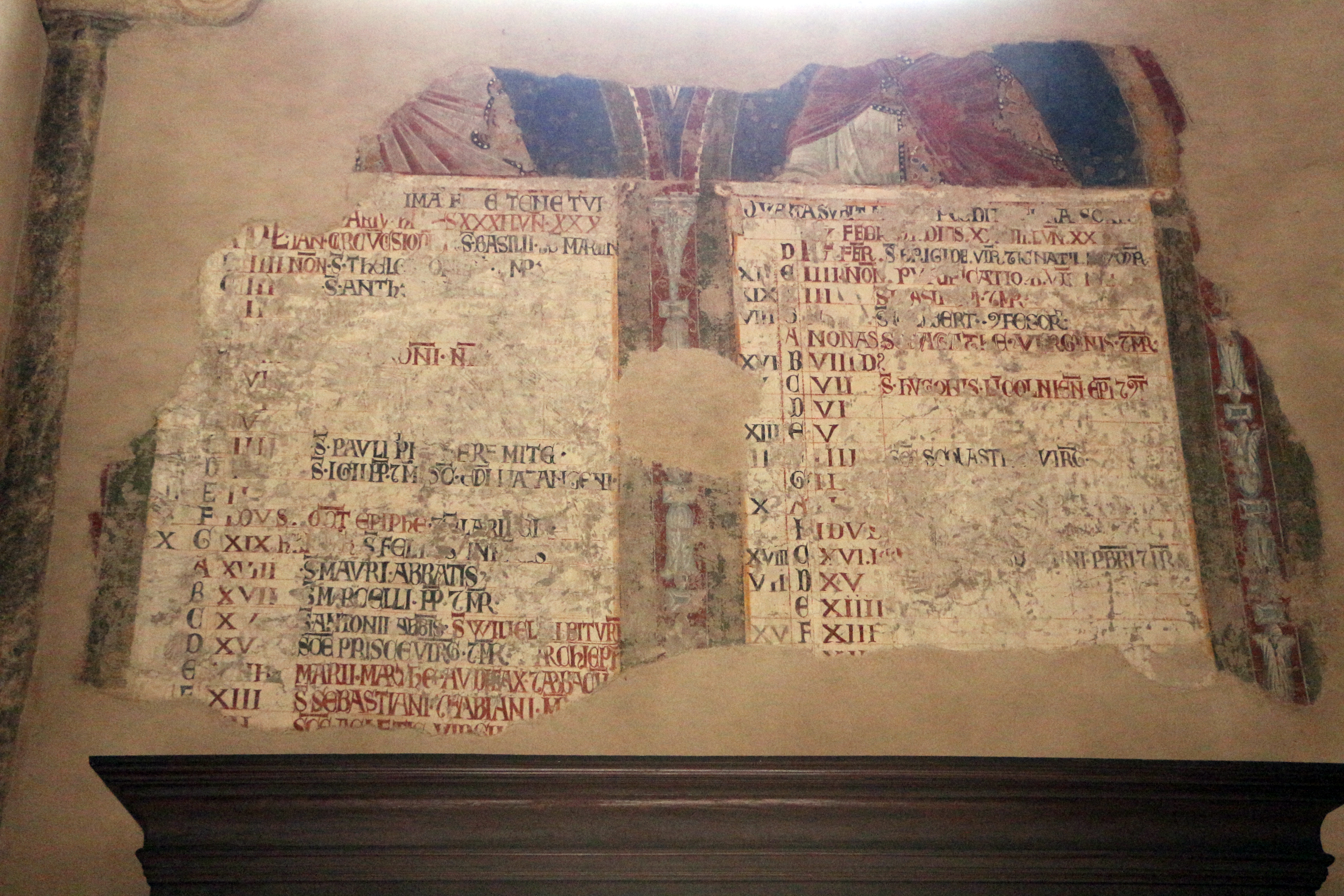
Sala del Calendario Liturgico.
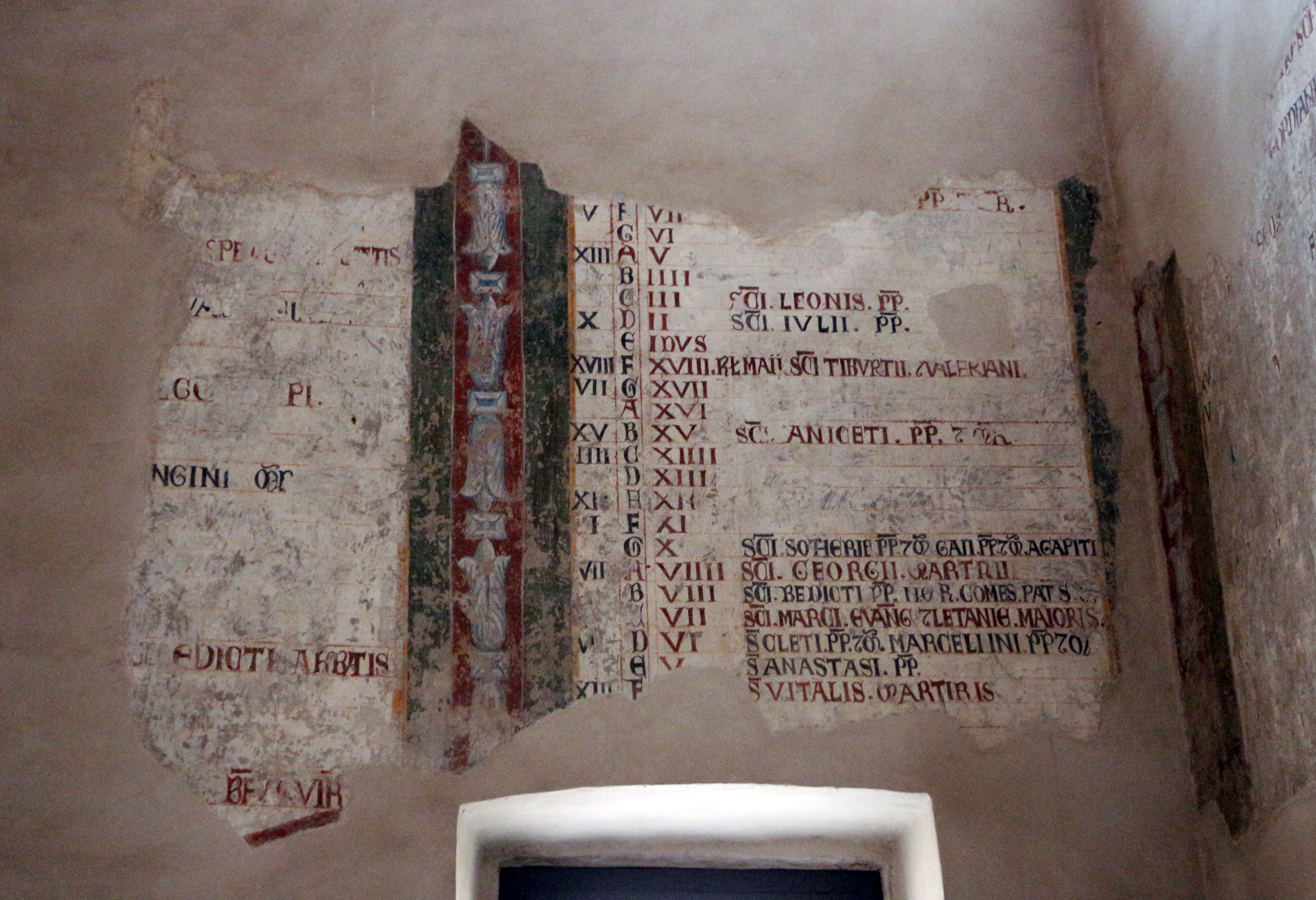
Sala del Calendario Liturgico.

#### Geheel

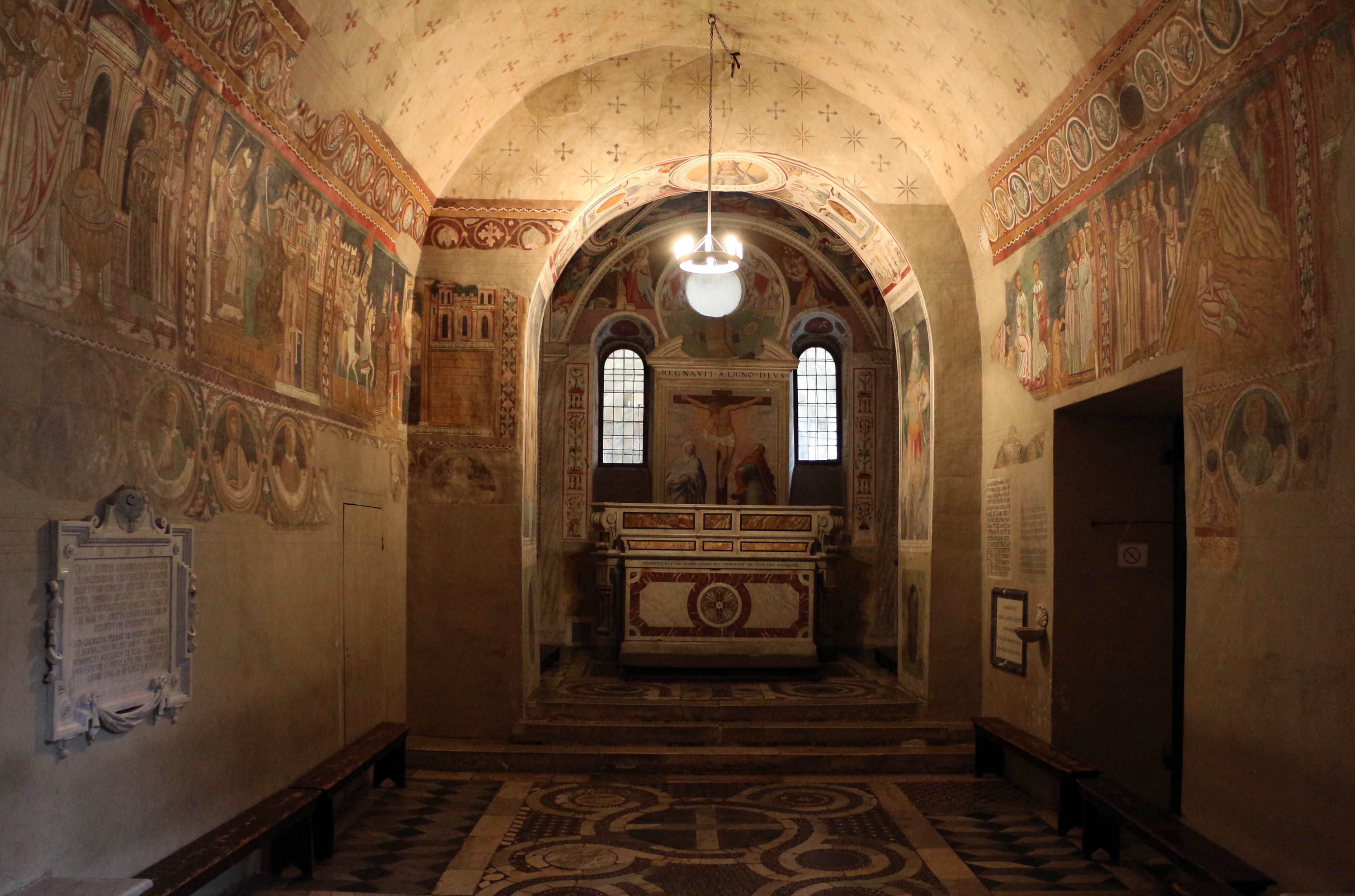
Silvesterkapel naar het priestergedeelte gezien.
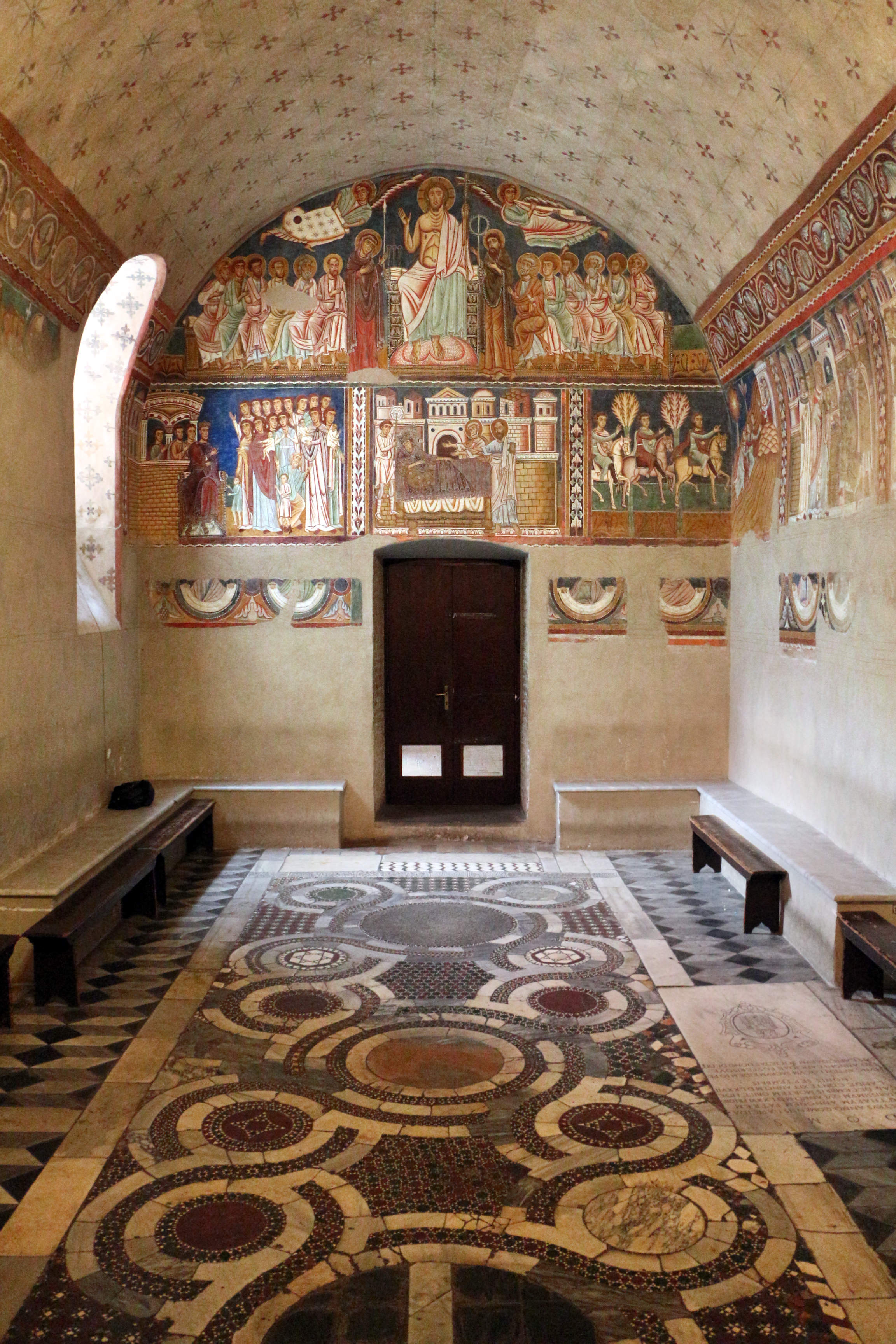
Silvesterkapel naar achterwand gezien.
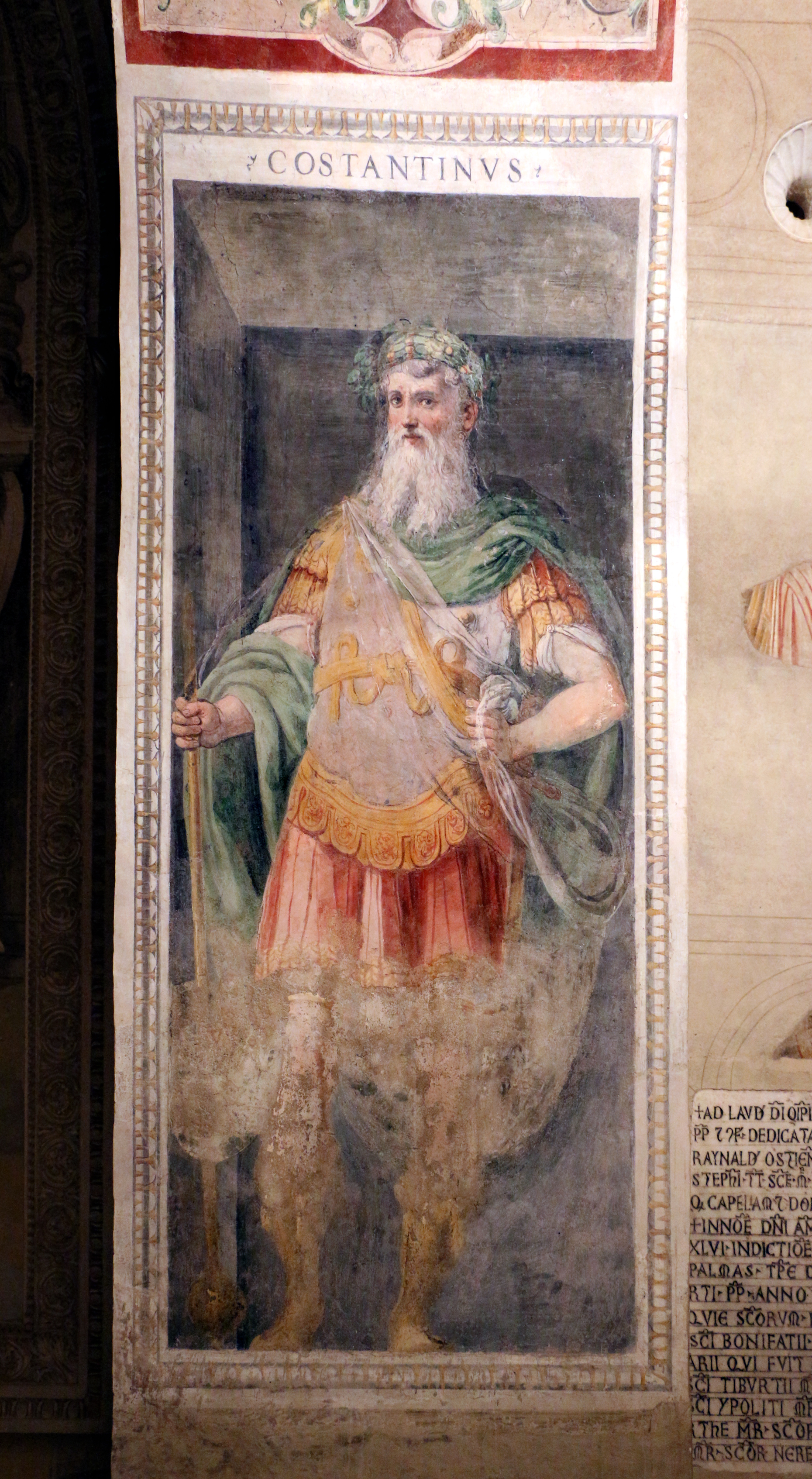
Keizer Constantijn.
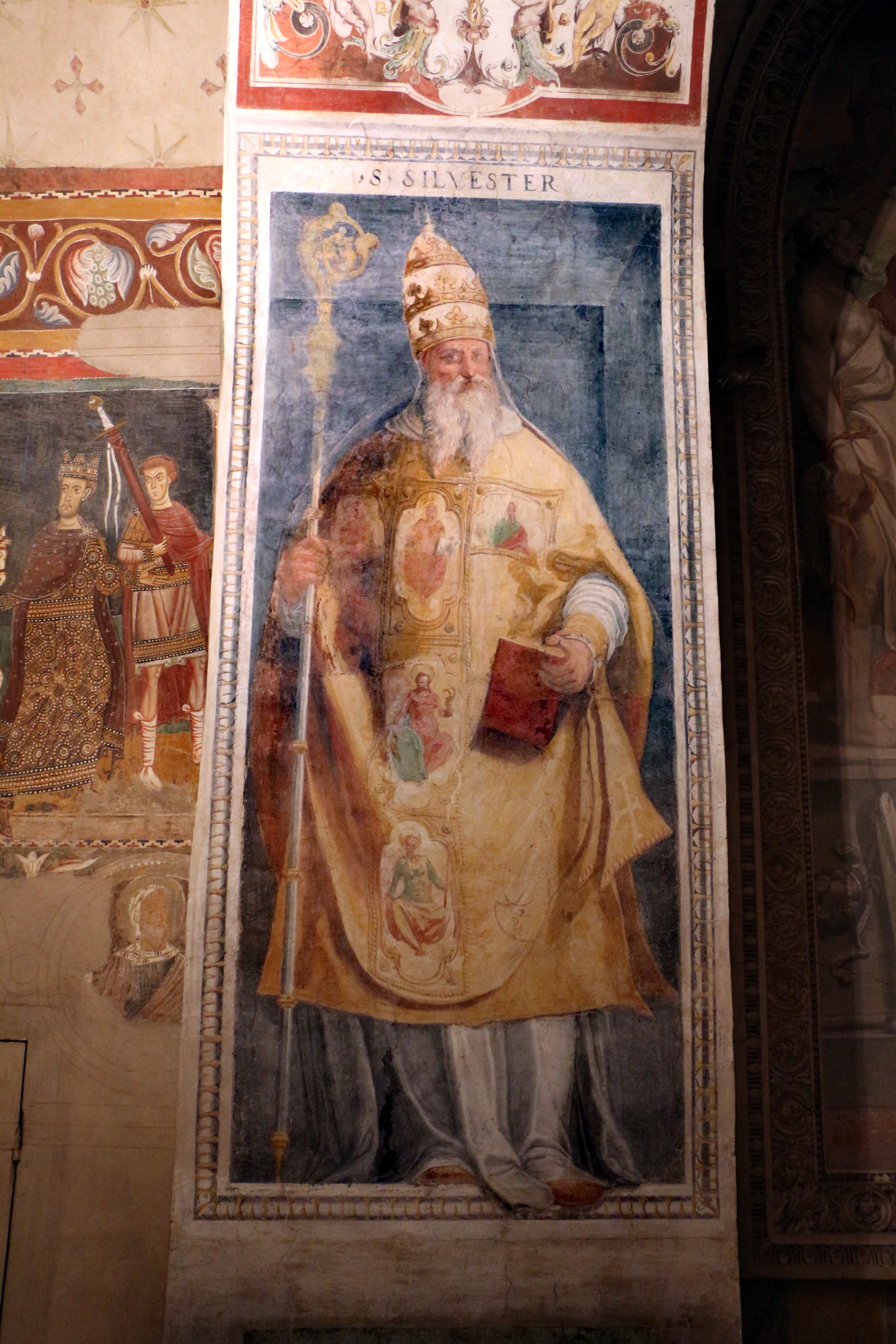
Paus Silvester.
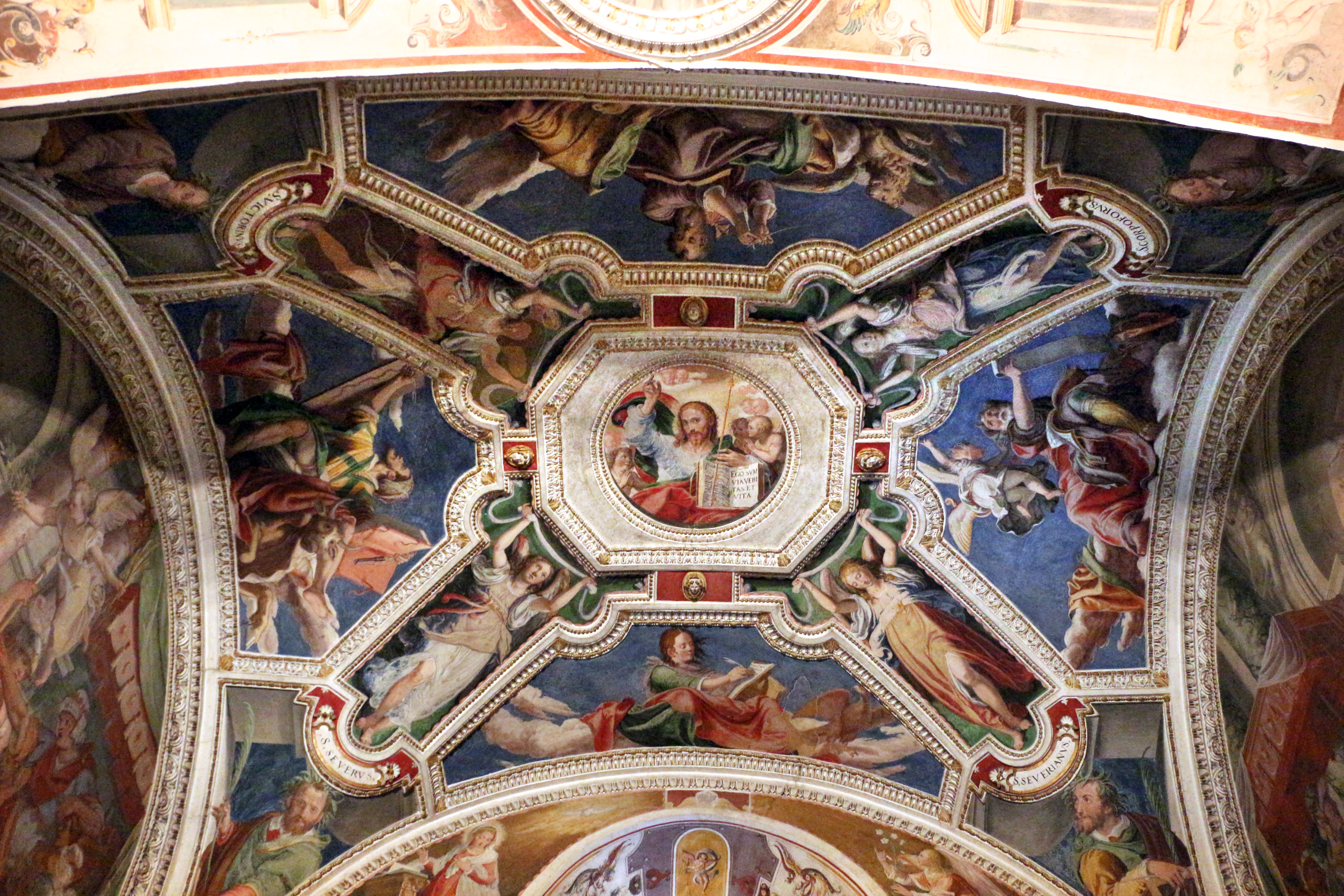
Het gewelf boven het priestergedeelte.
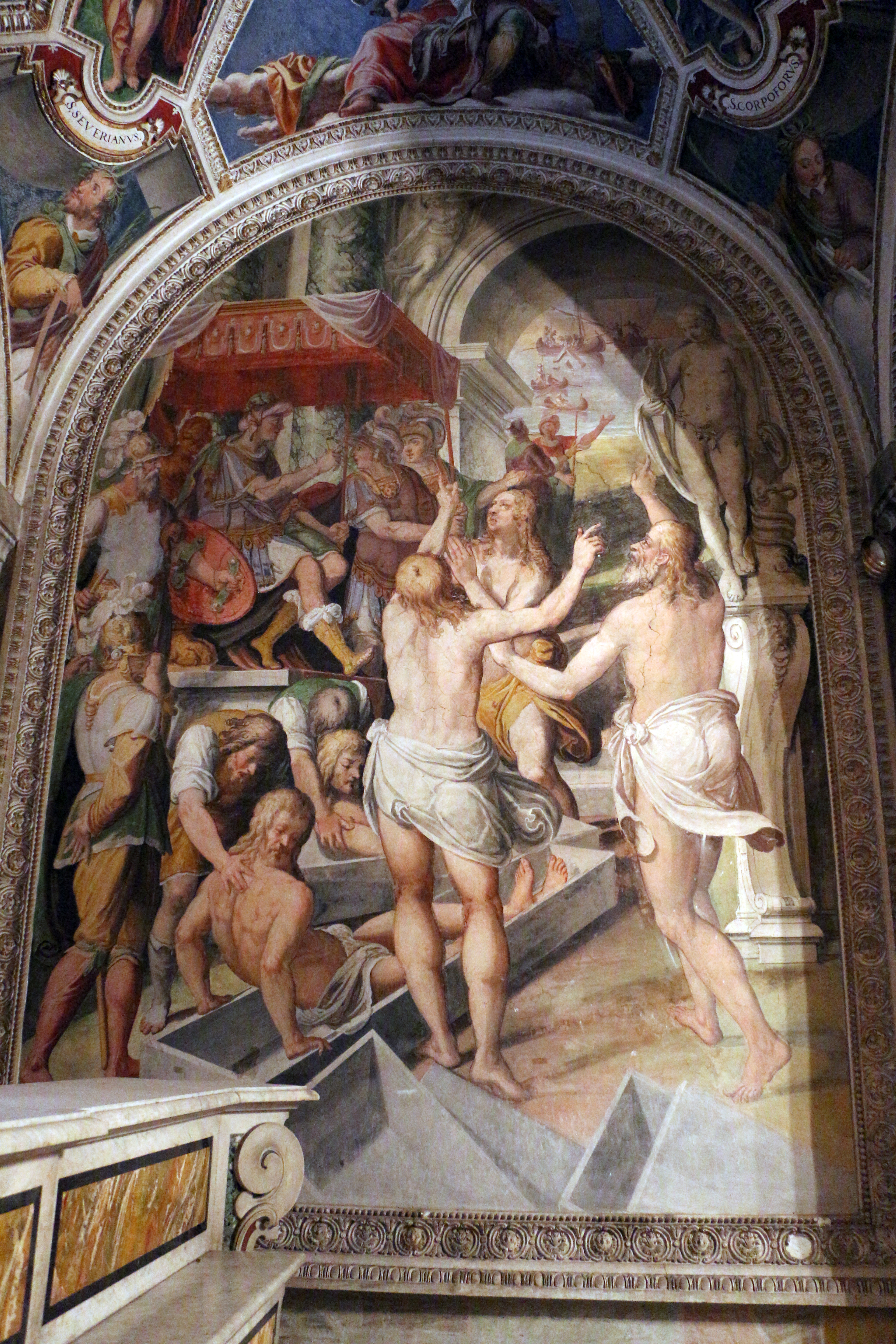
De Vier Heiligen worden in loden kisten gelegd.
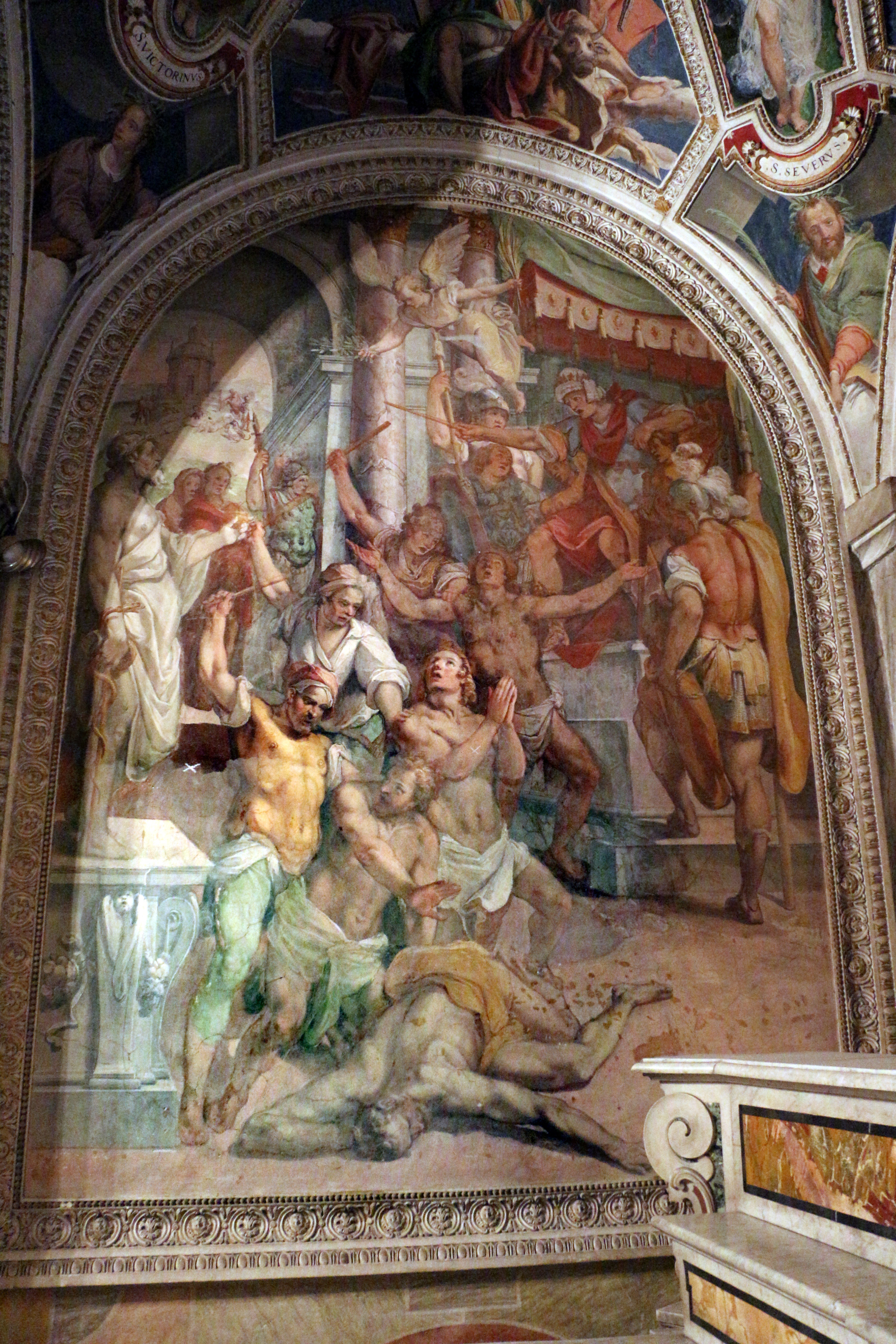
Foltering van de Vier Heiligen.

#### Frescocyclus van Silvester en Constantijn

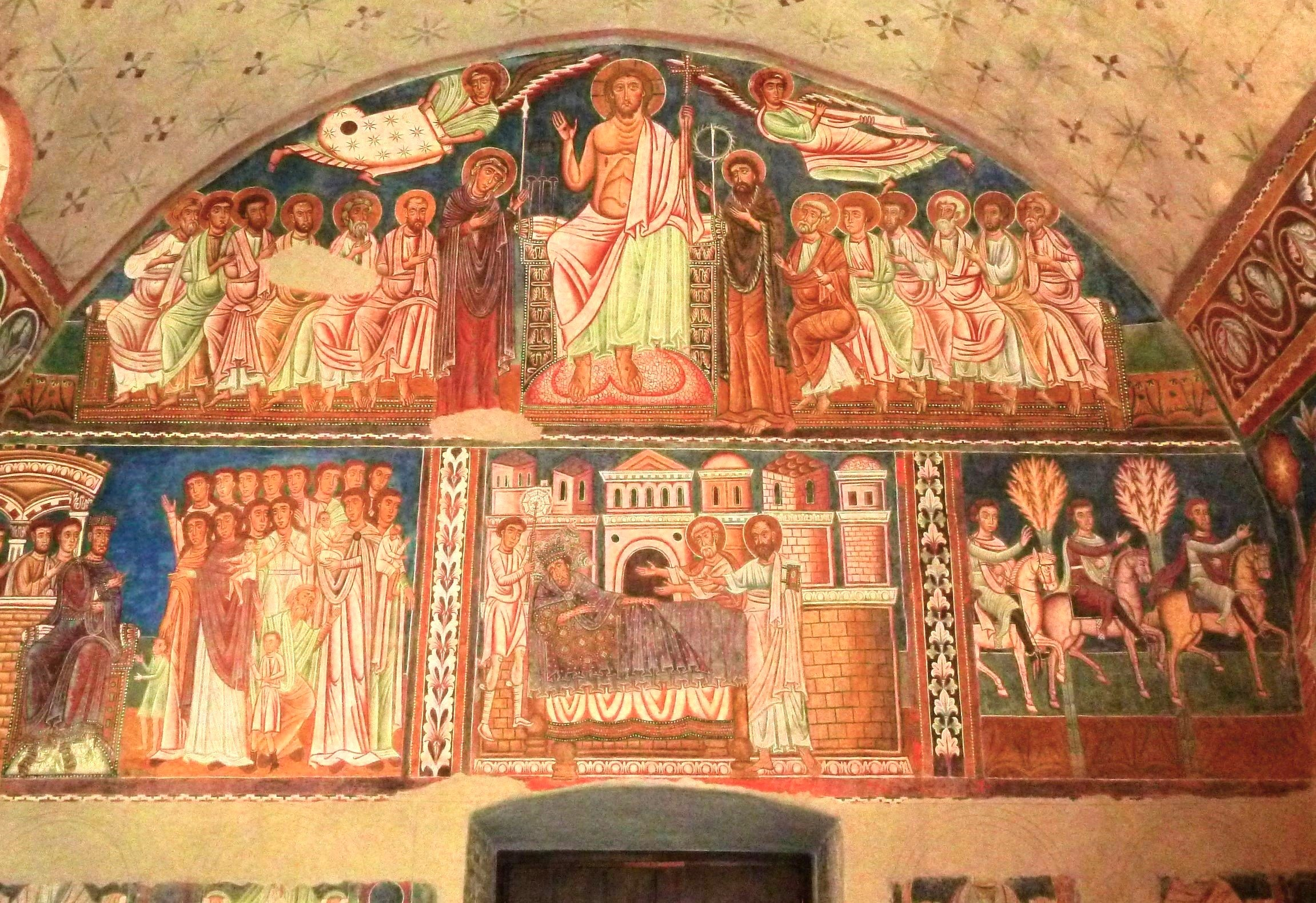
Laatste oordeel, en eerste scènes van de Silvester-cyclus.
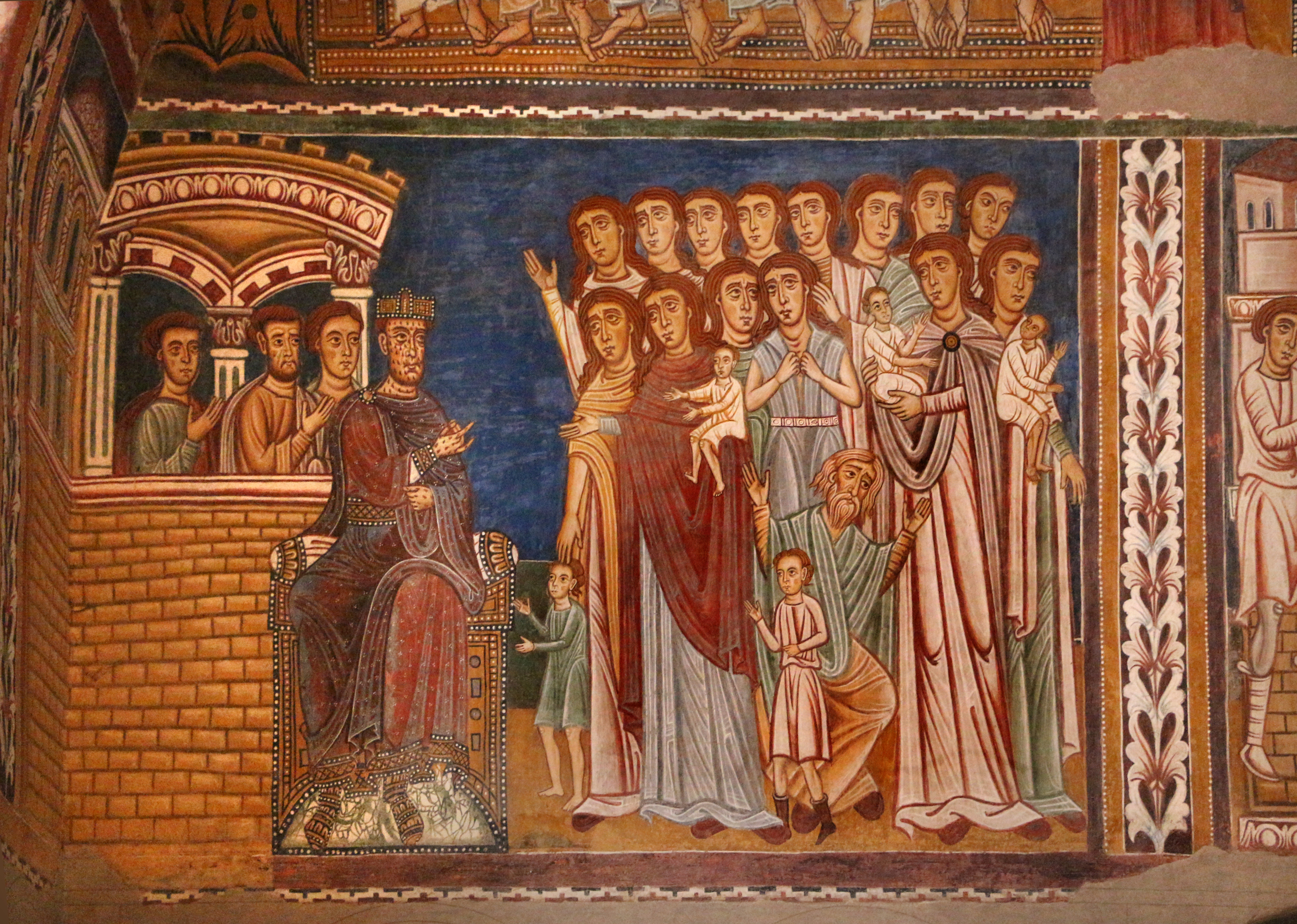
Constantijn lijdt aan lepra, maar verzekert de moeders dat hij hun kinderen niet zal doden.
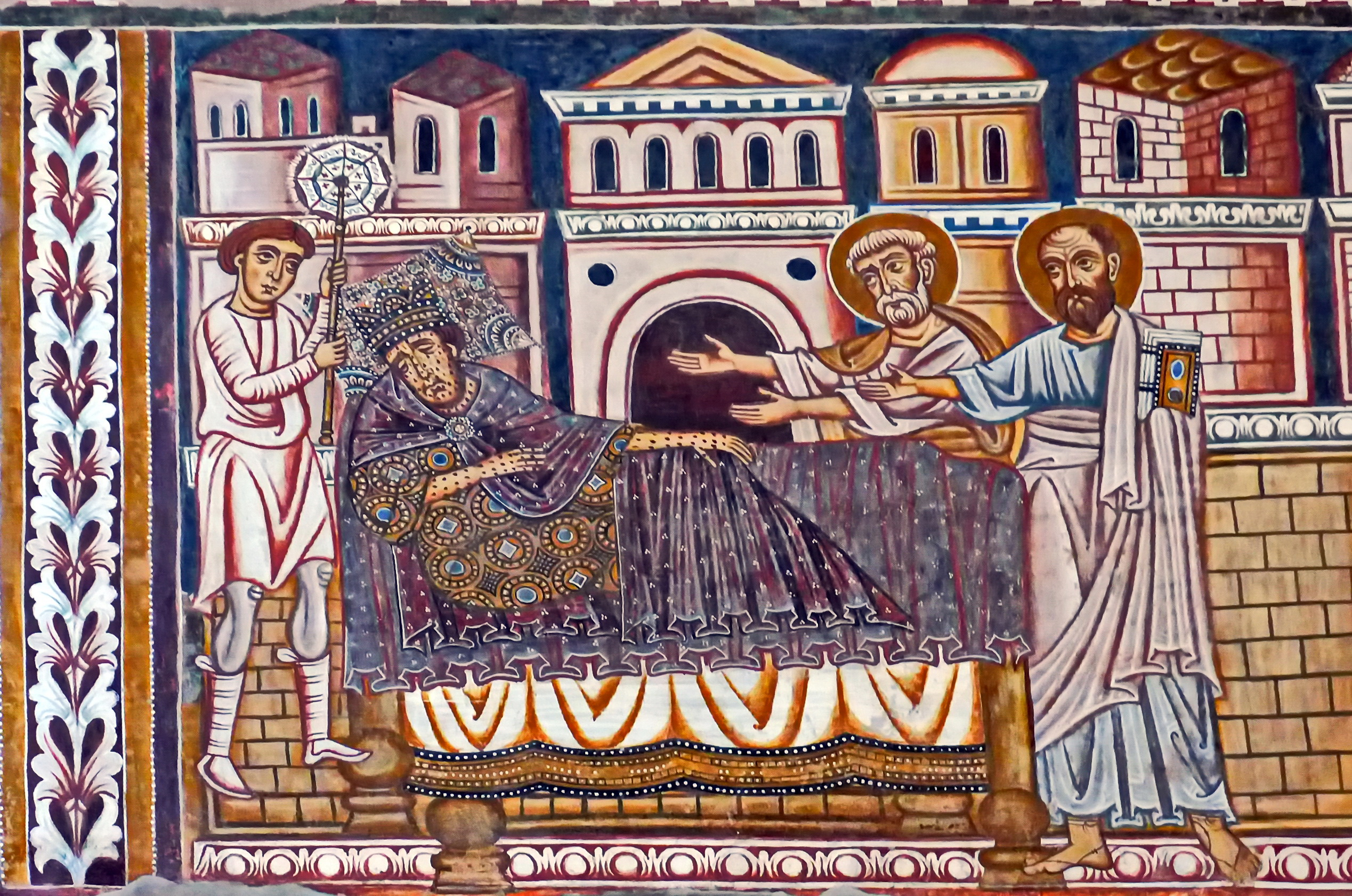
Petrus en Paulus verschijnen in de droom van Constantijn.
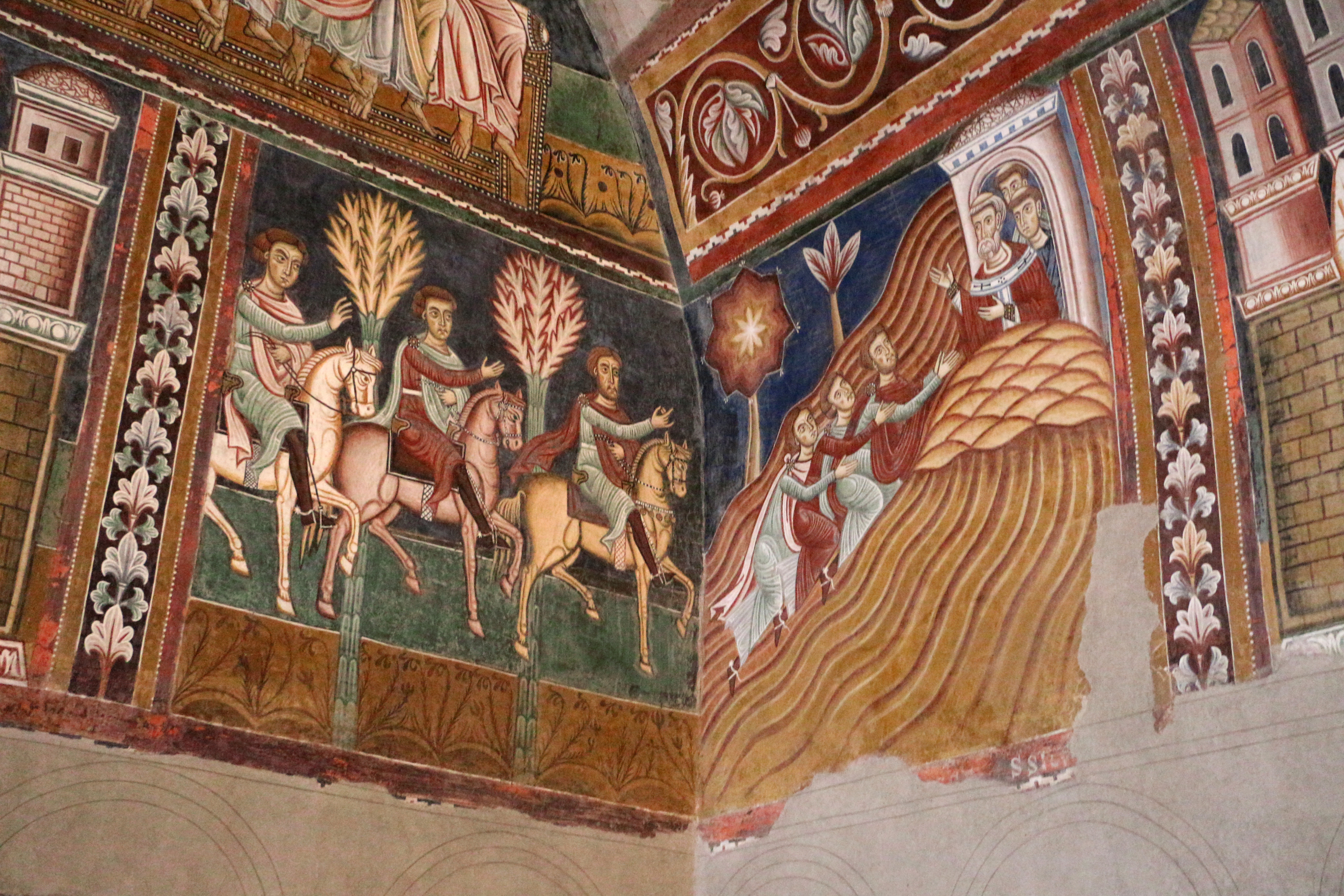
De gezanten van Constantijn begeven zich naar paus Silvester op de berg Soracte.
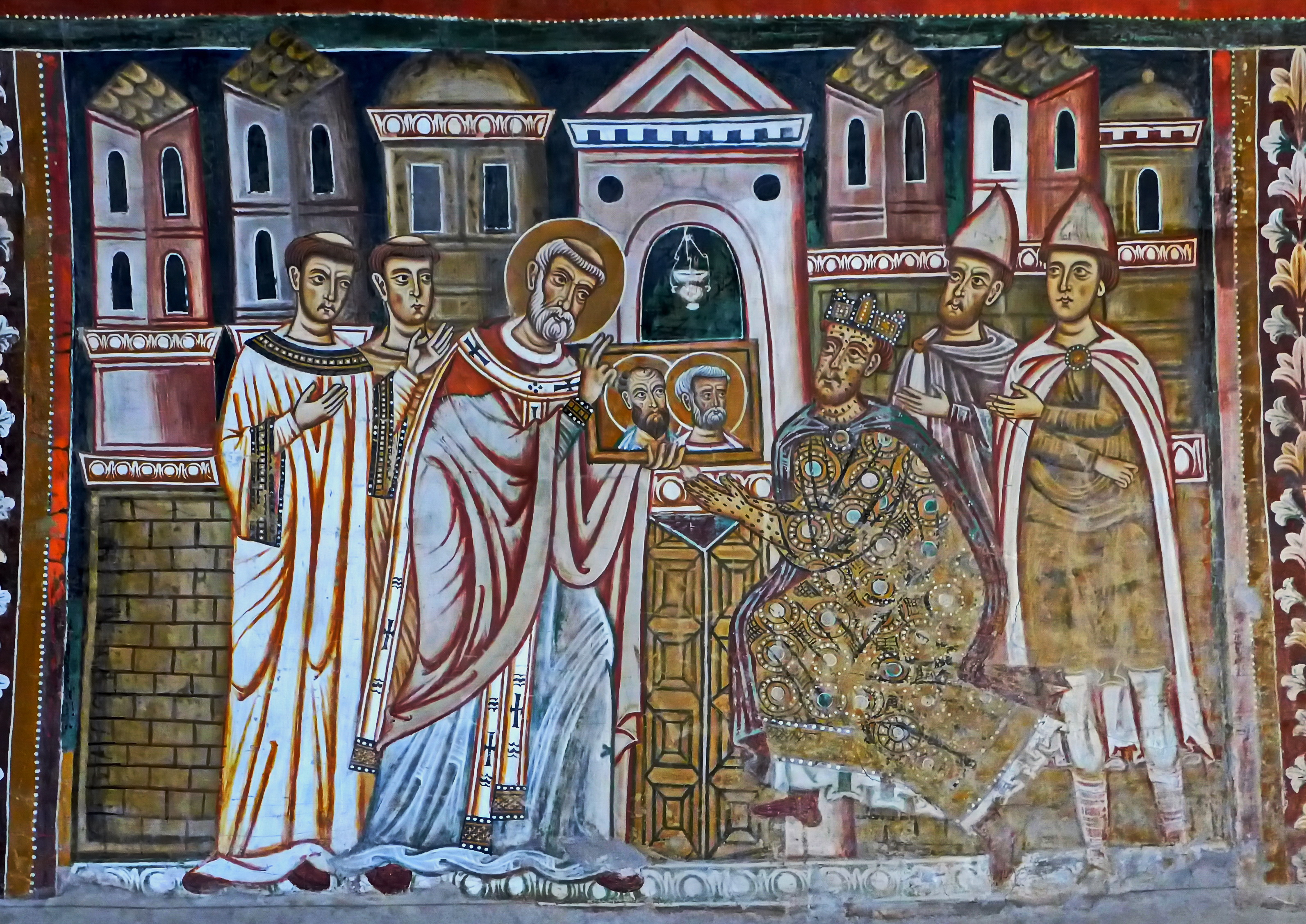
Constantijn herkent uit zijn droom de apostelen die Silvester hem toont.
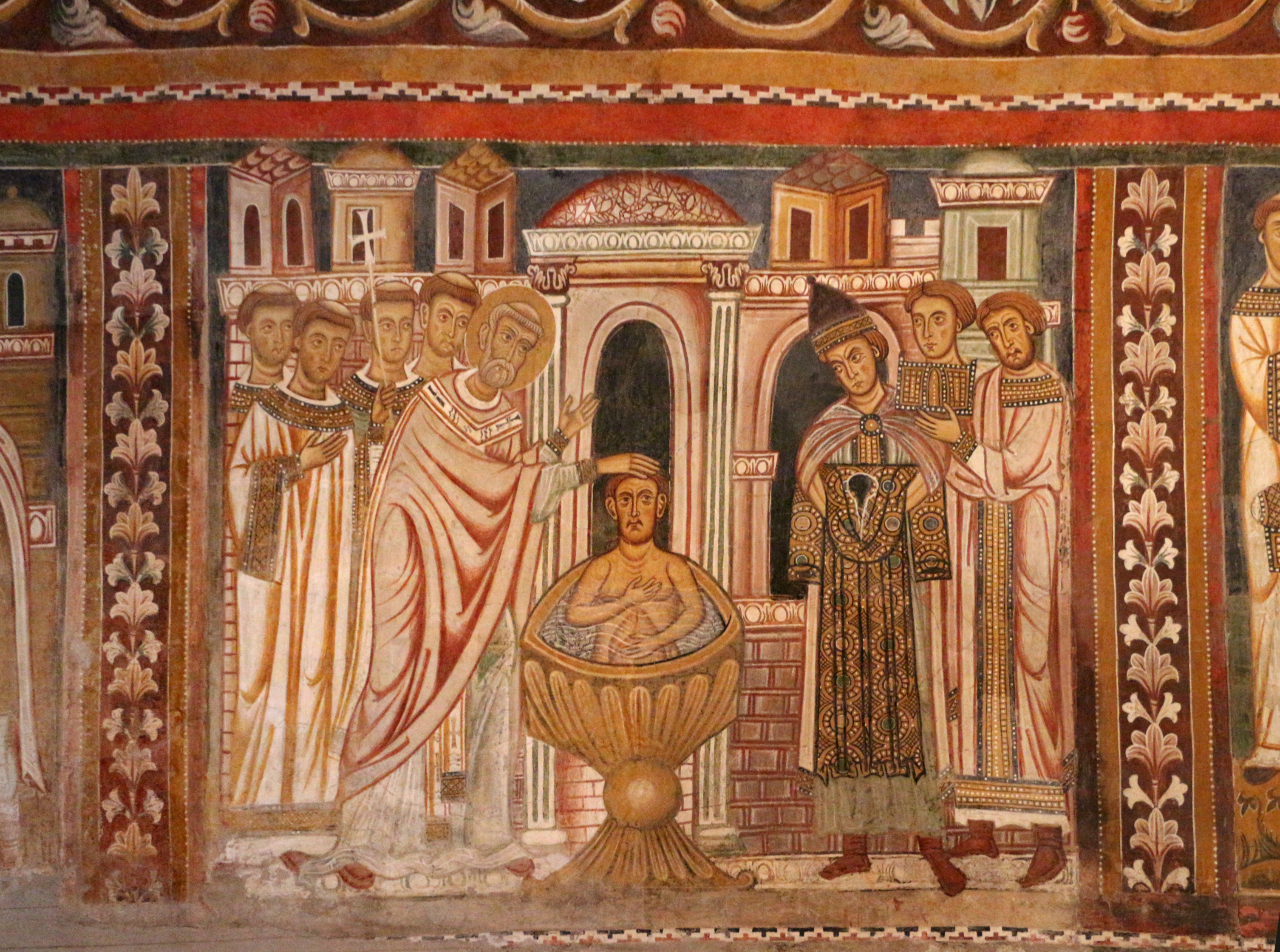
Constantijn heeft zich bekeerd en is genezen. Hij laat zich dopen door paus Silvester.
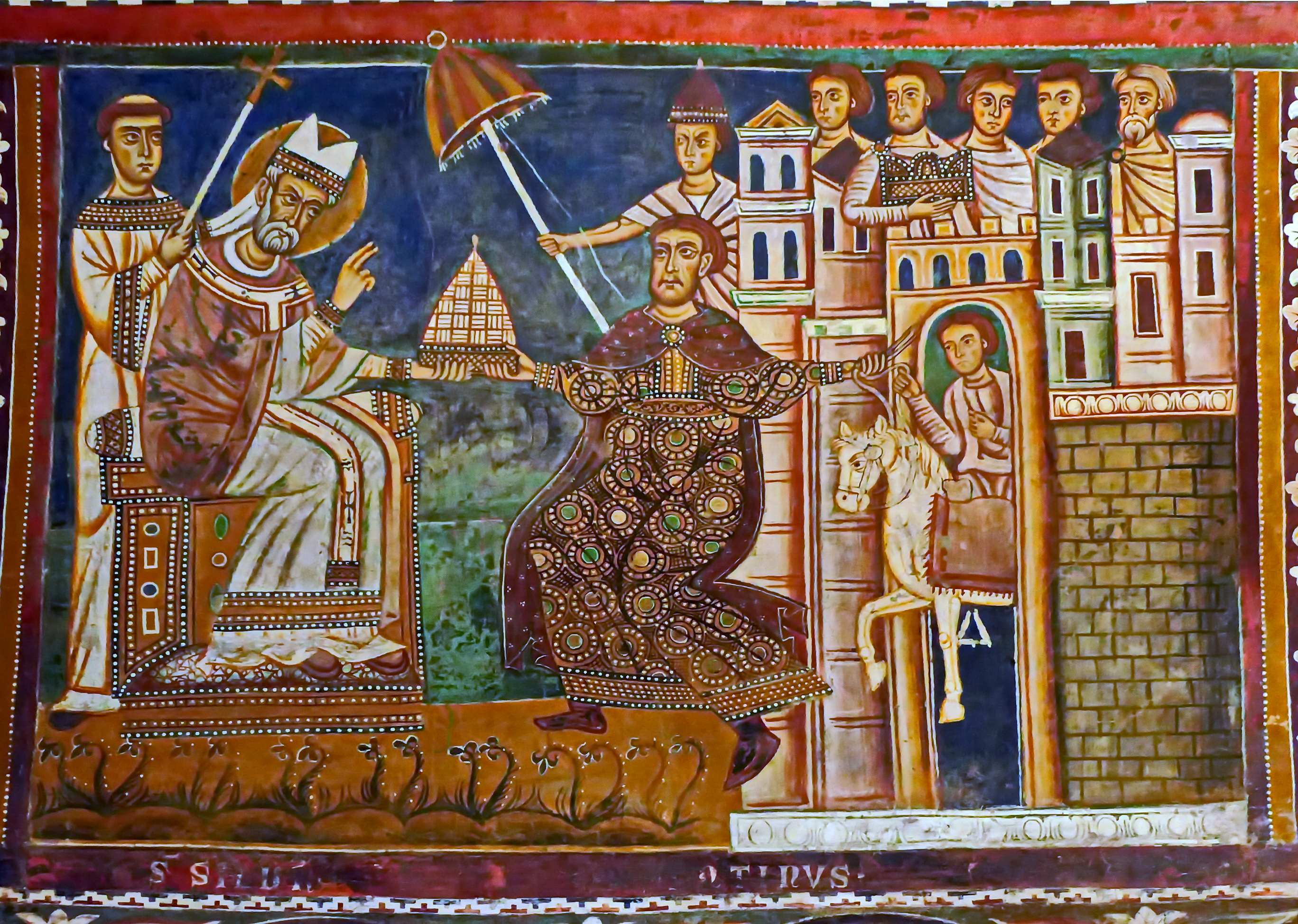
Constantijn schenkt de tiara aan Silvester.
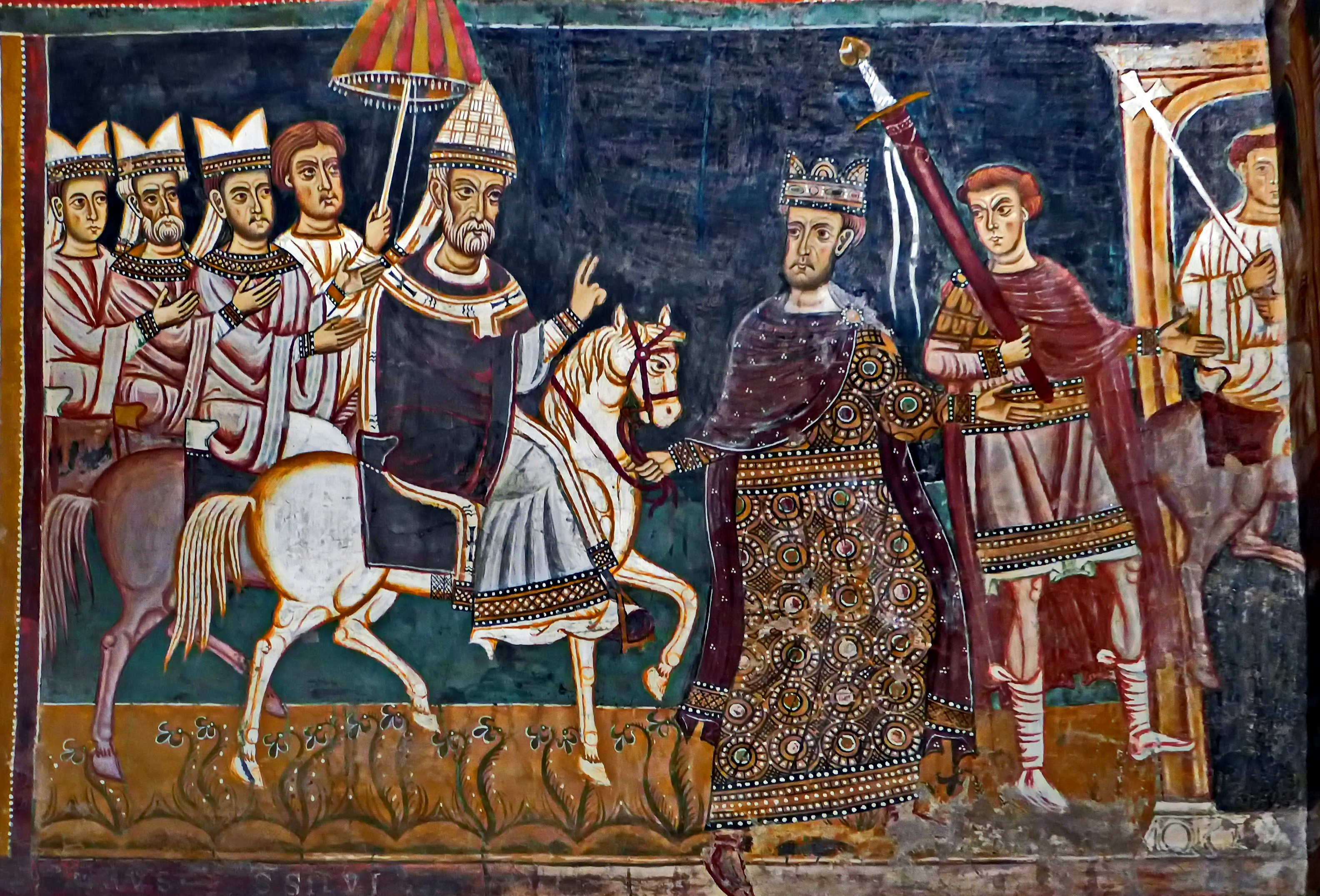
Constantijn leidt Silvester naar het paleis van Lateranen.
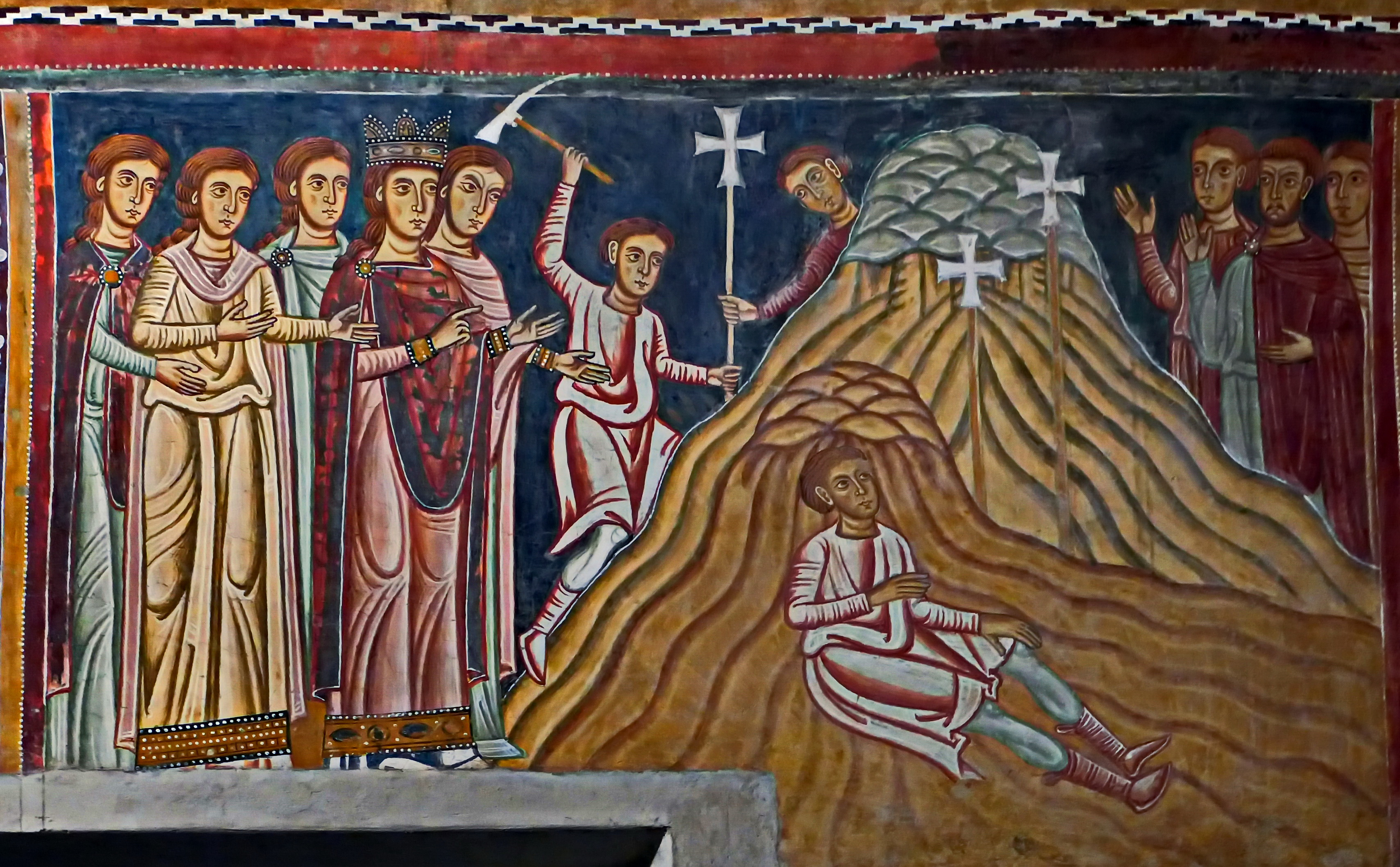
Rechterwand van de Silvesterkapel: Helena ontdekt het Ware Kruis.

## Geraadpleegde informatie
- Luc Verhuyck, SPQR. Anekdotische reisgids voor Rome, Amsterdam, 2002, ISBN 90 253 5875 6, 238-240
- (it)  Lia Barelli, Il complesso monumentale dei Ss. Quattro Coronati a Roma. Viella, Roma, 2009, ISBN 978-88-8334-425-1.
- (it)  Touring club italiano, Roma. Il Touring club, Milano, 1993, ISBN 88-365-0508-2, p. 476-477.
- Falconi, Fabrizio, Le basiliche di Roma dalle costruzioni pagane e paleocristiane fino a San Pietro e San Giovanni in Laterano. Newton Compton editori, Roma (2022). ISBN 978-88-227-6717-2, pp. 216-223
- (it)  Mauro Lucentini, La grande guida di Roma : per chi ama la città eterna e vuole conoscerla meglio in poco tempo. Newton & Compton, Roma (1999). ISBN 88-8289-053-8. p. 415-417.
- Pagina SS. Quattro coronati van de website Romanartlover.it.

Sant'Agnese fuori le mura · 
Sant'Agnese in Agone · 
Sant'Agostino · 
Sant'Alberto Magno · 
Basilica di Santa Anastasia · 
Sant'Andrea al Quirinale · 
Sant'Andrea delle Fratte · 
Sant'Andrea della Valle · 
Sant'Andrea in Via Flaminia · 
Sant'Angela Merici · 
Santi Angeli Custodi a Città Giardino · 
Sant'Anselmo all'Aventino · 
Sant'Antonio da Padova all'Esquilino · 
Sant'Antonio da Padova in Via Tuscolana · 
Sant’Antonio di Padova a Circonvallazione Appia · 
Sant'Antonio in Campo Marzio · 
Sant'Apollinare alle Terme Neroniane-Alessandrine · 
Sant'Atanasio · 
Sant'Atanasio a Via Tiburtina · 
Santi Aquila e Priscilla · 
Santa Balbina · 
San Bernardo alle Terme · 
Santi Bonifacio e Alessio · 
San Callisto · 
San Camillo de Lellis · 
San Carlo ai Catinari · 
San Carlo al Corso · 
Basiliek van Santa Cecilia in Trastevere · 
San Cesareo in Palatio · 
Santa Chiara a Vigna Clara · 
San Clemente · 
San Corbiniano · 
Santi Cosma e Damiano in Via Sacra · 
San Crisogono · 
Santa Croce in Gerusalemme · 
Santa Croce in Via Flaminia · 
Sacro Cuore di Cristo Re · 
Sacro Cuore di Gesù · 
Sacro Cuore di Gesù agonizzante a Vitinia · 
Dio Padre Misericordioso · 
Santi XII Apostoli · 
San Domenico di Guzman · 
Santi Domenico e Sisto · 
Sant'Elena fuori Porta Prenestina · 
Sant'Eligio dei Ferrari · 
Sant'Emerenziana a Tor Fiorenza · 
Sant'Eugenio · 
Sant'Eusebio · 
Santi Fabiano e Venanzio a Villa Fiorelli · 
San Felice da Cantalice a Centocelle · 
Santa Francesca Romana · 
San Francesco a Ripa · 
San Francesco di Paola ai Monti · 
Friezenkerk · 
San Frumenzio ai Prati Fiscali · 
Il Gesù · 
Gesù Divino Lavoratore · 
San Giacomo in Augusta · 
San Gioacchino ai Prati di Castello · 
Santi Gioacchino e Anna al Tuscolano · 
San Giovanni a Porta Latina · 
San Giovanni Bosco in via Tuscolana · 
San Giovanni Crisostomo a Monte Sacro Alto · 
San Giovanni dei Fiorentini · 
Santi Giovanni e Paolo · 
Santi Giovanni Evangelista e Petronio · 
San Giovanni Maria Vianney · 
San Girolamo dei Croati · 
San Giuliano Martire · 
San Giustino · 
Gran Madre di Dio · 
San Gregorio Magno al Celio · 
San Gregorio Magno alla Magliana Nuova · 
San Gregorio VII · 
Sant'Ignazio · 
Sint-Jan van Lateranen · 
Sint-Juliaan-der-Vlamingen · 
San Leonardo da Porto Maurizio · 
San Leone I · 
San Liborio · 
San Lorenzo in Damaso ·  
San Lorenzo in Lucina · 
San Lorenzo in Panisperna · 
San Luca a Via Prenestina · 
San Luigi dei Francesi · 
Santuario della Madonna del Divino Amore · 
Madonna dell'Archetto - 
Santi Marcellino e Pietro · 
San Marcello al Corso · 
San Marco · 
Santa Maria ai Monti · 
Santa Maria Ausiliatrice in Via Tuscolana · 
Santa Maria Consolatrice al Tiburtino · 
Santa Maria degli Angeli e dei Martiri · 
Santa Maria dei Miracoli en Santa Maria in Montesanto · 
Santa Maria dell'Anima · 
Santa Maria della Pace · 
Santa Maria della Salute a Primavalle · 
Santa Maria della Scala · 
Santa Maria della Vittoria · 
Santa Maria delle Grazie a Via Trionfale · 
Santa Maria del Popolo · 
Santa Maria del Suffragio · 
Santa Maria di Monserrato · 
Santa Maria Domenica Mazzarello · 
Santa Maria Goretti · 
Santa Maria Immacolata a Grottarossa · 
Santa Maria in Aquiro · 
Santa Maria in Aracoeli · 
Santa Maria in Campitelli · 
Santa Maria in Cappella · 
Santa Maria in Domnica · 
Santa Maria in Transpontina · 
Santa Maria in Trastevere · 
Santa Maria in Trivio · 
Santa Maria in Vallicella · 
Santa Maria in Via · 
Santa Maria in Via Lata · 
Santa Maria Liberatrice a Monte Testaccio · 
Santa Maria Madre della Providenza a Monte Verde · 
Santa Maria Madre del Redentore a Tor Bella Monaca · 
Basiliek van Santa Maria Maggiore · 
Santa Maria Regina degli Apostoli alla Montagnola · 
Santa Maria Regina Mundi a Torre Spaccata · 
Santa Maria sopra Minerva · 
Santa Beata Maria Vergine Addolorata a piazza Buenos Aires · 
San Martino ai Monti · 
Natività di Nostro Signore Gesù Cristo a Via Gallia · 
Santi Nereo e Achilleo · 
San Nicola in Carcere · 
Santissimo Nome di Maria al Foro Traiano · 
Nostra Signora del Sacro Cuore · 
Ognissanti in Via Appia Nuova · 
Sant'Onofrio · 
Sint-Pancratiusbasiliek · 
Pantheon (Rome) · 
San Patrizio ·
Sint-Anna in Lateranen ·
Sint-Paulus buiten de Muren · 
Sint-Pietersbasiliek · 
Santi Pietro e Paolo a Via Ostiense · 
San Pietro in Montorio · 
San Pietro in Vincoli · 
Santa Prassede · 
Preziosissimo Sangue di Nostro Signore Gesù Cristo · 
Santa Prisca · 
Santa Pudenziana · 
Santi Quattro Coronati · 
Santi Quirico e Giulitta · 
Santissimo Redentore e Sant'Alfonso in Via Merulana · 
Santa Sabina · 
San Salvatore in Lauro · 
Sint-Sebastiaan buiten de Muren · 
San Silvestro in Capite · 
Santi Simone e Giuda Taddeo a Torre Angela · 
Sixtijnse Kapel · 
Santa Sofia a Via Boccea · 
Santa Susanna · 
Tempietto van San Pietro in Montorio · 
Santa Teresa al Corso d’Italia · 
Trinità dei Monti · 
Sant’Ugo · 
Beata Vergine Maria del Monte Carmelo a Mostacciano · 
Basilica di San Vitale